# Aarau
Aarau [ˈaːraʊ], im schweizerdeutschen Ortsdialekt [ˈɑːɾaʊ], ist eine Mittelstadt und Einwohnergemeinde im Schweizer Kanton Aargau. Sie ist Hauptort dieses Kantons und gleichzeitig des Bezirks Aarau. Die Stadt liegt 39 km südöstlich von Basel, 38 km westlich von Zürich, 67 km nordöstlich von Bern (jeweils Luftlinie) und ist Teil der Nordwestschweiz.
Die Stadt am rechten Ufer der Aare liegt am Nordrand des Schweizer Mittellandes und am Übergang zum Jura-Gebirge. Die westliche Stadtgrenze bildet gleichzeitig die Grenze zum Kanton Solothurn. Aarau zählt über 21'000 Einwohner und ist damit seit 2024 nach Baden die zweitbevölkerungsreichste Gemeinde des Kantons. In der engen Agglomeration wohnen rund 80'000 Personen, im Wirtschaftsraum Aarau gut 220'000.
Zwischen 1240 und 1250 von den Grafen von Kyburg gegründet, erhielt Aarau im Jahr 1283 von den Habsburgern das Stadtrecht. Ab 1415 war Aarau eine Untertanenstadt Berns und nach Einführung der Reformation im Jahr 1528 einer der Tagsatzungsorte der Eidgenossenschaft. Von März bis September 1798, im ersten Jahr der Helvetischen Republik, war Aarau die erste Hauptstadt der Schweiz. Seit 1803 ist Aarau Kantonshauptstadt und erfüllt seither als bedeutendes Verwaltungs-, Handels- und Dienstleistungszentrum zahlreiche zentralörtliche Funktionen. 2010 wurde das benachbarte Rohr eingemeindet.
Zu den Sehenswürdigkeiten zählen das Schlössli, heute Teil des Stadtmuseums Aarau, und der Obere Turm aus dem 13. Jahrhundert, die spätgotische Stadtkirche, das Rathaus und die Altstadt mit barocken Giebelhäusern und spätgotischen Häuserreihen.

## Geographie

### Stadtgliederung und Landschaft

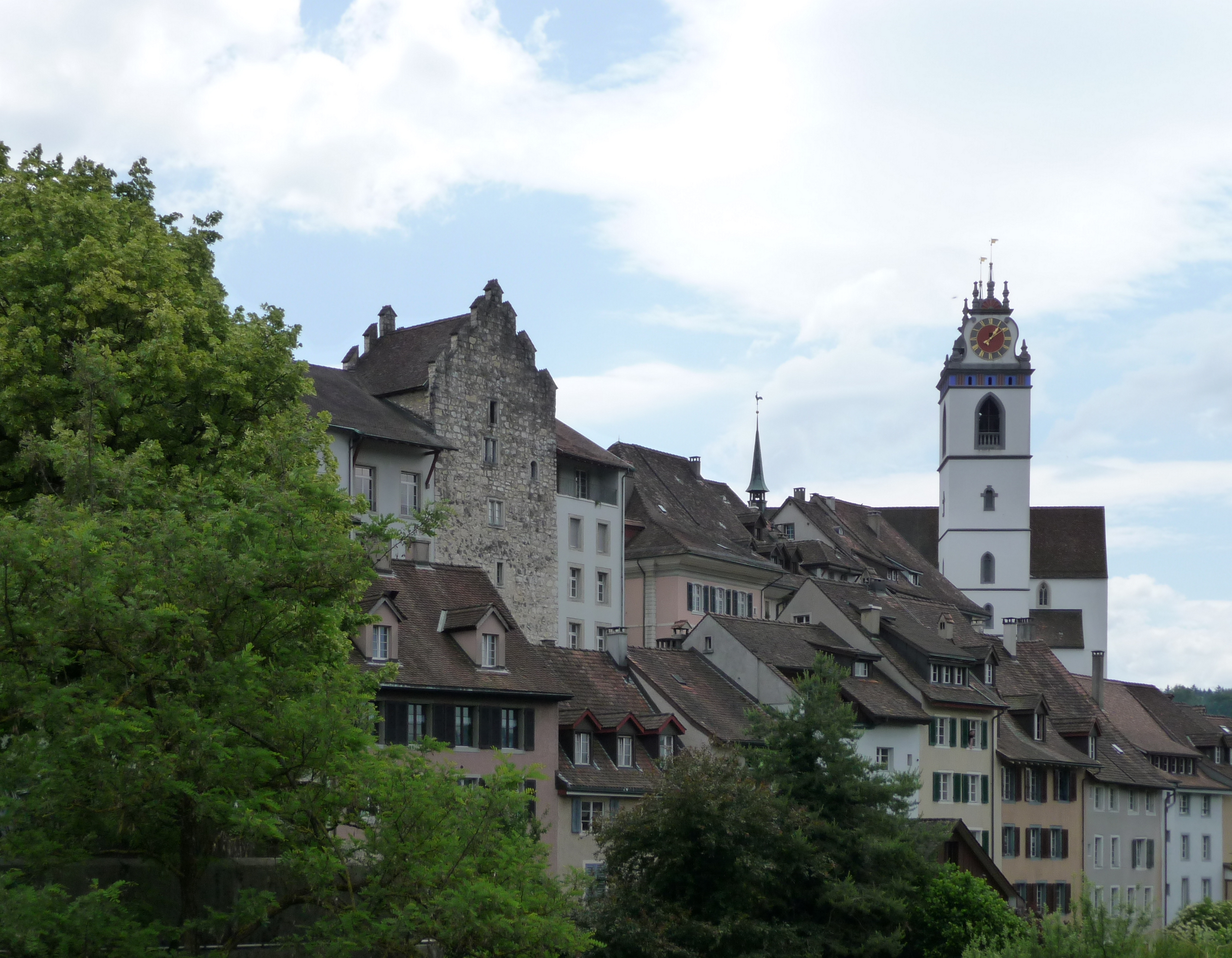
Altstadt von Aarau

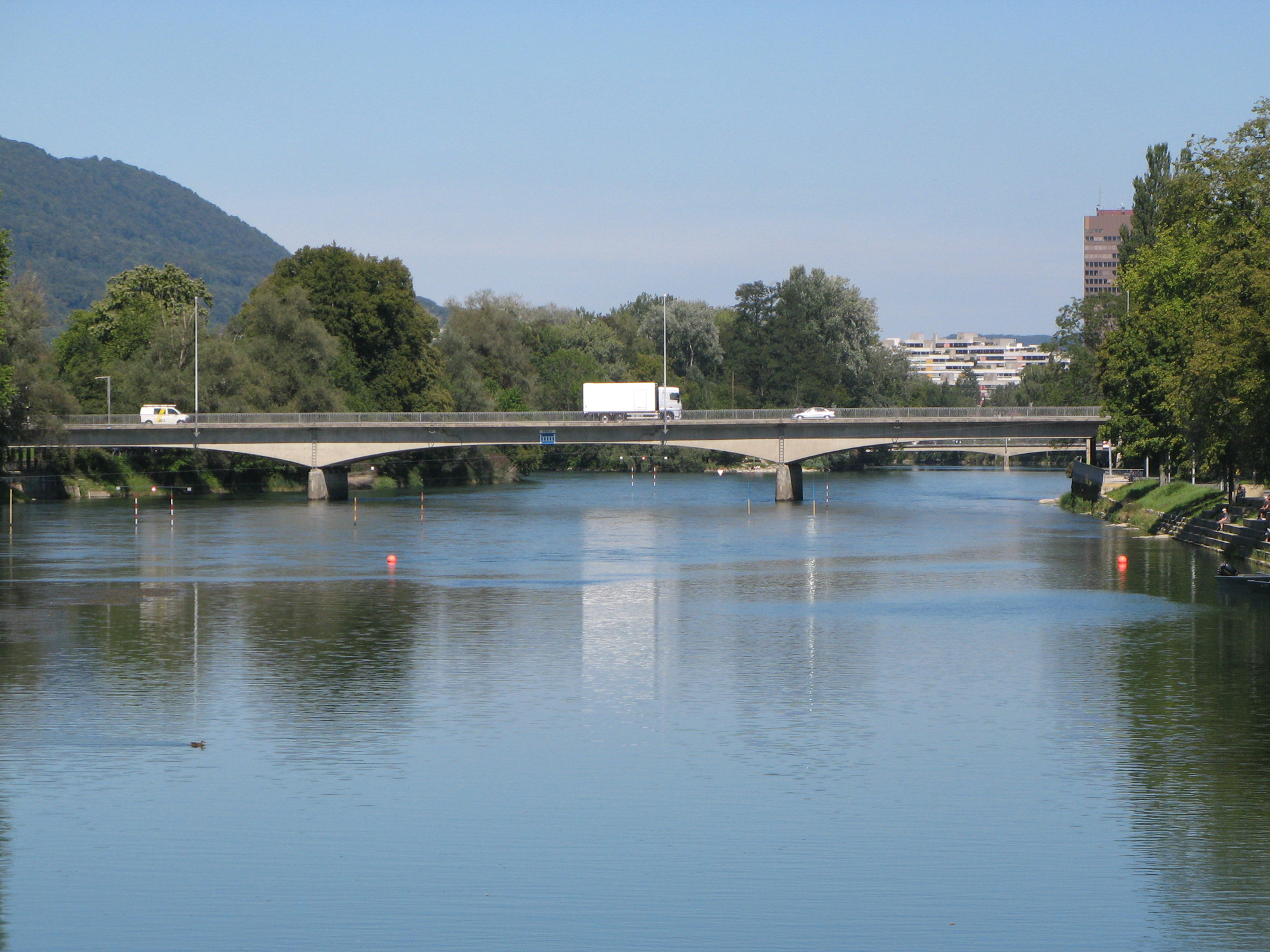
Aare und Kettenbrücke, von der Schacheninsel aus gesehen

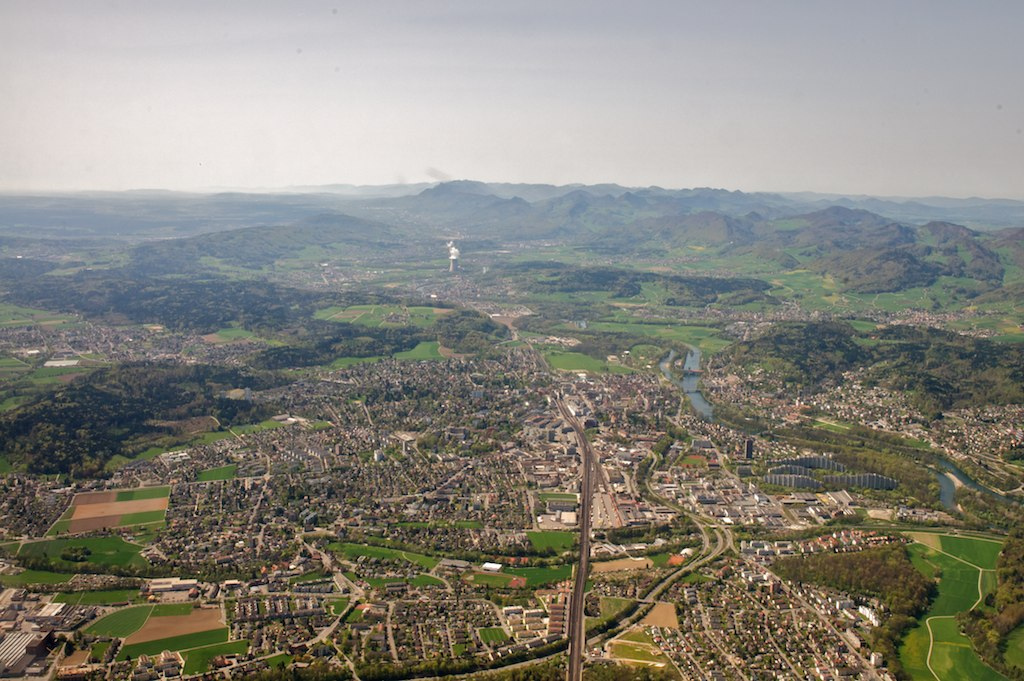
Aarau und Jura

Aarau, Ortsteilansicht, 1912

Historisches Luftbild von Werner Friedli von 1958

Die Aarauer Altstadt steht auf einem Felskopf aus Kalkstein, der auf zwei Seiten steil abfällt, in die Flussniederung des Aaretals vorstösst und dadurch eine Engstelle bildet. Neuere Stadtquartiere erstrecken sich auf der östlich und südlich an diesen Felskopf anschliessenden Hochterrasse sowie beidseits der von Westen nach Osten fliessenden Aare. Der Fluss bildet die Grenze zwischen zwei unterschiedlich geprägten Landschaften, dem Schweizer Mittelland auf der Südseite und dem Kettenjura auf der Nordseite. Im Norden steigt das Gelände steil zum Hungerberg an, der an seiner Nordflanke vom Rombachtal begrenzt wird. Gegen Süden hin steigt die Hochterrasse allmählich zu den bewaldeten Hügelzügen Distelberg und Gönhard an, die zugleich die natürliche Grenze zum Suhrental bilden. Im Westen verläuft im Roggenhausertal und im Schachen die Grenze zum Kanton Solothurn.
Durch zwei schmale Inseln wird die Aare in zwei Flussarme getrennt. Westlich der Kettenbrücke liegt die 2,3 Kilometer lange Schacheninsel, östlich davon die 1,9 Kilometer lange Zurlindeninsel. Beide Inseln sind durchschnittlich 50 bis 100 Meter breit und entstanden durch das Ausbaggern von Gewerbekanälen. Von Südosten nach Nordwesten fliesst der Stadtbach, ein im 13. Jahrhundert angelegter künstlicher Wasserlauf. Ursprünglich durch das an mehreren Stellen an die Oberfläche tretende Grundwasser, heute auch von Suhre, Uerke und einigen Seitenbächen gespeist, durchquert er die Stadt und mündet nach vier Kilometern in die Aare. Östlich der Suhre, die bis 2009 die Gemeindegrenze zu Rohr bildete, erstreckt sich eine ausgedehnte Schotterebene. Sie ist von zahlreichen kleinen Wasserläufen durchzogen, ehemaligen Seitenarmen der einst stark mäandrierenden Aare. Nördlich von Rohr wurde 2008/09 der Hochwasserschutzdamm auf rund 900 Metern Länge zurückversetzt, um durch Überschwemmungen die einstige Flussauenlandschaft wieder entstehen zu lassen. Diese war bis in die 1930er Jahre aufgrund der Kanalisierung der Aare sukzessive zurückgedrängt worden.
Die Gesamtfläche der Gemeinde beträgt 1234 Hektaren. Davon sind 400 Hektaren bewaldet und 614 Hektaren überbaut. Die angrenzenden Gemeinden im Kanton Aargau sind Erlinsbach AG im Nordwesten, Küttigen im Norden, Biberstein im Nordosten, Rupperswil im Osten, Buchs und Suhr im Südosten sowie Unterentfelden im Süden. Im Westen liegen im Kanton Solothurn die Gemeinden Eppenberg-Wöschnau und Erlinsbach SO. Die höchste Stelle ist mit 471 m ü. M. der Hungerberg an der Grenze zu Küttigen, der tiefste Punkt liegt auf 358 m ü. M. am Ufer der Aare nordöstlich von Rohr. Das Siedlungsgebiet von Buchs, der beiden Erlinsbach, Küttigen und Suhr ist mit jenem von Aarau zusammengewachsen.

### Klima
Aarau liegt in der gemässigten Klimazone. Prägend für das Klima sind einerseits Winde aus westlichen Richtungen, die oft Niederschlag heranführen, andererseits die Bise (Ost- oder Nordostwind), die meist mit Hochdrucklagen verbunden ist, aber in allen Jahreszeiten kühlere Witterungsphasen verursacht, als im Mittel zu erwarten wären. Der in den Alpentälern und am Alpenrand wichtige Föhn zeigt im Normalfall keine besonderen klimatischen Auswirkungen auf Aarau.
Die nächstgelegene Messstation von MeteoSchweiz befindet sich in der Nachbargemeinde Buchs auf einer Höhe von 387 m ü. M. Für die Normalperiode 1991–2020 beträgt die Jahresmitteltemperatur 10,0 °C. Der kälteste Monat ist der Januar mit durchschnittlich 1,2 °C, der wärmste der Juli mit 19,4 °C. Es gibt durchschnittlich 14,0 Hitzetage über 30 °C und 14,1 Eistage unter 0 °C. Die jährliche Niederschlagsmenge beträgt rund 920 mm, wobei besonders in den drei Sommermonaten aufgrund der Konvektion höhere Mengen gemessen werden als während der übrigen Jahreszeiten. Das Maximum wird im Mai, Juli und August mit je 98 mm erreicht, das Minimum im Februar mit 53 mm.
|                        | Jan  | Feb  | Mär  | Apr  | Mai  | Jun  | Jul  | Aug  | Sep  | Okt  | Nov | Dez  |   |       |
| Mittl. Temperatur (°C) | 1,2  | 1,9  | 5,9  | 9,9  | 14,0 | 17,7 | 19,4 | 18,8 | 14,6 | 10,1 | 5,0 | 1,9  | ⌀ | 10,1  |
| Mittl. Tagesmax. (°C)  | 3,9  | 5,9  | 11,1 | 15,6 | 19,6 | 23,5 | 25,6 | 25,0 | 20,2 | 14,5 | 8,0 | 4,3  | ⌀ | 14,8  |
| Mittl. Tagesmin. (°C)  | −1,5 | −1,7 | 1,2  | 4,3  | 8,5  | 12,1 | 13,6 | 13,5 | 9,8  | 6,5  | 2,3 | −0,5 | ⌀ | 5,7   |
|                        |      |      |      |      |      |      |      |      |      |      |     |      |   |       |
| Niederschlag (mm)      | 63   | 53   | 61   | 63   | 98   | 92   | 98   | 98   | 70   | 72   | 69  | 81   | Σ | 918   |
|                        |      |      |      |      |      |      |      |      |      |      |     |      |   |       |
| Sonnenstunden (h/d)    | 1,3  | 2,6  | 4,3  | 5,6  | 5,8  | 6,7  | 7,1  | 6,6  | 5,0  | 2,8  | 1,4 | 1,0  | ⌀ | 4,2   |
|                        |      |      |      |      |      |      |      |      |      |      |     |      |   |       |
| Regentage (d)          | 9,6  | 8,6  | 9,5  | 10,2 | 11,6 | 11,3 | 10,9 | 11,2 | 8,5  | 10,1 | 9,8 | 11,6 | Σ | 122,9 |
|                        |      |      |      |      |      |      |      |      |      |      |     |      |   |       |
| Luftfeuchtigkeit (%)   | 83   | 79   | 73   | 69   | 72   | 72   | 71   | 75   | 80   | 85   | 86  | 85   | ⌀ | 77,5  |

| −1,5 |

| −1,7 |

| 1,2 |

| 4,3 |

| 8,5 |

| 12,1 |

| 13,6 |

| 13,5 |

| 9,8 |

| 6,5 |

| 2,3 |

| −0,5 |

| −1,5 |

| −1,7 |

| 1,2 |

| 4,3 |

| 8,5 |

| 12,1 |

| 13,6 |

| 13,5 |

| 9,8 |

| 6,5 |

| 2,3 |

| −0,5 |

## Geschichte

### Vorgeschichte und Antike
In Aarau wurden verschiedene Spuren einer Besiedlung während der Jungsteinzeit gefunden, darunter eine kleine Siedlung auf dem Hungerberg. Beim heutigen Bahnhof existierte am Ende der Bronzezeit (etwa um 1000 v. Chr.) eine weitere Siedlung, bei Rohr existierten mehrere Getreidelager. Für die Latènezeit lässt sich zwar keine Besiedlung nachweisen, doch bündelten sich auf Aarauer Gemeindegebiet Wege von den Jurapässen Benkerjoch, Salhöhe und Schafmatt zu einem gemeinsamen Übergang der Aare.
Die Römer nutzten den Aarauer Raum ab dem 1. Jahrhundert v. Chr. als Verkehrsknotenpunkt. Der Verlauf der Bahnhofstrasse entspricht ungefähr jenem der Römerstrasse zwischen dem Legionslager Vindonissa (Windisch) und der Stadt Aventicum (Avenches). Hier dürfte sich eine Mansio befunden haben, während im östlichen Bereich der späteren Altstadt eine Siedlung existierte. 1976 fanden Taucher in der Aare Teile einer Brücke, welche die Verbindung zu den Jurapässen herstellte. Besonders die Salhöhe, über die Augusta Raurica erreicht werden konnte, scheint eine wichtige Rolle gespielt zu haben. Eine Nebenstrasse führte ostwärts zum Vicus Lindfeld bei Lenzburg, untergeordnete Wege ins Suhrental und ins Wynental. Es gab mehrere Gutshöfe in der Nachbarschaft, beispielsweise auf dem Kirchberg bei Küttigen und bei Oberentfelden. 1919 fand man bei Bauarbeiten auf dem Areal des Kantonsspitals zahlreiche Terra-Sigillata-Keramikgefässe aus dem 2. und 3. Jahrhundert.
Im Jahr 259 durchbrachen die Alamannen den Obergermanisch-Raetischen Limes, erst zwei Jahrzehnte später konnten die Römer die Kontrolle über das Gebiet zurückerlangen. Die dezimierte Bevölkerung zog weg und drängte sich andernorts in befestigte Kastelle. Auf dem Aarauer Felskopf entstand zur rückwärtigen Sicherung des Donau-Iller-Rhein-Limes eine Warte. Zu Beginn des 5. Jahrhunderts zogen sich die Römer endgültig zurück.

### Entstehung der Stadt

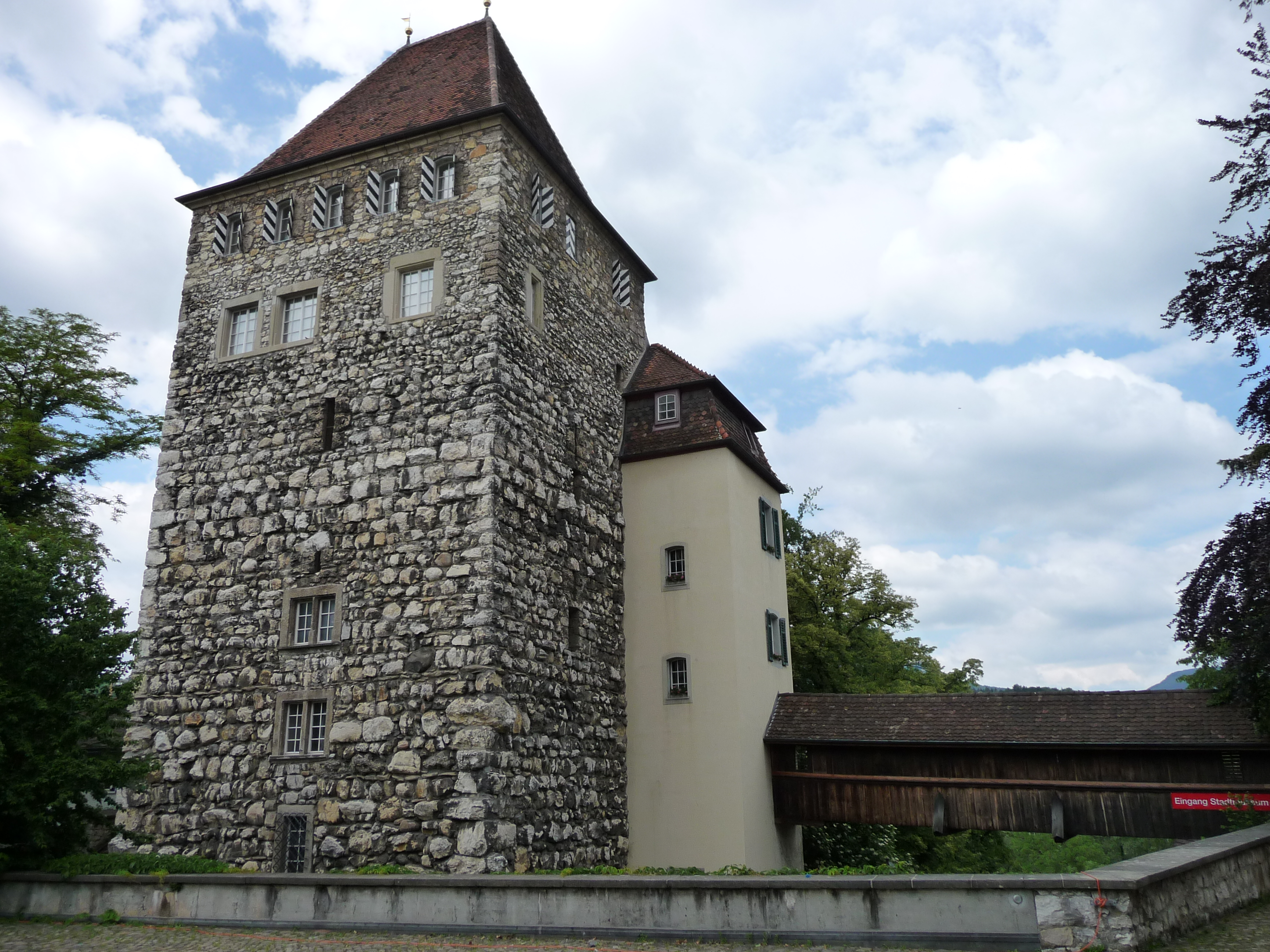
Schlössli

Die Alamannen begannen sich zu Beginn des 7. Jahrhunderts dauerhaft niederzulassen und gründeten eine dörfliche Siedlung, die mehrere hundert Jahre später den Namen «zen Husen» (bei den Häusern) trug und aus der sich die Vordere Vorstadt entwickelte. Im Oberholz am Distelberg wurde im 9. Jahrhundert Eisenerz abgebaut. Im 10. und 11. Jahrhundert entstand im heutigen Telliquartier, an einer Furt über die Aare, eine Kirche, deren Reste 1936 bei Bauarbeiten zum Vorschein kamen und 1959/60 genauer untersucht wurden. In der zweiten Hälfte des 13. Jahrhunderts scheint die Kirche sorgfältig abgetragen worden zu sein, nur das Fundament blieb erhalten. Um 1236/37 entstand das Schlössli, eine Turmburg am Rande eines weiteren Siedlungsschwerpunktes. Dieser gehörte zu Beginn des 13. Jahrhunderts zusammen mit Buchs und Rohr zu einem von Suhr aus verwalteten Twing. Landesherren waren die Kyburger, die im Jahr 1173 das Erbe der Lenzburger angetreten hatten und sowohl über die Blutgerichtsbarkeit als auch über die Niedere Gerichtsbarkeit verfügten.

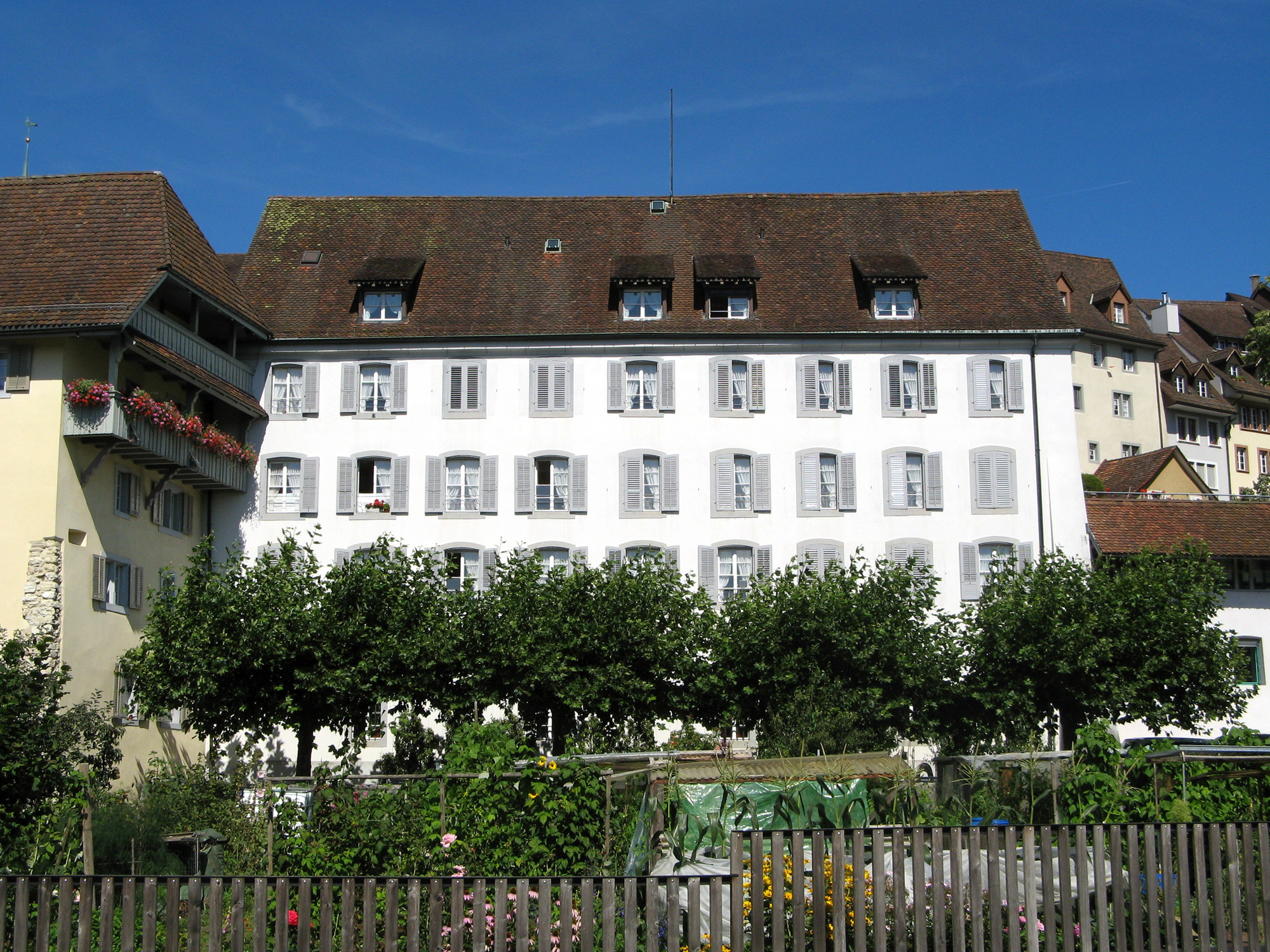
Das ehemalige Kloster St. Ursula

Zwischen 1240 und 1250 gründeten die Kyburger Grafen Hartmann IV. und Hartmann V. auf dem Felskopf über der Aare die Stadt Aarau. Der früheste Beleg des Ortsnamens stammt aus dem Jahr 1248 (Arowe). Er setzt sich zusammen aus dem Flussnamen Aare (in den ältesten Belegen Arula, Arola, Araris) und dem Wort Au (mhd. ouwe, ahd. ouwa ‹Land am Wasser›). Der älteste gesicherte Hinweis auf das Bestehen einer städtischen Siedlung stammt aus dem Jahr 1256. Vierzehn Jahre später wurde das Kloster St. Ursula gegründet, eine Filiale des Damenstiftes Schänis. Der «Turm Rore» diente als Sitz des kyburgischen Amtsmannes. Im letzten Viertel des 13. Jahrhunderts entstand auch der Vorgängerbau der Stadtkirche, Aarau blieb aber bis 1568 Teil der Grosspfarrei Suhr.
1263 erlosch das Geschlecht der Kyburger. Agnes von Kyburg, die keine männlichen Verwandten mehr hatte, verkaufte 1273 die gesamten Ländereien an ihren Patenonkel Rudolf I. von Habsburg. Am 4. März 1283 hielt er in Luzern einen Hoftag ab. Dabei bestätigte er das bereits geltende Marktrecht und verlieh Aarau zusätzlich das Stadtrecht. Es basierte auf dem Stadtrecht Winterthurs von 1264, enthielt aber einige Einschränkungen. So durften die Aarauer den Schultheissen vorerst nicht selbst bestimmen. 1301 gaben sie sich eine autonome Satzung. 1337 erreichten die Stadtbürger bei Herzog Albrecht II. die Abschaffung der Steuervorrechte des Adels, steuerfrei blieb einzig der Turm Rore als herrschaftliches Lehen. Es entwickelte sich ein durchlässiges Patriziat aus Landadeligen, Grundbesitzern und Handwerkern. Aarau blieb 1375 beim Feldzug der Gugler verschont, im Gegensatz etwa zum benachbarten Lenzburg. 1386 fielen über ein Dutzend Aarauer Bürger in der Schlacht bei Sempach, darunter der Schultheiss. Zwei Jahre später verwüsteten Berner Truppen die unbefestigte Vorstadt, Anfang 1389 verschiedene umliegende Dörfer.

### Herrschaft der Berner

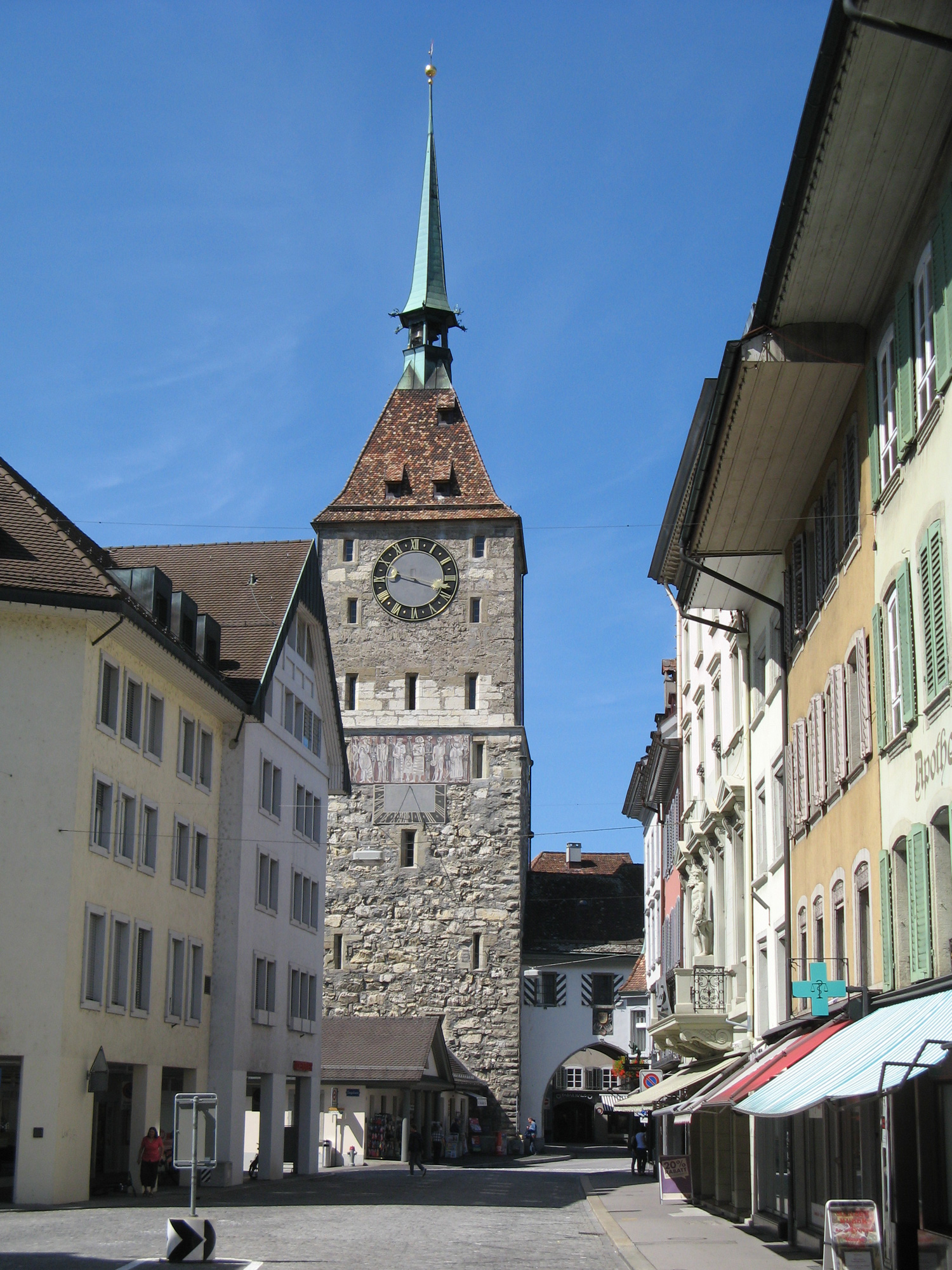
Oberer Turm

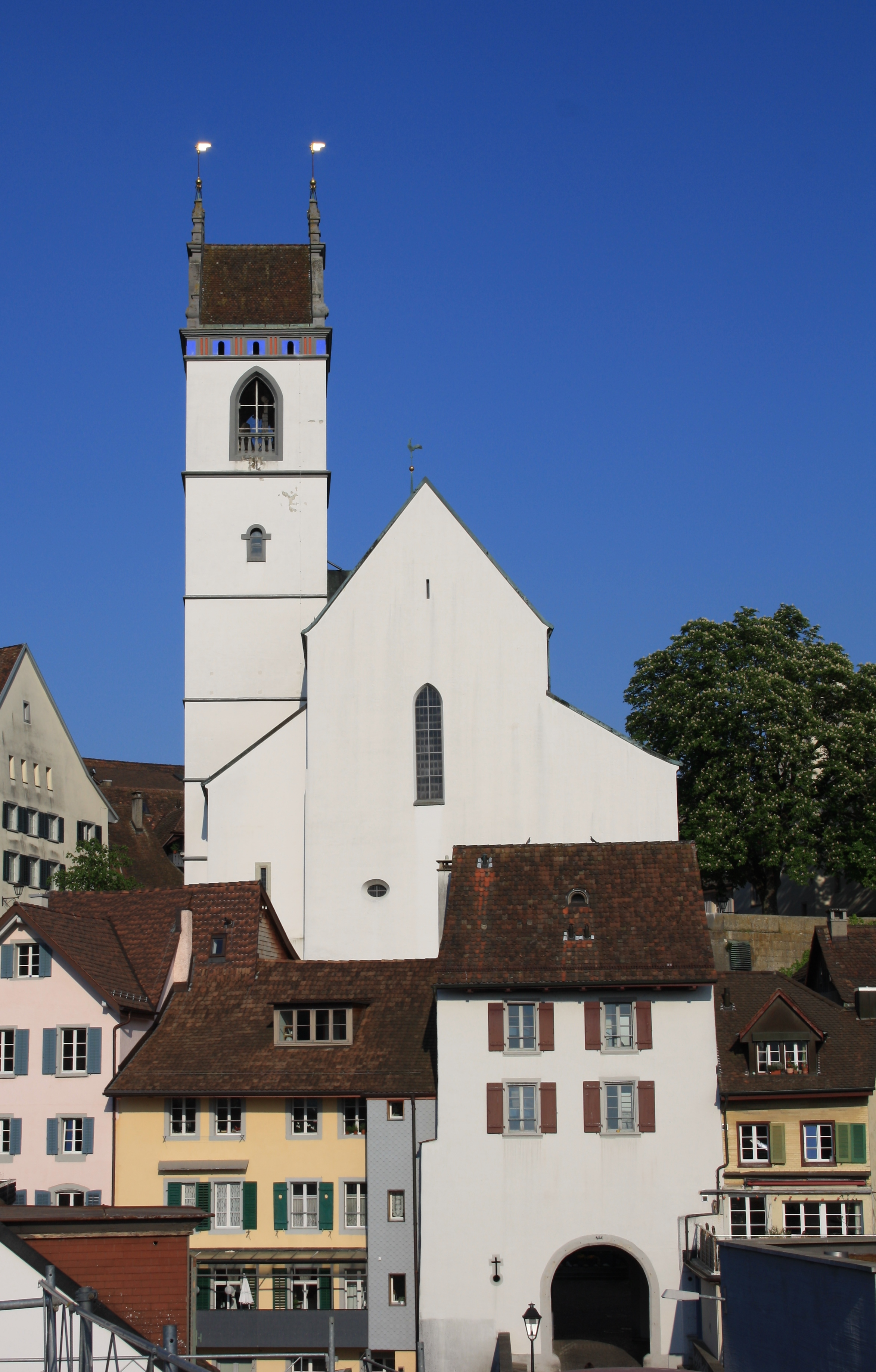
Stadtkirche und Haldentor

Herzog Friedrich IV. fiel 1415 beim Konzil von Konstanz in Ungnade, nachdem er Gegenpapst Johannes XXIII. zur Flucht verholfen hatte. König Sigismund forderte die Eidgenossen auf, den Aargau im Namen des Reiches zu erobern. Aarau wurde daraufhin von Truppen aus Bern und Solothurn belagert. Die Stadt leistete zunächst Widerstand, wobei das Spital in der Vorstadt in Brand geriet. Nach zwei Tagen kapitulierten die Aarauer am 20. April 1415 und mussten den neuen Herren Treue schwören. Im Gegenzug durften sie ihre erworbenen Freiheiten behalten. Sigismund erklärte Aarau zur Freien Reichsstadt, doch war diese Massnahme von geringer Bedeutung, da Bern am 1. Mai 1418 die Pfandschaft über die eroberten Gebiete im Berner Aargau übernahm. Die Solothurner erhielten für ihre Hilfe eine finanzielle Entschädigung, doch die Berner grenzten sie allmählich aus und waren ab 1461 Alleinherrscher.
Innerhalb des Staates Bern hatte Aarau als so genannte Munizipalstadt eine Sonderstellung. Sie war keiner Landvogtei zugeordnet und besass grosse Autonomie. An der Spitze stand der Schultheiss, der ab Mitte des 14. Jahrhunderts von der Gemeindeversammlung gewählt wurde und dessen Amtszeit ab 1522 auf zwei Jahre beschränkt war. Häufig wechselten sich jedoch Schultheiss und Statthalter gegenseitig ab. Zusammen mit sieben weiteren Personen bildeten sie den «Kleinen Rat», der die verschiedenen Verwaltungsaufgaben übernahm. Darunter stand der «Mittlere Rat» mit 18 Mitgliedern, der eine Kontrollfunktion ausübte. Alle Räte stammten aus den Reihen des 45-köpfigen Magistrats («Rät und Burger»), der zugleich als nieder- und hochgerichtliche Instanz auftrat. Dem Magistrat, der sich im Verlaufe des 16. Jahrhunderts herausbildete, gelang es, die Gemeindeversammlung zu entmachten, und Ämter wurden nur noch innerhalb regimentsfähiger Familien vergeben.
Bereits in habsburgischer Zeit versuchte Aarau eine eigene Gerichtsherrschaft aufzubauen. Schultheiss Ulrich Trutmann erwarb 1312 privat die Niedere Gerichtsbarkeit über Unterentfelden, 1411 gelangte sie in den Besitz der Stadt. 1417 erwarb Aarau von den verarmten Kienbergern die Herrschaft Königstein, verkaufte sie aber 1453 aus unbekannten Gründen wieder. Der Teil westlich des Erzbaches mit Nieder- und Obererlinsbach gelangte an die Falkensteiner und fünf Jahre später an Solothurn, der östliche Teil mit Erlinsbach und Küttigen an die Johanniterkommende in Biberstein. Häufige Streitigkeiten über die Bodennutzung veranlassten Aarau, 1576 die Rechte über Unterentfelden an Bern zu verkaufen, im Austausch gegen einen Anteil an den Zolleinnahmen in Biberstein. Davon ausgenommen war Roggenhausen, ein seit 1527 zu Aarau gehörender Steckhof.
Aarau war verpflichtet, Truppen zu stellen und an den Berner Feldzügen teilzunehmen. Im Mai 1449, in der Schlussphase des Alten Zürichkrieges, unternahm eine von Hans von Rechberg und Thomas von Falkenstein angeführte Söldnertruppe einen Raubzug ins Aaretal. Das städtische Regiment konnte sie über die Staffelegg zurückdrängen, geriet aber bei Wölflinswil in einen Hinterhalt und verlor 19 Mann. 1523 begann Leutpriester Andreas Honold mit der Verbreitung von reformatorischem Gedankengut, wurde aber ein Jahr später abgesetzt. Bei der Berner Disputation im Januar 1528 setzten sich die Anhänger der Reformation endgültig durch, woraufhin Bern die neue Konfession konsequent in sämtlichen Untertanengebieten einführte. In allen Städten und Landvogteien fanden pro forma konsultative Abstimmungen statt. Am 1. März 1528 sprachen sich in Aarau 146 Bürger für die Reformation aus, 125 stimmten dagegen. Daraufhin kam es in der Stadtkirche zu einem Bildersturm. Ab 1529 fanden in Aarau aufgrund der zentralen Lage zwischen Basel, Bern und Zürich regelmässig Tagsatzungen der reformierten Orte statt.

### Gesellschaft und Wirtschaft in der frühen Neuzeit

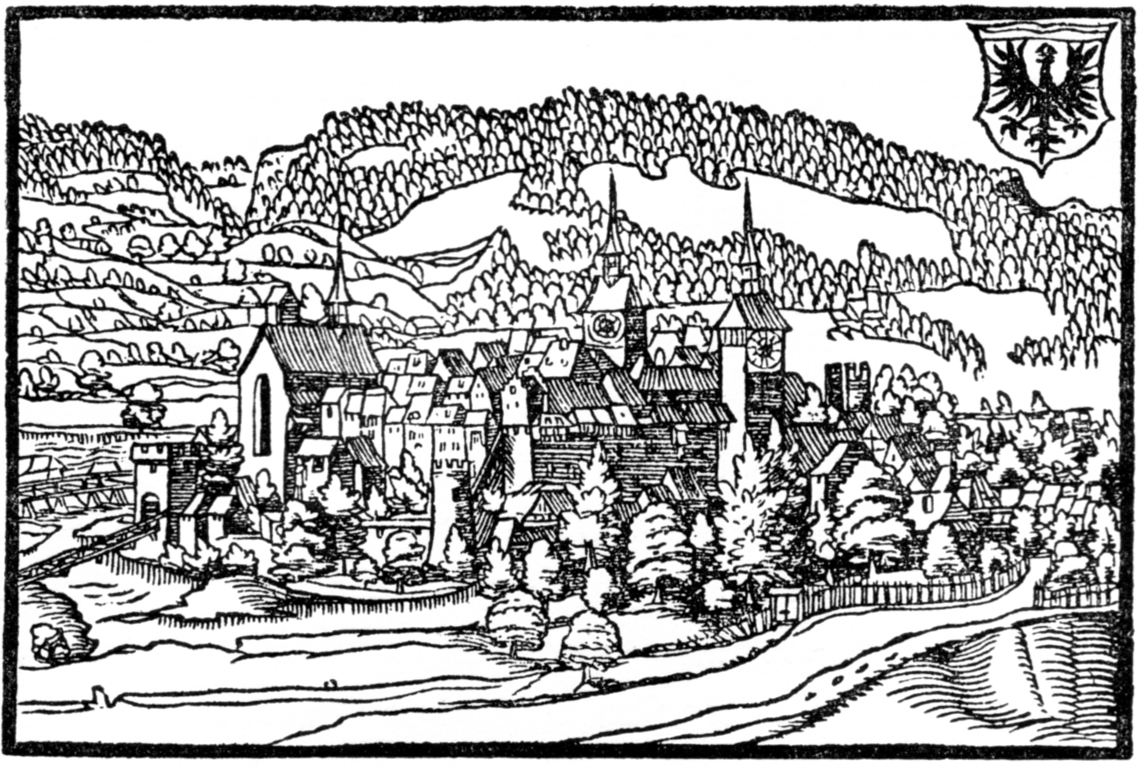
Die Stadt Aarau in der Stumpfschen Chronik (1548)

Während der Berner Herrschaftszeit zählte Aarau in der Regel zwischen 1000 und 1200 Einwohner. Die Stagnation ist auf mehrere Epidemien zurückzuführen. An der Pest starben beispielsweise 1549/50 über 100 Personen, 1630 um die 700 (etwa die Hälfte der Stadtbevölkerung) und 1667 nochmals 120. Im Jahr 1764 starben 126 Personen an der Ruhr.

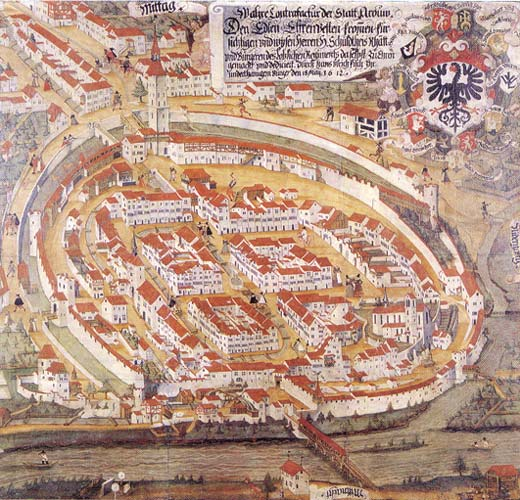
Ansicht von Aarau (1612), gezeichnet von Hans Ulrich Fisch

Wirtschaftlicher Mittelpunkt waren die Märkte. Wochenmärkte sind seit 1443 urkundlich belegt, die Zahl der Jahrmärkte stieg bis 1578 auf sieben und blieb danach konstant. Das Einzugsgebiet war jedoch aufgrund mehrerer nahe gelegener Städte eng begrenzt. Spätestens ab 1620 existierte eine «Bruderschaft», eine Vereinigung einheimischer Händler und Krämer zur Abwehr von Konkurrenz. Auswärtige Marktfahrer mussten eine Mitgliedschaft erwerben, wenn sie ihre Waren anbieten wollten. Für den Salzhandel waren ab 1574 die Stadtbehörden allein zuständig, bis Bern hundert Jahre später das Monopol an sich zog. Von grosser Wichtigkeit waren auch Gewerbetreibende und Handwerker. Überregionale Bedeutung besassen aber nur Kirchenglockengiesser und Messerschmiede. Es existierten zwar Handwerksvereinigungen, zur Gründung politisch einflussreicher Zünfte kam es jedoch nie. Im Gegensatz zu anderen Städten spielte auch die Landwirtschaft eine gewisse Rolle, da Aarau über viel gutes Ackerland verfügte. 1777 ergab eine Vermessung eine nutzbare Fläche von 2180 Jucharten (725 Hektaren). Der Weinbau war relativ unbedeutend; am Hungerberg gab es einen 60 Jucharten grossen Rebberg.

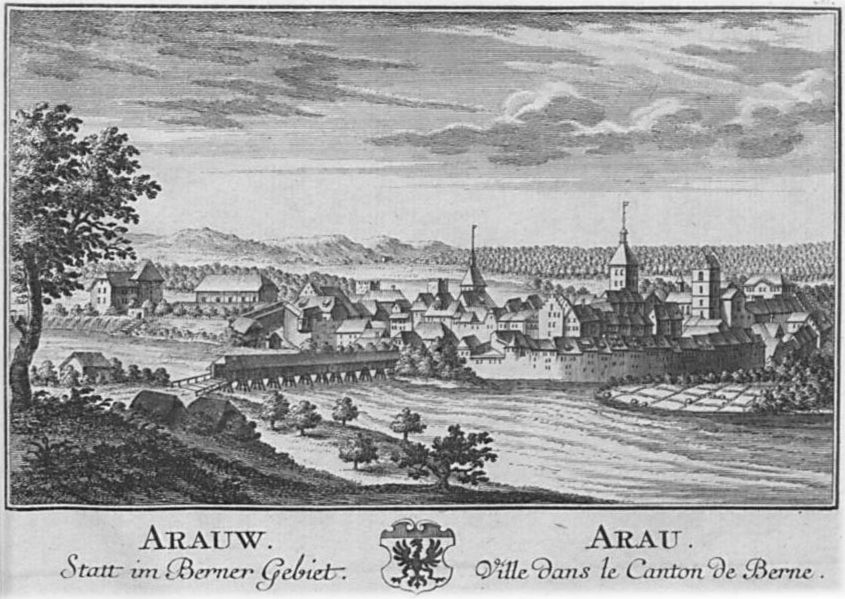
Ansicht von Arauw (1754).

Ab dem frühen 18. Jahrhundert etablierte sich in Aarau die Textilindustrie. Aus dem Jahr 1703 ist die Gründung einer Wolltuchfabrik überliefert, später kamen das Weben von Baumwolle und die Seidenfabrikation hinzu. Die erste Indiennedruckerei entstand 1755. Zahlreiche Zugewanderte betätigten sich als Fabrikanten. Dazu gehörten die Frey aus Lindau und die Herosé aus Speyer. Diese wohlhabenden und gebildeten Kreise hatten wenig politische Macht und mussten sich auf andere Weise profilieren. Insbesondere das Bildungswesen bot ihnen die Möglichkeit, Einfluss zu nehmen. 1787 konnten die Industriellen schliesslich eine grundlegende Reform des städtischen Schulwesens durchsetzen, die im Geiste der Aufklärung stand.

### Revolutionsjahre

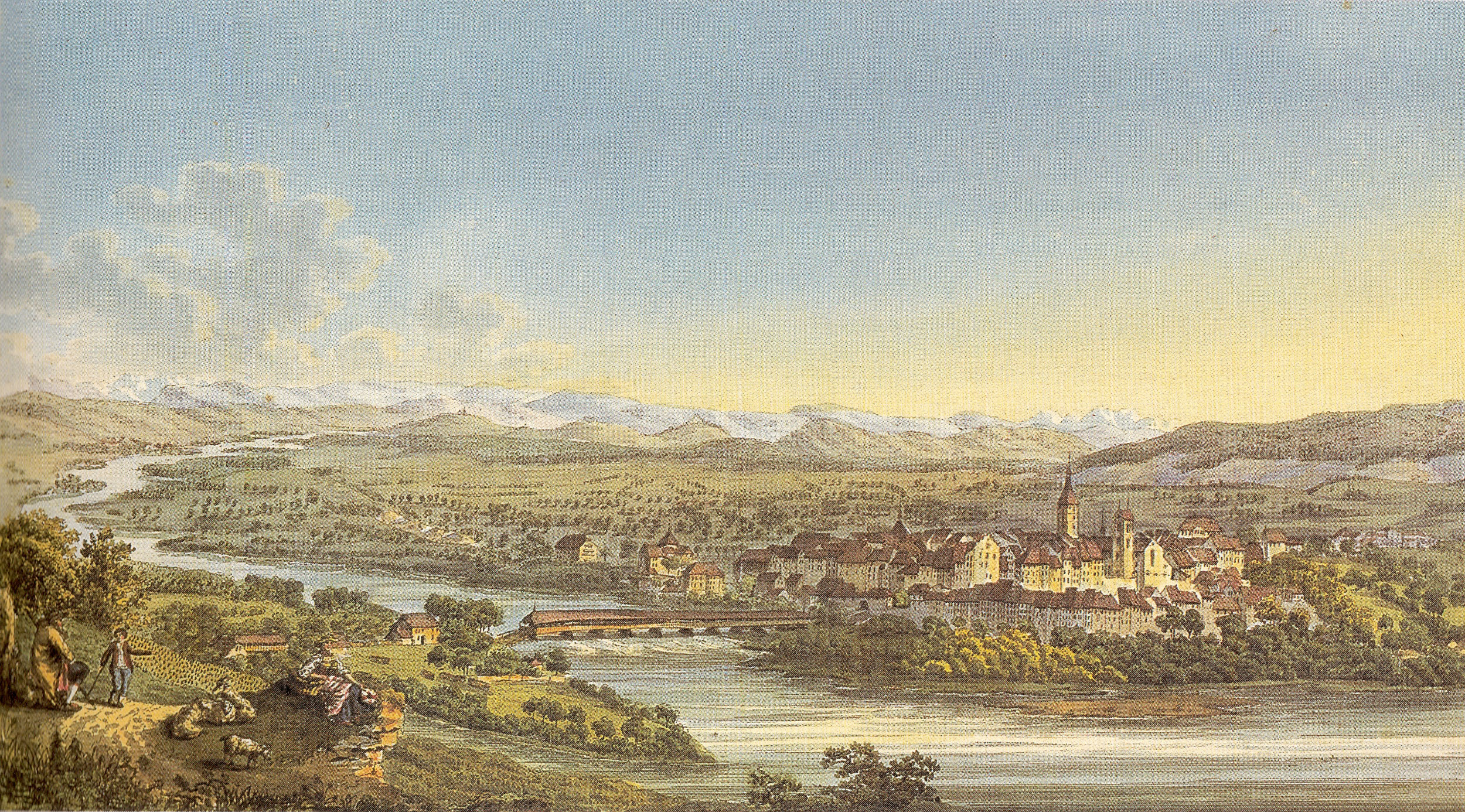
Ansicht von Aarau im Jahr 1788

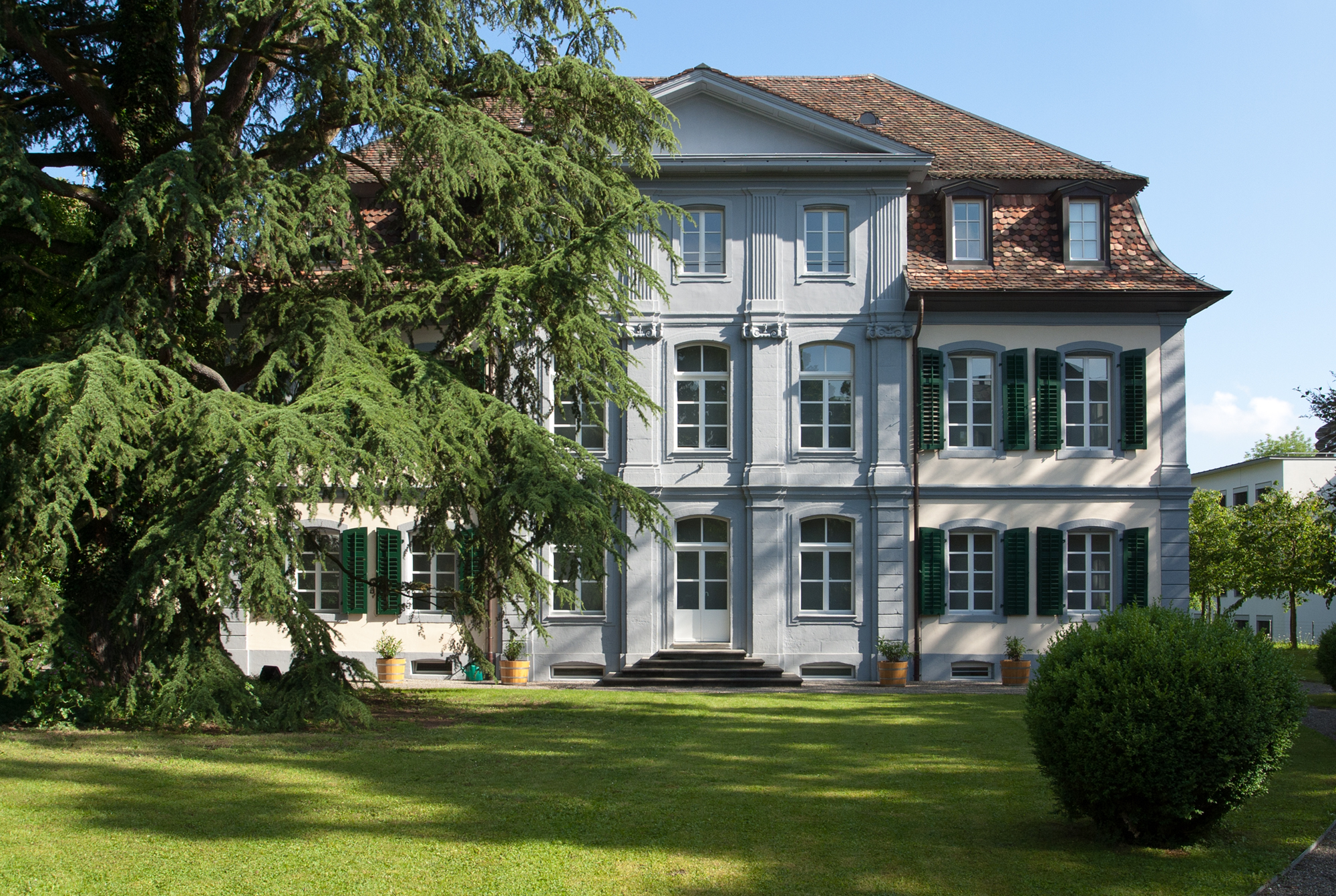
Haus zum Schlossgarten

Forderungen nach Gleichheit und Menschenrechten nach Beginn der Französischen Revolution fanden in Aarau grossen Anklang. Die Industriellen, die das Aufbrechen der erstarrten Verhältnisse anstrebten, verbreiteten ihre Ansichten in der Bevölkerung. Am 27. Dezember 1797 fand in Aarau die letzte Tagsatzung der Alten Eidgenossenschaft statt. Zwei Wochen später liess sich der französische Gesandte Joseph Mengaud nieder, um die revolutionäre Stimmung weiter anzuheizen, da hier der Gegensatz zwischen hohem Bildungsniveau und fehlenden politischen Rechten besonders augenfällig war. Die Anhänger der alten Ordnung erneuerten am 25. Januar 1798 im Aarauer Schachen vor 25'000 Zuschauern den Bundesschwur. Dieser symbolische Akt vermochte jedoch nicht die offensichtliche Hilflosigkeit des Ancien Régime gegenüber den sich anbahnenden Entwicklungen zu kaschieren.
Zu Beginn des Jahres 1798 rückten die Franzosen immer weiter vor, und das Ende der Berner Herrschaft war absehbar. Aarau revoltierte am 30. Januar und weigerte sich, Soldaten zum Schutze Berns zu entsenden. Ein von Major Daniel Pfleger angeführter «Sicherheitsausschuss» stürzte den Stadtrat. Doch schon am 4. Februar nahm die dritte Berner Division die Stadt kampflos ein und setzte den alten Rat wieder ein, während die Anführer der Aarauer Revolution ins befreite Baselbiet flohen. Dieser Rückschlag war nur von kurzer Dauer: Einen Monat später, am 5. März, kapitulierte Bern nach der verlorenen Schlacht am Grauholz, und in Aarau gelangten die Revolutionäre wieder an die Macht.
Mitte März 1798 besetzten französische Truppen die Stadt. Vom Fenster des Rathauses rief Peter Ochs am 12. April 1798 die Helvetische Republik aus. Der Senat des neuen Staates wählte Aarau am 3. Mai aufgrund der revolutionären Gesinnung zur provisorischen Hauptstadt und somit zur ersten Hauptstadt der Schweiz überhaupt. Das Parlament nutzte das Rathaus als Tagungsort, das Direktorium bezog das Haus zum Schlossgarten. Doch Aarau war schlicht zu klein, um die Funktionen einer Hauptstadt problemlos ausführen zu können. Bereits am 20. September zogen Direktorium und Parlament nach Luzern um.
Aarau war Hauptort des gleichnamigen Distrikts und des Kantons Aargau, der aber nur die ehemaligen Berner Untertanengebiete umfasste (ohne den westlich der Wigger gelegenen Teil). Die revolutionäre Stimmung verflog rasch. Dazu trug vor allem der Zweite Koalitionskrieg im Jahr 1799 bei, als Hunderte französischer Soldaten in der Stadt einquartiert wurden. Als sich die Franzosen für einige Monate aus der Schweiz zurückzogen, hatten die Anhänger der alten Ordnung die Oberhand. Während des Stecklikriegs kapitulierte Aarau am 14. September 1802 vor aufgebrachten und plündernden Bauern aus der Umgebung. Fünf Wochen später beendeten die wieder einrückenden Franzosen die anarchischen Zustände.

### Bedeutungszuwachs als Kantonshauptstadt

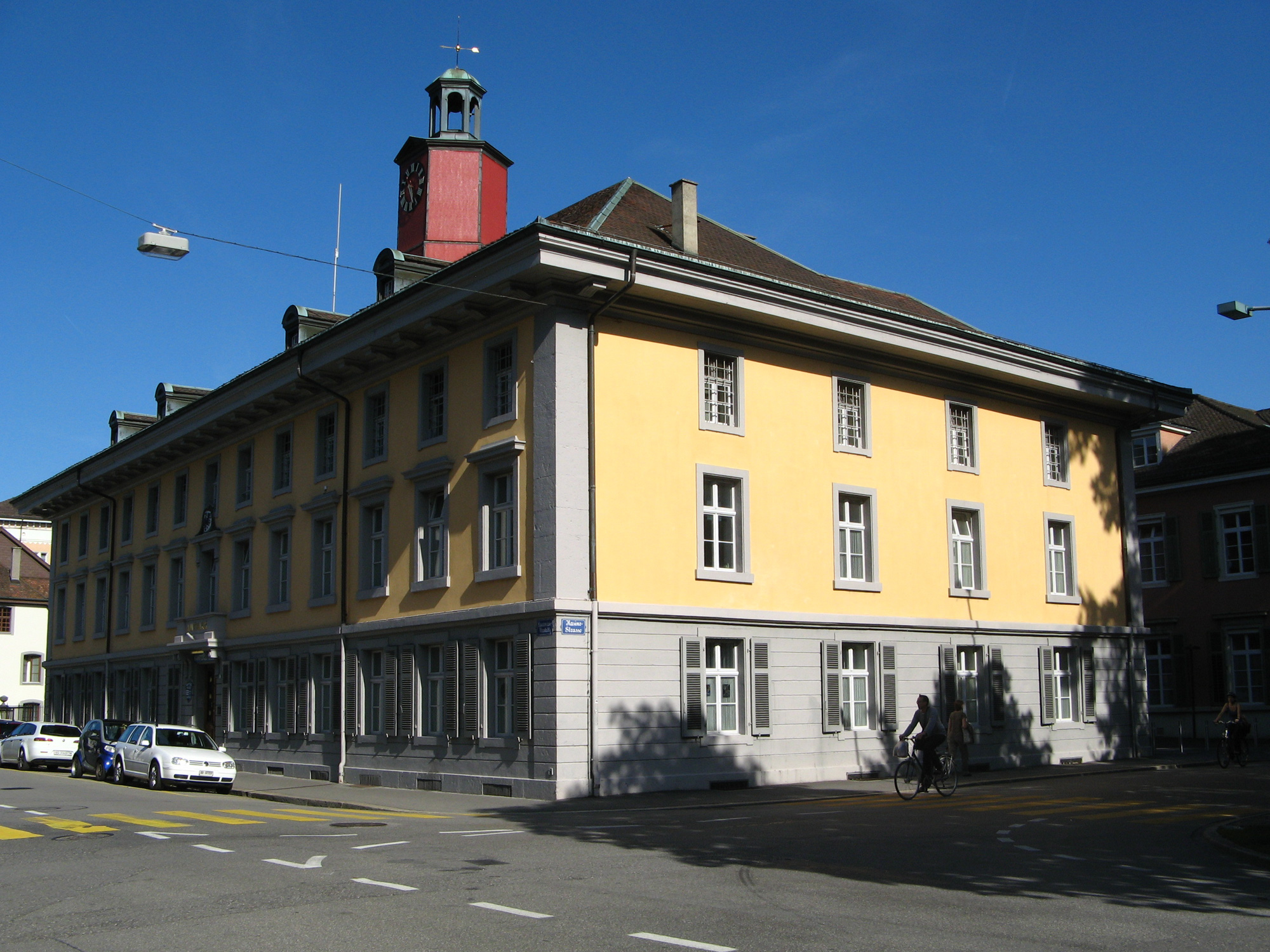
Das Amthaus, erstes Gebäude der Kantonsschule

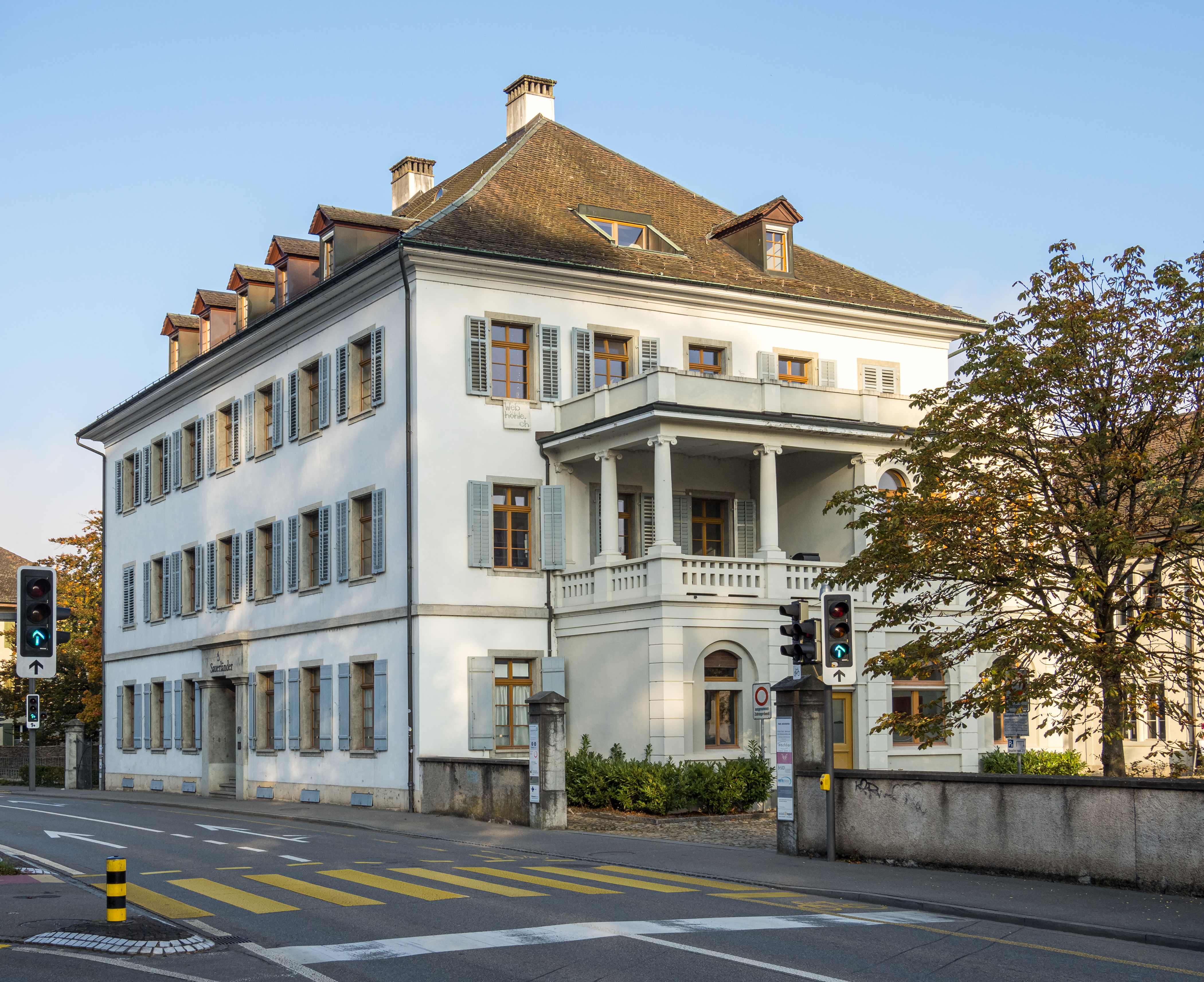
«Sauerländerhaus», Verlagssitz seit 1834

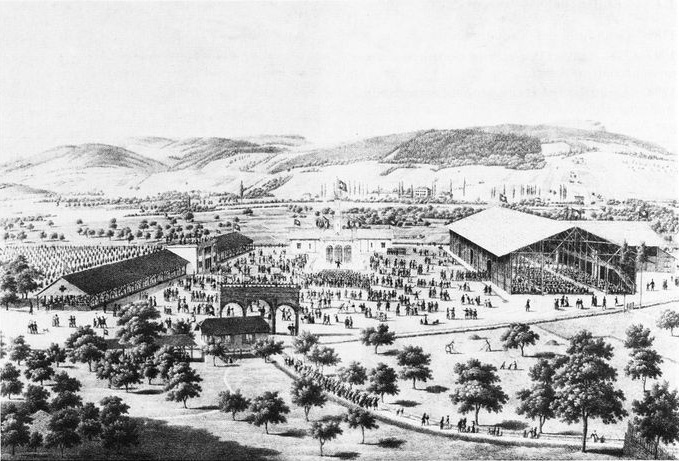
Gelände des Eidgenössischen Freischiessens in Aarau (1849)

Am 19. Februar 1803 ordnete Napoleon Bonaparte in der Mediationsakte die Verschmelzung der Kantone Aargau, Baden und Fricktal an. Aarau blieb Hauptstadt des erweiterten Kantons Aargau. Dieser Beschluss hatte eine verstärkte Bautätigkeit zur Folge. Die Stadt entwickelte sich auch zum intellektuellen und kulturellen Mittelpunkt des Kantons. Ihren Beitrag dazu leisteten einerseits die anfangs von Stadtbürgern getragene Kantonsschule (das erste nichtkirchliche Gymnasium der Schweiz), andererseits die Aargauer Kantonsbibliothek, deren Grundstein mit dem Kauf der Sammlung Zurlauben gelegt wurde.
1812 erweiterte Aarau seinen Gemeindebann auf Kosten der Nachbargemeinde Suhr. Das neu hinzugekommene Gebiet war die «Ehefäde», ein 1553 erstmals erwähnter, landwirtschaftlich genutzter Sonderbezirk. Dieser schmale Landstreifen gehörte zuvor steuerrechtlich und politisch zu Suhr, die meisten Grundstücke waren aber im Besitz von Aarauer Bürgern gewesen und von diesen auch bewirtschaftet worden. Aarau bezahlte dafür eine Entschädigung von 11'000 Franken. Damals kam es auch zu kleineren Grenzberichtigungen mit Küttigen; weitere folgten 1911 und 1930 mit Buchs sowie 1915 mit Rohr.
Während der Restauration war Aarau ein bedeutendes Zentrum des Liberalismus in der Schweiz. Hier konnten Zeitungen und Bücher erscheinen, die andernorts der Zensur unterlagen oder ganz verboten waren. Insbesondere der Verlag Sauerländer und sein Hauptautor Heinrich Zschokke taten sich hervor. Ab den 1820er Jahren war die Stadt auch Zufluchtsort für politische Flüchtlinge aus Preussen und anderen deutschen Staaten. Dennoch gab es auch im Kanton Aargau restaurative Tendenzen. Nachdem die Regierung Forderungen verschiedener Komitees und Volksversammlungen ignoriert hatte, kam es zum Freiämtersturm. Rund 6'000 Bewaffnete zogen am 5./6. Dezember 1830 vom Freiamt aus nach Aarau und nahmen die Stadt kampflos ein. Sie besetzten das Zeughaus, umstellten das Regierungsgebäude und zwangen die Regierung zu Verfassungsreformen.
In Aarau gegründete gesamtschweizerische Institutionen förderten die Schaffung eines Bundesstaates: 1824 entstand anlässlich des ersten Eidgenössischen Schützenfestes der Schweizerische Schützenverein, 1832 anlässlich des ersten Eidgenössischen Turnfestes der Schweizerische Turnverband. Der Eidgenössische Sängerverein wurde 1842 gegründet, der Schweizerische Gemeinnützige Frauenverein folgte 1888. Hauptschauplatz der Novelle «Das Fähnlein der sieben Aufrechten», mit der Gottfried Keller die Errungenschaften des Schweizer Bundesstaates feierte, ist das Eidgenössische Freischiessen, das 1849 in Aarau stattfand.
Zu Beginn des 19. Jahrhunderts beherrschte noch das Handwerk das wirtschaftliche Geschehen, wurde aber bald von der Textilindustrie abgelöst. Diese profitierte von der Kontinentalsperre, welche die starke britische Konkurrenz vorübergehend ausschaltete und eine rasche Mechanisierung ermöglichte. 1810 eröffnete Johannes Herzog die erste mechanische Spinnerei des Kantons. Ein Dutzend Unternehmen in dieser Branche folgten, die aufgrund des tiefen Lohnniveaus konkurrenzfähig waren. Das grösste war die Hunziker & Co., die zeitweise über 2'400 Heimarbeiterinnen in der Region beschäftigte.

### Verkehrsknoten und Industriestadt
Bei einer Überschwemmung im September 1831 brach die aus dem Mittelalter stammende Holzbrücke über der Aare zusammen. Aufgrund von Kompetenzstreitigkeiten und inkompetenten Bauleitern nahm der Neubau über sieben Jahre in Anspruch und war erst im Oktober 1838 vollendet. Während dieser Zeit musste der Verkehr durch Fähren abgewickelt werden. Im Juli 1843 brach die neue Brücke bei einem erneuten Hochwasser ebenfalls zusammen. Nach fünf Jahren Diskussionen und zwei Jahren Bauzeit wurde im Dezember 1850 die Kettenbrücke dem Verkehr übergeben, eine Hängebrücke aus stählernen Gliederketten (1948/49 durch eine Betonbrücke ersetzt).

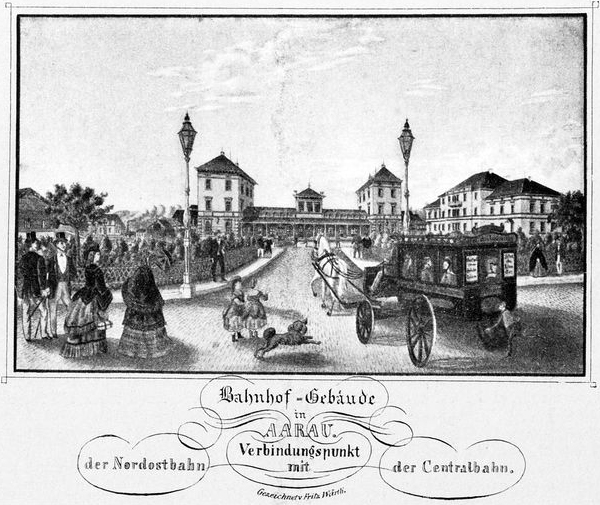
Der Bahnhof um 1870

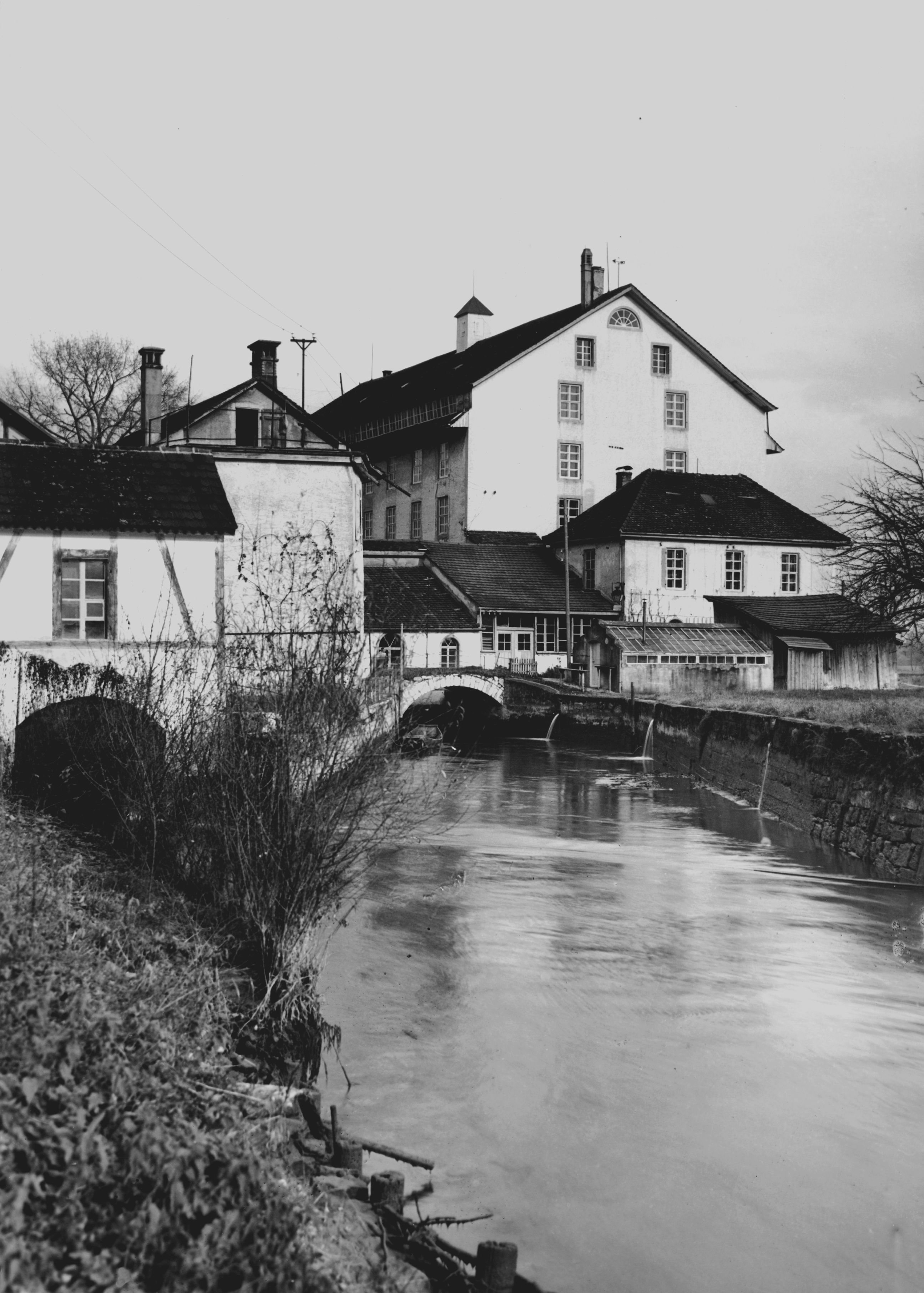
Fabrikgebäude der Chocolat Frey zu Beginn des 20. Jahrhunderts

Am 9. Juni 1856 eröffnete die Schweizerische Centralbahn die Eisenbahnstrecke von Aarau über Olten nach Emmenbrücke, die Strecke der Schweizerischen Nordostbahn von Aarau nach Brugg folgte am 1. Mai 1858. Die ursprünglich vorgesehene Linienführung entlang der damals noch wild fliessenden Aare wurde aus Sicherheitsgründen zugunsten eines Tunnels unter dem Schanzhügel aufgegeben. Entlang der Hauptstrecke Bern–Zürich war der Bahnhof Aarau nur eine Durchgangsstation. Da das Projekt eines Tunnels unter der Schafmatt nicht zustande kam, übernahm die idealer gelegene Stadt Olten die Rolle eines nationalen Knotenpunktes. Aarau musste sich damit begnügen, ein regionaler Knotenpunkt zu werden. Die Schweizerische Nationalbahn nahm am 6. September 1877 die kurze Zweigstrecke nach Suhr in Betrieb. Vom Bau der Aargauischen Südbahn erhoffte sich Aarau neue Impulse, doch die zwischen 1874 und 1882 etappenweise errichtete Strecke mit Anschluss zur Gotthardbahn konnte die hohen Erwartungen nicht erfüllen, da sich andere Verkehrsströme bereits etabliert hatten. Kurz nach der Jahrhundertwende wurden zwei elektrische Strassenbahnen eröffnet, am 19. November 1901 die Aarau-Schöftland-Bahn und am 5. März 1904 die Wynentalbahn nach Menziken. Beide Bahnen fusionierten 1958 zur Wynental- und Suhrentalbahn (WSB).
In den 1850er Jahren vollzog sich ein radikaler Strukturwandel. Aufgrund der protektionistischen Zollpolitik der Nachbarstaaten brach die Textilindustrie vollständig zusammen. An die Stelle einiger dominierender Grossbetriebe in einer einzigen Branche traten Mittelbetriebe, die unterschiedlichste Produkte herstellten. Durch den raschen Niedergang der Textilindustrie geriet Aarau gegenüber anderen Städten ins Hintertreffen. Eine weitere Strukturschwäche offenbarte sich mit dem Wegfall billiger Heimarbeitskräfte in der Region durch vermehrte Auswanderung. Die lokalen Finanzinstitute Aargauische Bank (1913 zur Kantonalbank umgewandelt) und Aargauische Kreditanstalt (1919 in der Bankgesellschaft aufgegangen) konnten nicht genügend Kapital bereitstellen, mit dem die Stadt ihren Rückstand hätte aufholen können.
Neue Industriezweige, die in Aarau entstanden, waren unter anderem die Herstellung von Reisszeug (Kern & Co.), Zement (Fleiner & Co., Jura-Cement-Fabriken), Schuhen (Filiale der im nahen Schönenwerd domizilierten Bally, Fretz & Cie.), Stahlguss (Oehler & Cie.) und Grafik (Trüb AG). Nach einer Krise in den 1870er Jahren kam es um die Jahrhundertwende zu einer weiteren Gründungswelle in den Bereichen Elektrotechnik (Kummler & Matter, Sprecher + Schuh) und Nahrungsmittelverarbeitung (Chocolat Frey). Alle diese Betriebe konnten jedoch den relativen Bedeutungsverlust Aaraus nicht wettmachen. Umso energischer trieb die Stadt Projekte voran, welche die zentralörtlichen Funktionen stärkten. Etwa mit dem Ausbau der Aarauer Kaserne (1876 zum Hauptstandort der fünften Infanteriedivision erhoben), der Gründung des Lehrerseminars (1873) und des Kantonsspitals (1882) sowie der Erweiterung der Kantonsschule (1896). Zur Teilnahme am Schweizer Kolonialismus gründeten die Unternehmer 1884 die Geografische Gesellschaft Aarau.

### Entwicklung seit dem 20. Jahrhundert

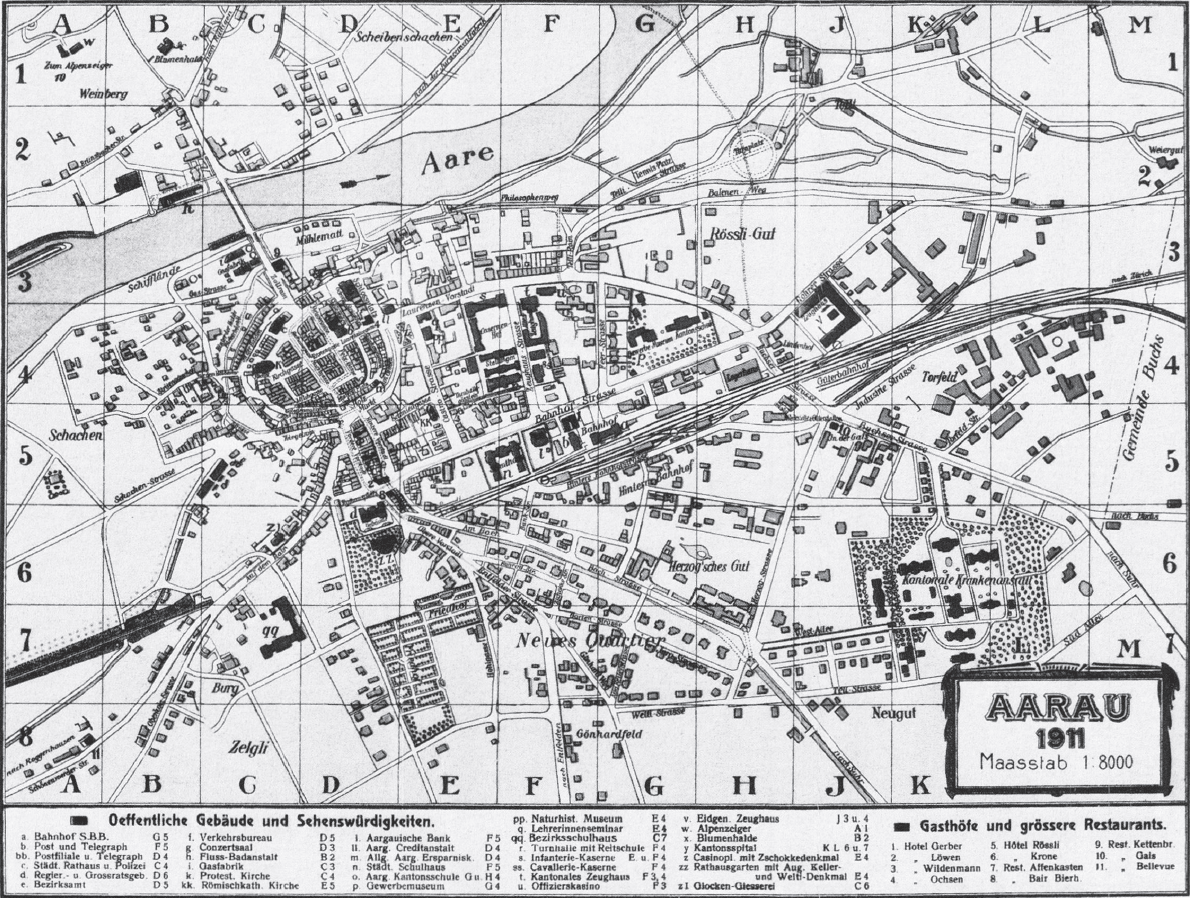
Stadtplan von 1911

Der Ausbruch des Ersten Weltkriegs traf Bevölkerung und Wirtschaft gleichermassen unvorbereitet. Aufgrund der hohen Inflation verarmten weite Teile der Bevölkerung, was die Stadt vor grosse sozialpolitische Probleme stellte. Da in Aarau zusätzlich Hunderte von Soldaten stationiert waren, konnte sich in der zweiten Jahreshälfte 1918 die Spanische Grippe besonders rasch ausbreiten; die Behörden registrierten 2440 Erkrankte, etwa ein Prozent der Bevölkerung erlag der Epidemie. Der Landesstreik im November 1918 verlief ohne Zwischenfälle, eine Bürgerwehr sorgte für Ruhe und Ordnung. 1914 stellten die verarmten Nachbargemeinden Rohr und Unterentfelden das formelle Begehren, eingemeindet zu werden. Die Stadt Aarau bekämpfte dieses Vorhaben, weil sie befürchtete, den Steuerfuss erhöhen zu müssen. Sie erklärte sich aber 1919 nach langen Verhandlungen bereit, Unterstützungsbeiträge zu bezahlen. Die Zahlungen wurden bis 1950 geleistet.
Um den akuten Mangel an Wohnraum zu lindern und gleichzeitig den Einfluss der Spekulation auf die Siedlungsentwicklung zu begrenzen, betrieb die Stadt ab 1916 eine gezielte Bodenpolitik. Bis 1953 erwarb sie eine Landfläche von insgesamt 86 Hektaren und verkaufte die erschlossenen Parzellen zu günstigen Konditionen weiter, wobei die Bauarbeiten innert eines Jahres beginnen mussten. Auf diese Weise entstanden Wohnquartiere, die nach einheitlichen Kriterien geplant waren und – ähnlich den Idealen der Gartenstadt-Bewegung – einen grossen Grünflächenanteil aufwiesen. Wohnbaugenossenschaften kamen erst ab den 1930er Jahren vermehrt zum Zuge. Ein im Jahr 1920 vom Grossen Rat genehmigtes Projekt einer Hafenanlage an der Aare, die der Güter-Binnenschifffahrt dienen sollte, wurde nie verwirklicht.
Die Zwischenkriegszeit war von starken Konjunkturschwankungen geprägt, welche die Aarauer Industrie einer harten Belastungsprobe aussetzten. Besonders stark war sie ab 1929 von der Weltwirtschaftskrise betroffen. Die Arbeitslosenzahlen stiegen zwischenzeitlich markant an, und einzelne Betriebe gingen in Konkurs. Vor allem die Gewerbetreibenden litten unter der Flaute. Im Zweiten Weltkrieg war Aarau von den üblichen Massnahmen wie Verdunkelung und Rationierung betroffen. Im Rahmen der Anbauschlacht wurde die landwirtschaftlich nutzbare Fläche von 50 auf 122 Hektaren ausgeweitet. Mit Ausnahme der Explosion eines versehentlich von den Alliierten abgefeuerten Geschosses Ende Dezember 1944 blieb die Stadt von Schäden verschont.

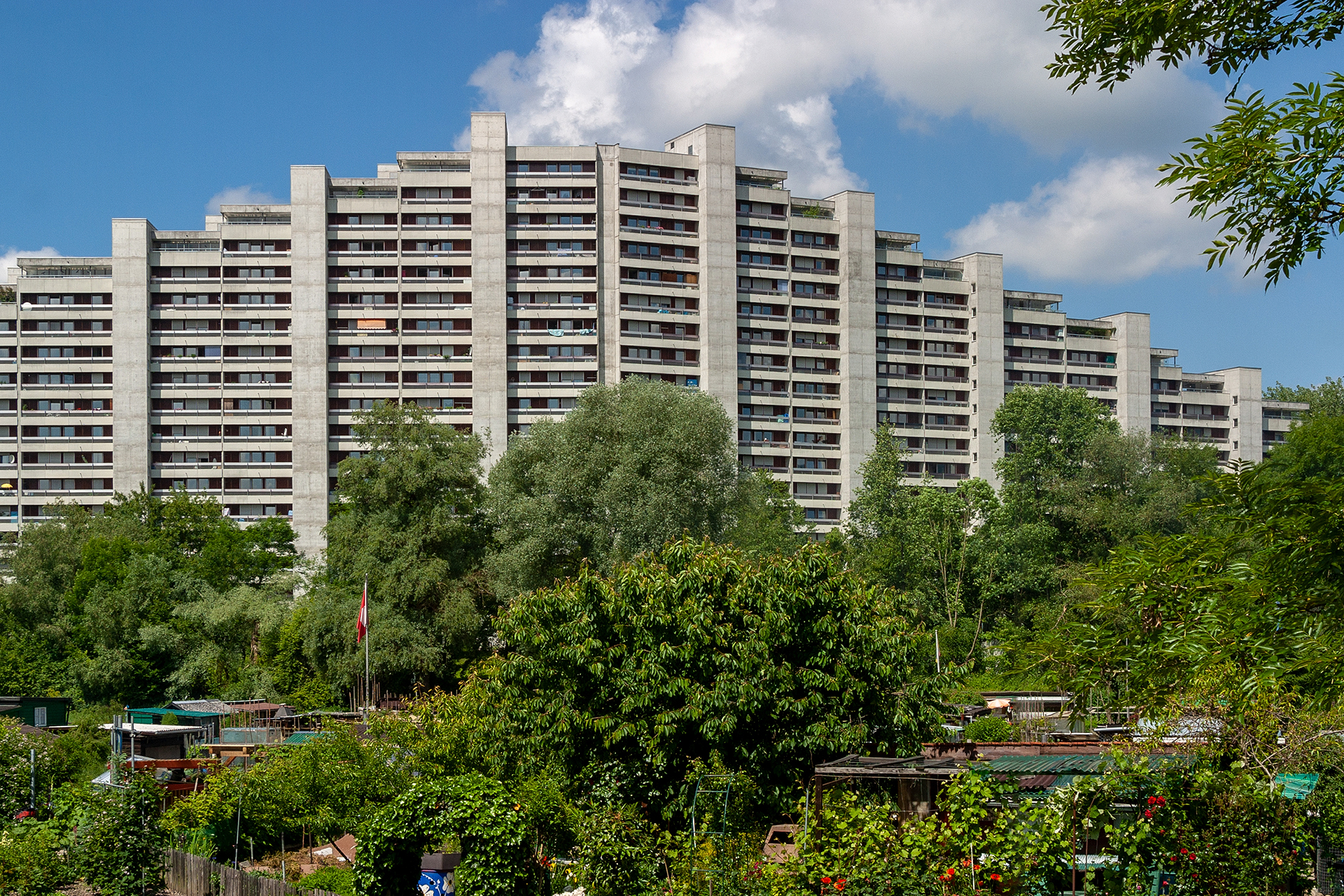
Überbauung Telli

Nach dem Krieg dehnte sich die überbaute Fläche weiter aus. Bald waren sich die Stadtbehörden jedoch bewusst, dass mit der bisher üblichen Gartenstadt-Bauweise die Baulandreserven rasch erschöpft sein würden, weshalb sie eine rationellere Nutzung des Bodens anstrebten. Stadtammann Erich Zimmerlin und Architekt Hans Marti entwickelten die Bauordnung der Stadt Aarau, die 1959 in Kraft trat und als eines der ersten modernen Baurechts- und Planungsinstrumente der Schweiz gilt. Sie ermöglichte die Verdichtung der altstadtnahen Bereiche sowie den Bau von Wohnblöcken und -hochhäusern an der Peripherie. Auf der letzten Baulandreserve der Stadt entstand zwischen 1971 und 1991 in drei Etappen die Grosswohnsiedlung Telli, ebenfalls nach Plänen von Hans Marti. Vorgesehen waren ursprünglich vier lang gestreckte Wohnzeilen und drei Hochhäuser. Aufgrund des Konkurses der verantwortlichen Generalunternehmung kam der Bau von zwei Hochhäusern nicht zustande.
Ab den 1960er Jahren arbeiteten mehr Menschen in Dienstleistungsbetrieben und in der kantonalen Verwaltung als in der Industrie, die allmählich an Bedeutung zu verlieren begann. Der Kanton versuchte, das unaufhaltsam scheinende Wachstum in die richtigen Bahnen zu lenken. Geplant war eine polyzentrische Stadt mit dem Namen Aarolfingen (Aarau–Olten–Zofingen), die 330'000 Einwohner zählen sollte. Doch die Wirtschaftskrise der 1970er Jahre bereitete diesen Grossstadtträumen ein rasches Ende. In den 1980er und 1990er Jahren erlebte Aarau einen weiteren durchgreifenden Strukturwandel: Mehrere renommierte Industrieunternehmen wurden aufgelöst, andere verlegten ihre Produktion in die Vororte. Dennoch blieb Aarau ein bedeutender Wirtschaftsstandort. Ehrgeizige Verkehrsprojekte wie eine sechsspurige Umfahrungsstrasse dem Ufer der Aare entlang oder ein Nord-Süd-Tunnel unter dem Kasernenareal wurden zu den Akten gelegt. Verwirklicht wurden hingegen die Teilverlegung der WSB in einen Tunnel, der Ausbau wichtiger Kreuzungen, ein Autobahnzubringer und ein Einbahnring im Stadtzentrum.
In einer Volksabstimmung am 24. Februar 2008 votierten die Stimmberechtigten von Aarau und Rohr für die Fusion beider Gemeinden auf den 1. Januar 2010. Somit ist Aarau mit etwas mehr als 20'400 Einwohnern nunmehr die bevölkerungsreichste Stadt des Kantons.

## Stadtbild und Architektur

### Altstadt

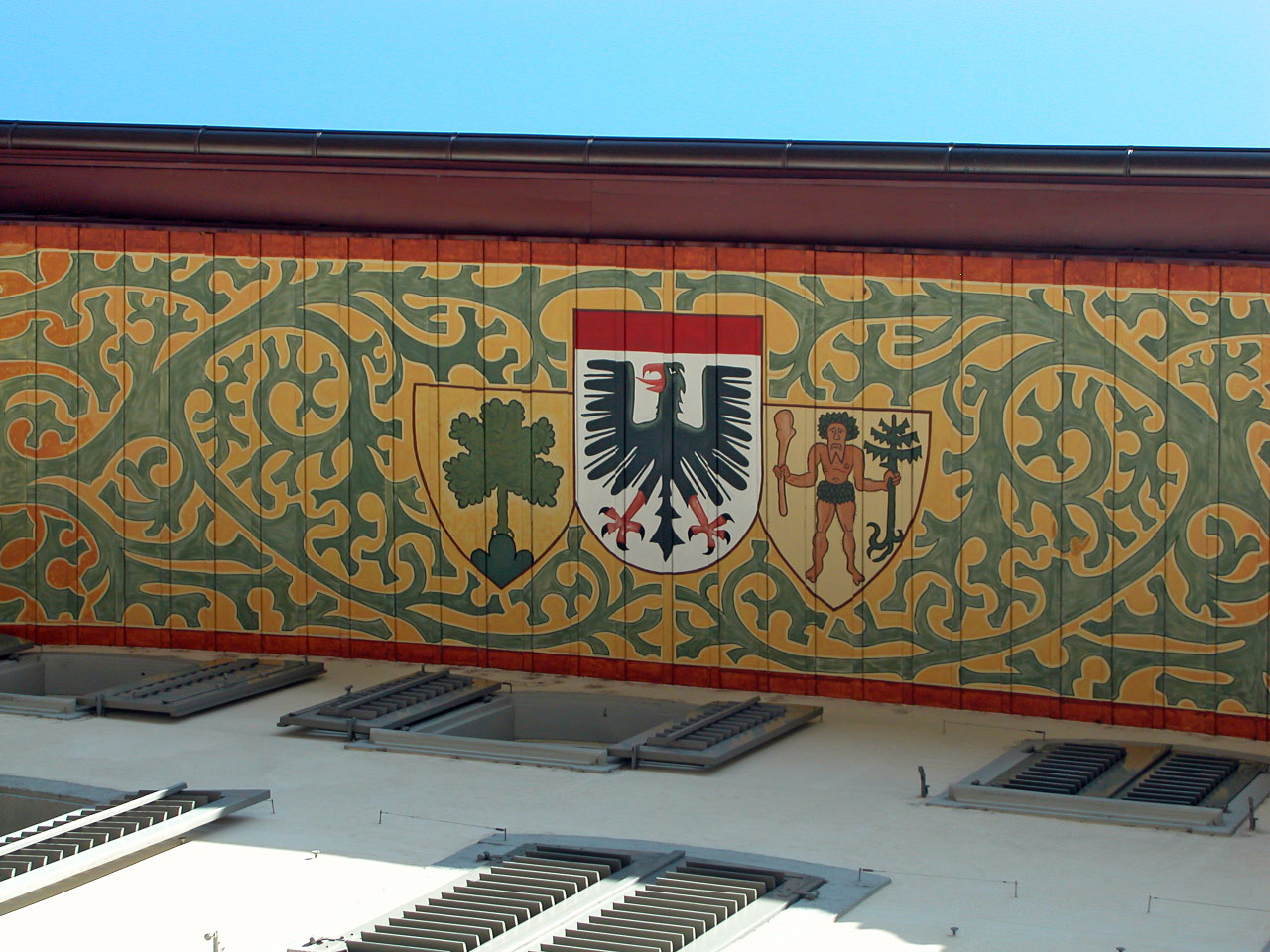
Bemalte Unterseite eines Dachgiebels

Die gut erhaltene Altstadt ist das Ergebnis einheitlicher Planung der Kyburger. Um die beiden sich kreuzenden Hauptgassen (Rathausgasse bzw. Kirchgasse/Kronengasse) sind vier Häusergevierte angeordnet, die als «Stöcke» bezeichnet werden. Darum herum ist ein Gassenring mit einer weiteren Häuserzeile gelegt. Im 14. Jahrhundert wurde die Stadt in zwei Etappen konzentrisch erweitert (davon ausgenommen blieb die Nordflanke). Dabei trug man die alte Stadtmauer ab oder integrierte sie in neu errichtete Gebäude. Als Ersatz entstand ein zweiter äusserer Mauerring. An der Süd- und Ostseite, wo der Felskopf flach in die Hochterrasse übergeht, befand sich ein breiter Graben, der die Stadt von der unbefestigten Vorstadt trennte.

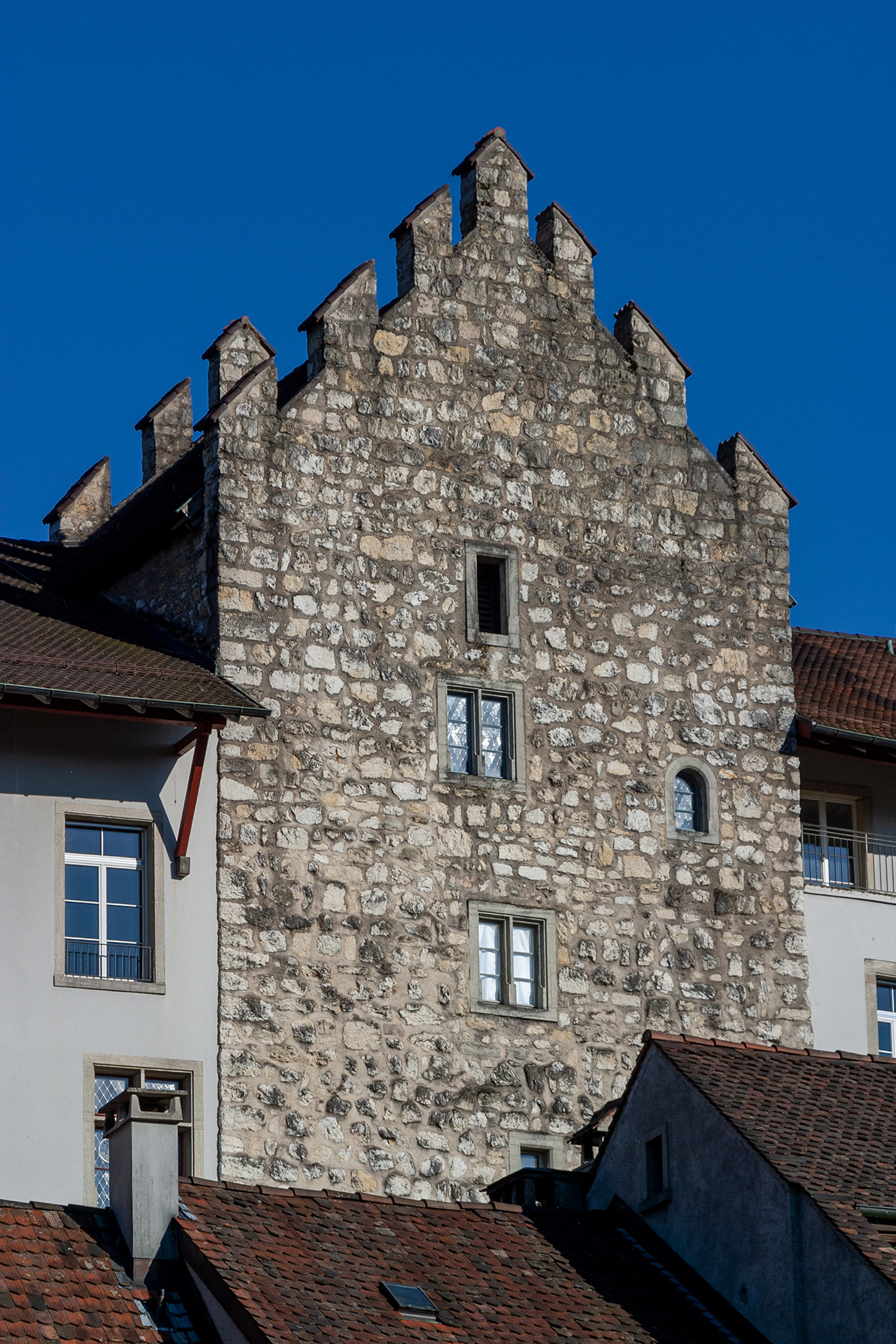
Der Turm Rore an der Rückseite des Rathauses

Zu einem grossen Teil geht die Bausubstanz der Altstadt auf Bauvorhaben im 16. und 17. Jahrhundert zurück, als fast alle aus dem Mittelalter stammenden Gebäude ersetzt oder aufgestockt wurden. Die architektonische Entwicklung fand im späten 18. Jahrhundert ihren Abschluss, als die Stadt sich merklich auszudehnen begann. Die Altstadthäuser sind überwiegend im spätgotischen Stil. Eine Besonderheit sind rund 70 Dachgiebel mit bemalten Unterseiten (Ründen), weshalb Aarau auch als «Stadt der schönen Giebel» bezeichnet wird. Zu Beginn des 19. Jahrhunderts empfand man, dem damaligen Zeitgeist entsprechend, die mittelalterlichen Befestigungsanlagen als einengend. Nachdem bereits das gering befestigte Aaretor verschwunden war, wurde 1812/13 auch das Laurenzentor abgebrochen. 1820 schleifte man die Stadtmauern, schüttete den Graben zu und wandelte ihn zu einer Allee um.

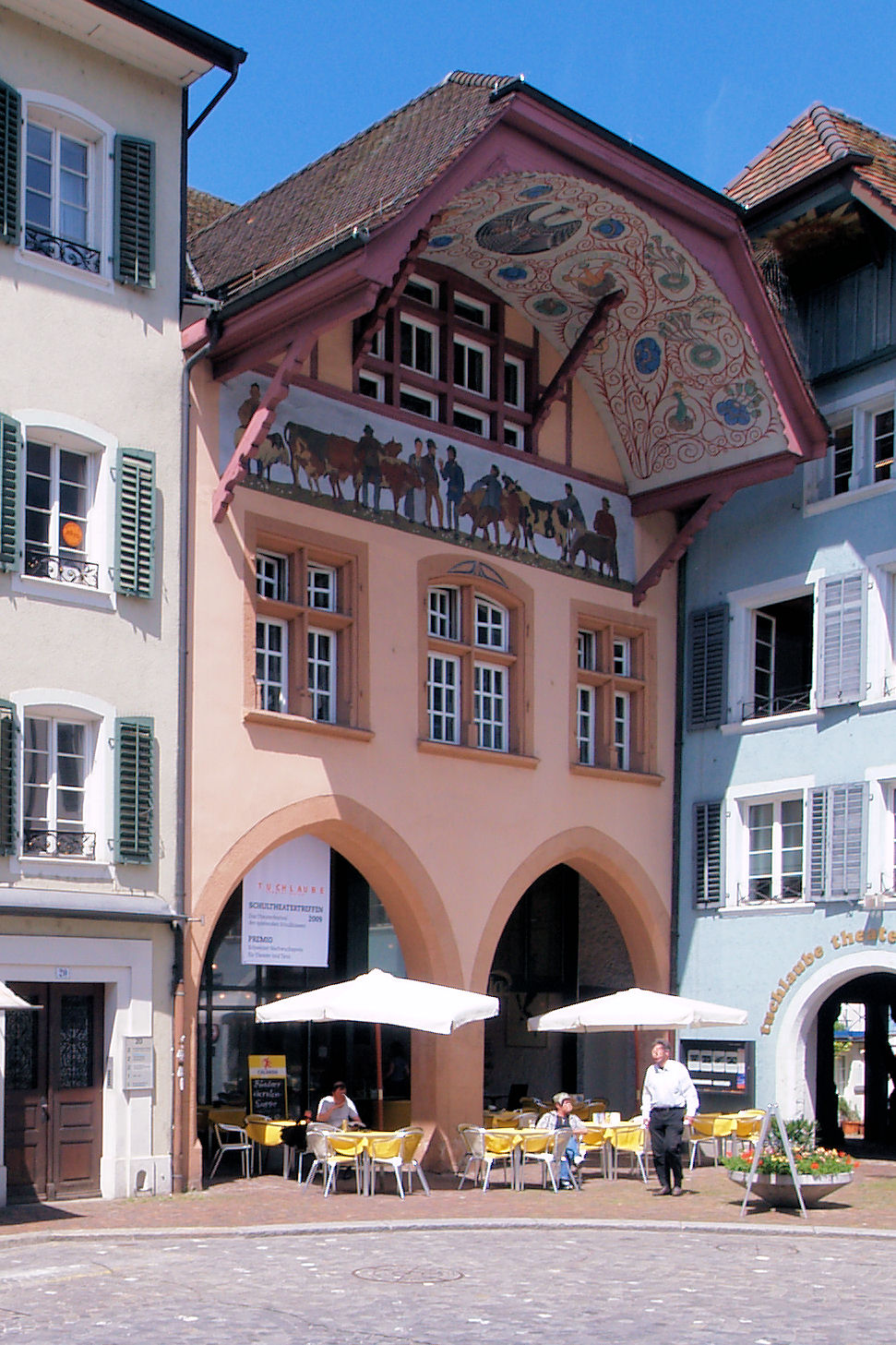
Alte Schaal

Ältester Teil der Stadtbefestigung ist das Schlössli an der nordöstlichen Ecke der Altstadt, aber knapp ausserhalb des einstigen Mauerrings gelegen. Dieser 25 Meter hohe Wohnturm entstand in der ersten Hälfte des 13. Jahrhunderts kurz vor der Stadtgründung und besteht aus grob behauenem Megalithmauerwerk. Etwas jünger, aber im selben Baustil, ist der Turm Rore. Nachdem er 1517 sein Privileg als Freihof verloren hatte, wurde er bis 1520 in das neu erbaute Rathaus integriert. Ebenfalls im Zusammenhang mit der Stadtgründung steht die Errichtung des Oberen Turms neben dem südlichen Stadttor. Er wurde um die Wende vom 15. zum 16. Jahrhundert aufgestockt und dominiert mit einer Höhe von 62 Metern das Stadtbild. Ebenfalls erhalten geblieben sind das Haldentor im Westen und ein kurzer Mauerzug mit dem Pulverturm an der Südwestecke.
Die Stadtkirche steht am nordwestlichen Rand der Altstadt, unmittelbar an der Kante des Felskopfes. Sie entstand von 1471 bis 1478 gemäss den Vorgaben der Bettelordensarchitektur und präsentiert sich als schlichte dreischiffige Basilika. Der Kirchturm stammt vom Vorgängerbau und wurde 1426/27 errichtet. Auf dem Platz vor der Kirche steht der 1643 geschaffene Gerechtigkeitsbrunnen. Weitere architektonisch herausragende Gebäude sind das ehemalige Kloster St. Ursula an der Golattenmattgasse, das Haus zum Erker an der Rathausgasse, das Christkatholische Pfarrhaus am Adelbändli, die Alte Schaal an der Metzgergasse und die Zunftstube an der Pelzgasse.
Von der Kettenbrücke aus führt der Philosophenweg fast einen Kilometer lang flussabwärts der Aare entlang.

### Vorstädte

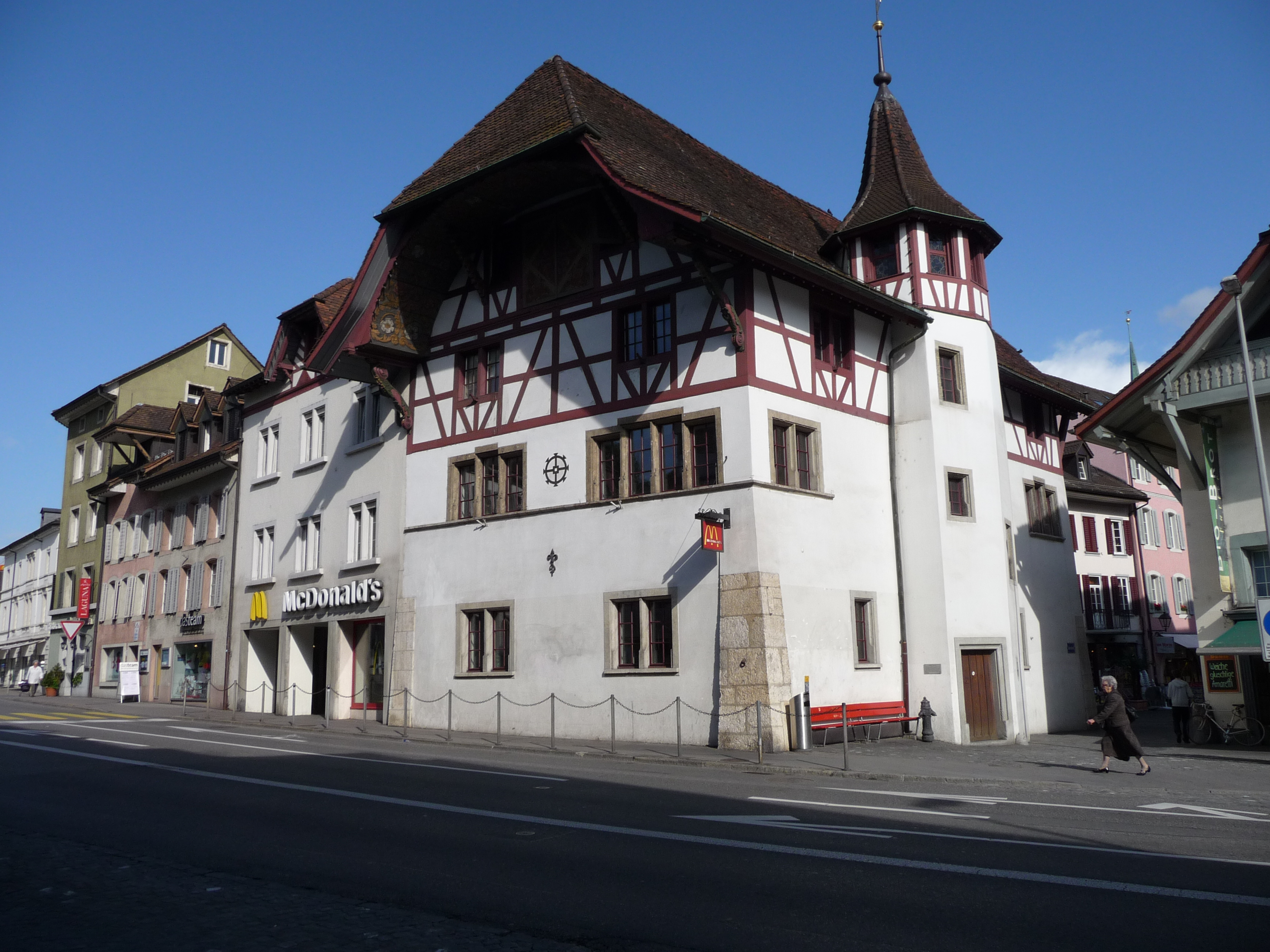
Obere Mühle

Die sich in Richtung Süden erstreckende Vorstadt ist zum Teil älter als die Altstadt selbst. Sie ging aus der Siedlung «zen Husen» hervor und wurde im 14. Jahrhundert markant erweitert, blieb aber stets unbefestigt. Auch hier weisen die Häuser zum Teil die typischen bemalten Ründen auf. In der Vorderen Vorstadt sticht besonders das 1693 erbaute Saxer-Haus hervor. In der parallel verlaufenden Hinteren Vorstadt ist neben verschiedenen Bürgerhäusern auch der neugotische Affenkasten zu finden. Den Abschluss dieser Strasse bildet die 1608 errichtete Obere Mühle.

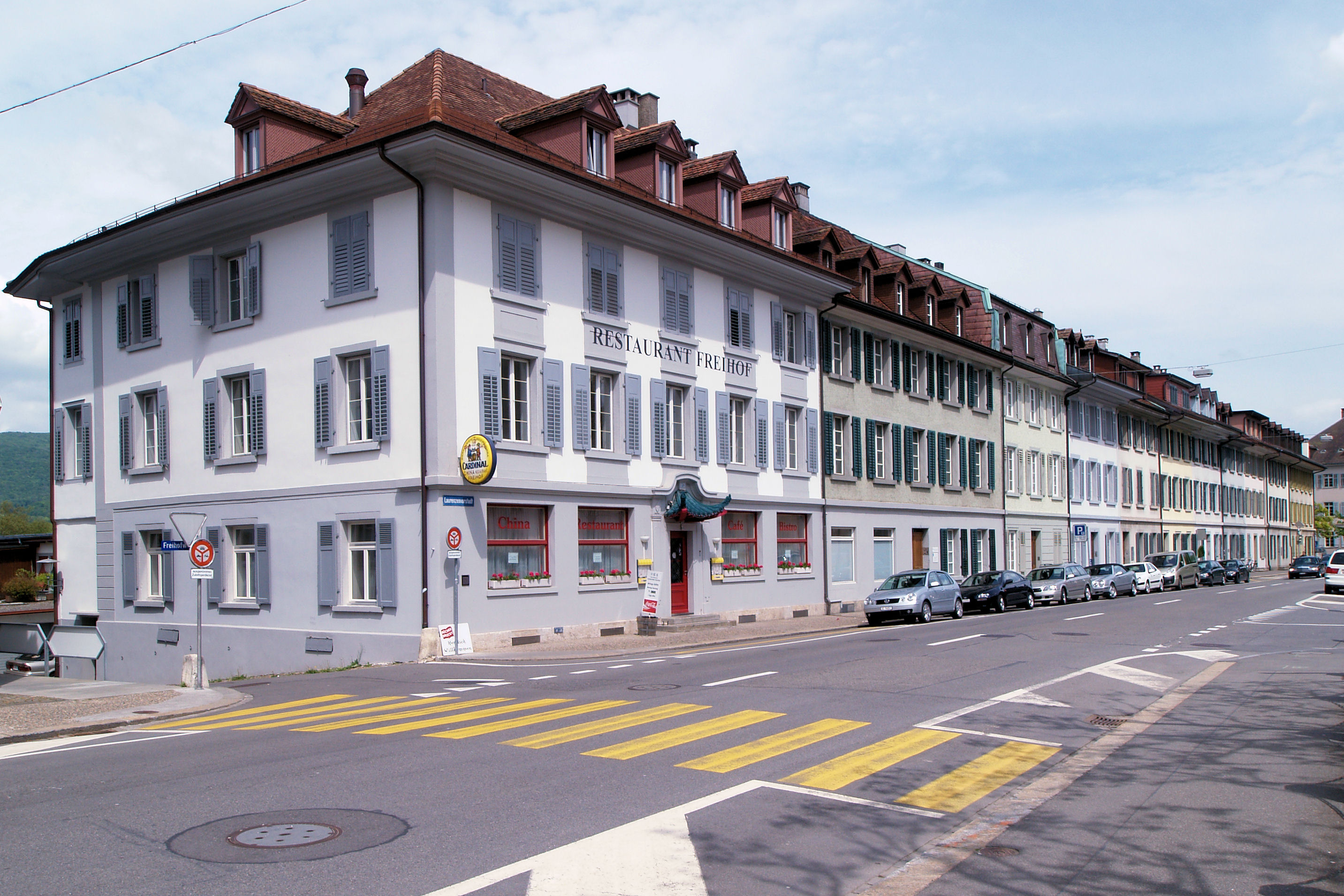
Neue Häuser

Von der Altstadt aus führt in einem weiten Bogen die Laurenzenvorstadt in östlicher Richtung. Diese Strasse steht im Zusammenhang mit der Ernennung Aaraus zur Hauptstadt der Helvetischen Republik im Jahr 1798. Der Stadtrat beauftragte den elsässischen Architekten Johann Daniel Osterrieth, ein repräsentatives Regierungsviertel zu planen. Nach kurzer Zeit legte er den Plan d’Agrandissement de la commune d’Aarau (Erweiterungsplan der Gemeinde Aarau) vor. Vorgesehen waren mehrere Regierungsgebäude, eine Kirche, ein Theater und eine Kaserne. Da die Regierung nach nur einem halben Jahr wegzog, wurden schliesslich nur die klassizistischen Neuen Häuser an der Nordseite verwirklicht. Während das Haus zum Schlossgarten, Meyerhaus und das Amthaus damals bereits existierten, entstanden weitere klassizistische Bauten erst im Verlaufe der nächsten Jahrzehnte. Dazu gehören das Säulenhaus und das Hauptgebäude der Infanteriekaserne.

### Übriges Stadtgebiet

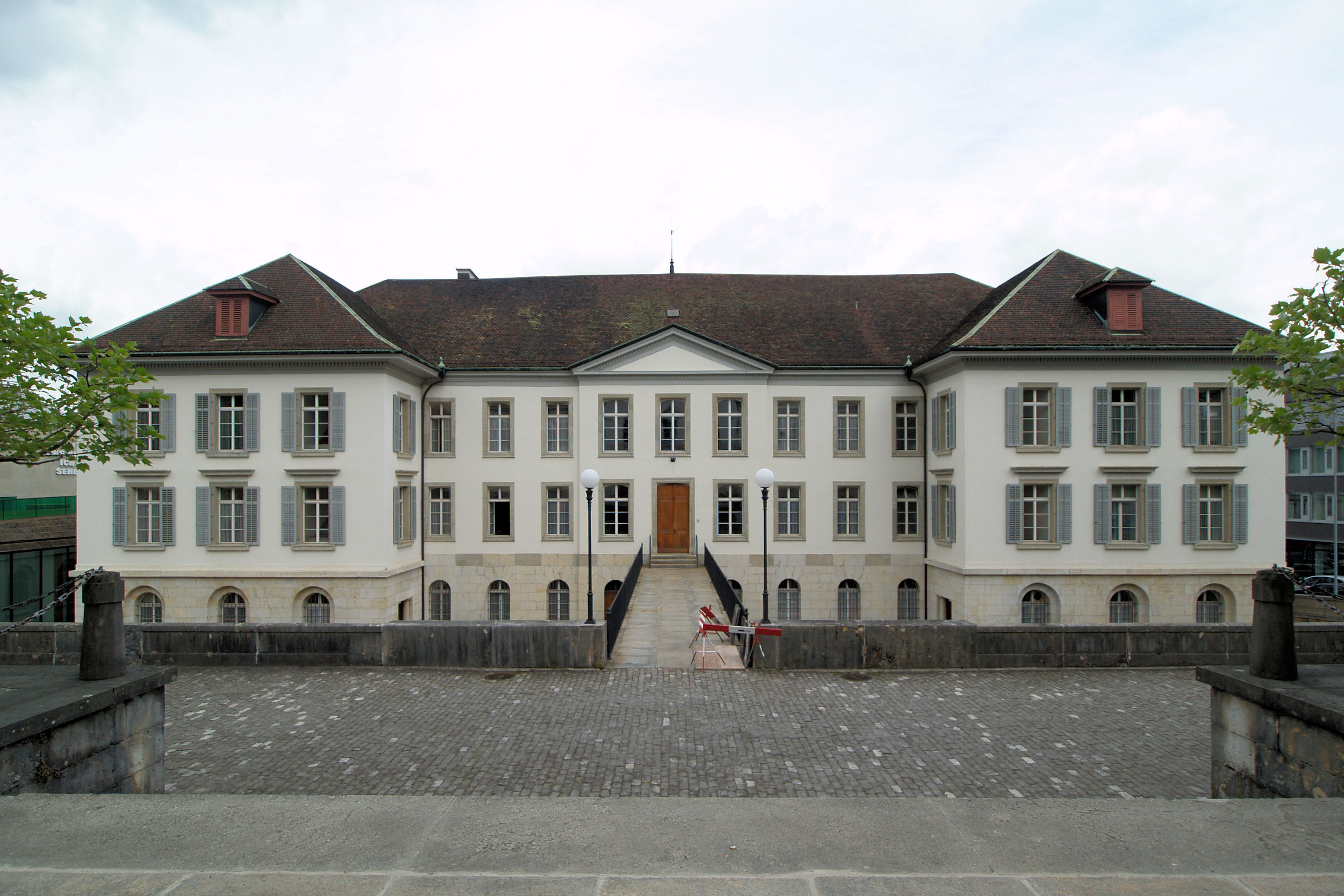
Regierungsgebäude

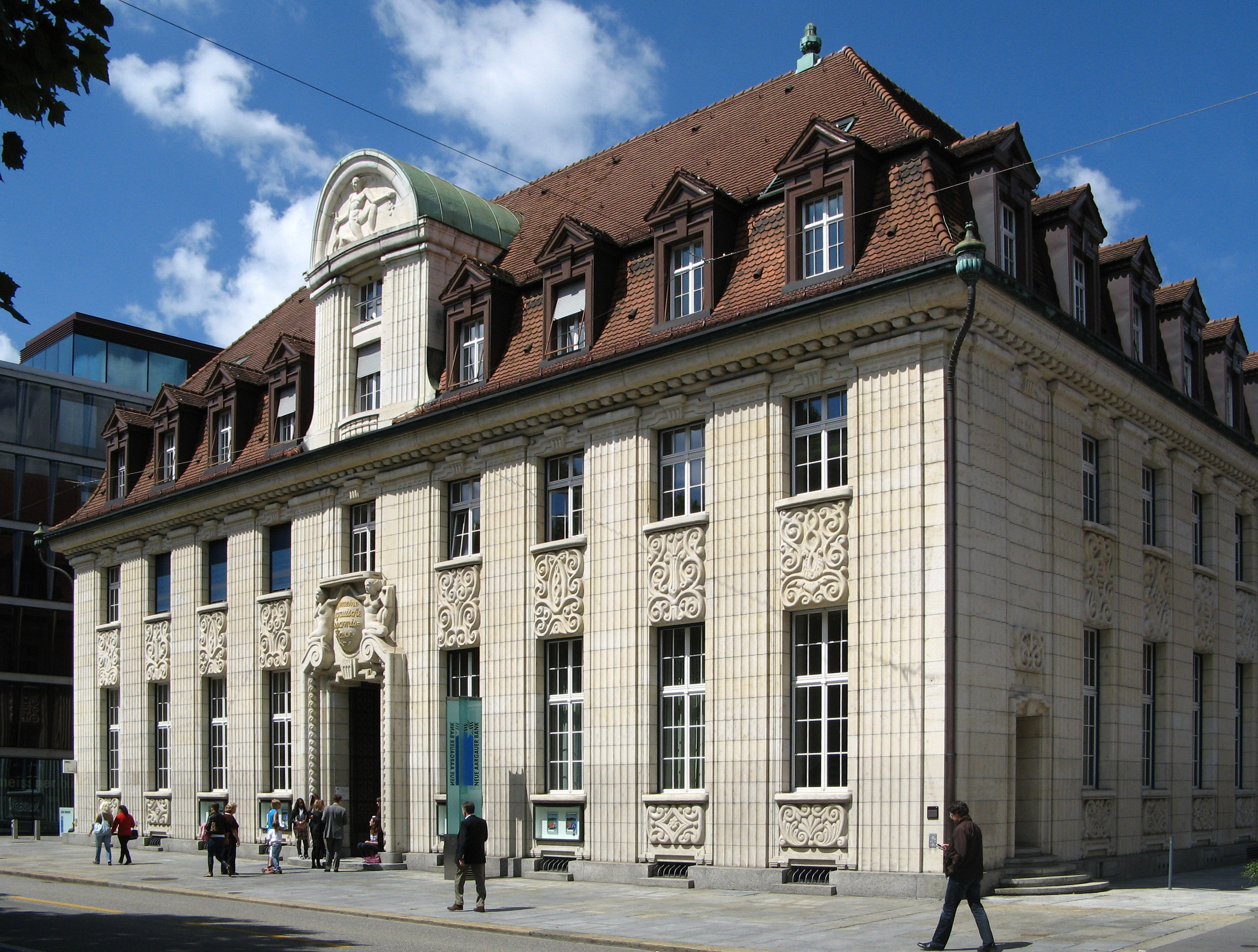
Bankgebäude an der Bahnhofstrasse

Nach der Eröffnung des Bahnhofs im Jahr 1858 entwickelte sich die Bahnhofstrasse zur Hauptverkehrsachse und bedeutendsten Einkaufsstrasse der Stadt. Um ihre hohe Bedeutung zu unterstreichen, entstanden mehrere repräsentative, teils sogar monumentale Bauwerke im spätklassizistischen und historisierenden Stil. Erwähnenswert sind insbesondere die Hauptpost, das Bankgebäude, das Naturama und die Gebäude der Alten Kantonsschule. Etwas zurückversetzt ist die katholische Pfarrkirche St. Peter und Paul. Eine Besonderheit sind die Meyerschen Stollen, ein kilometerlanges Netz unterirdischer Wasserkanäle, das Johann Rudolf Meyer zu Beginn des 19. Jahrhunderts im Geheimen als Zuleitung zum Antrieb seiner Seidenbandfabrik errichten liess.
An der Kreuzung von Bahnhofstrasse und Vorderer Vorstadt befindet sich der Aargauerplatz. An dessen Südseite steht das Regierungsgebäude, der Sitz der Kantonsregierung. Es entstand zwischen 1811 und 1834 durch den Umbau und die Erweiterung des bereits seit 1739 bestehenden Gasthauses «Löwen». Seiner hinteren südlichen Fassade zugewandt ist das 1826/28 errichtete Grossratsgebäude, in welchem der Grosse Rat, das Kantonsparlament, tagt. Ergänzt wird das Regierungsviertel an seiner Westseite durch die modernen Bauten der Aargauer Kantonsbibliothek und des Aargauer Kunsthauses; dahinter erstreckt sich der Rathausgarten, eine kleine Parkanlage mit mehreren Skulpturen.
Im Nordosten der Stadt entstand die nach modernen Grundsätzen gestaltete Grosswohnsiedlung Telli. In vier lang gestreckten, hohen Wohnzeilen lebt rund ein Achtel der Bevölkerung Aaraus. Zu dieser «Stadt in der Stadt» gehören auch ein Einkaufszentrum und das Telli-Hochhaus, in dem ein Teil der kantonalen Verwaltung untergebracht ist. Ebenfalls im Telliquartier zu finden ist der Telliring. Dieser von Bäumen umgebene kreisrunde Rasenplatz gilt als erste öffentliche Turnanlage der Schweiz. Das Gebiet südlich der Bahnhofstrasse ist von einer gartenstadtähnlichen Überbauung mit zahlreichen Grünflächen geprägt. Die wichtigsten Sehenswürdigkeiten in dieser Gegend sind das Herosé-Stift, der Friedhof Rosengarten und das Francke-Gut. Am Südhang des Hungerbergs nördlich der Aare befindet sich die Villa Blumenhalde.

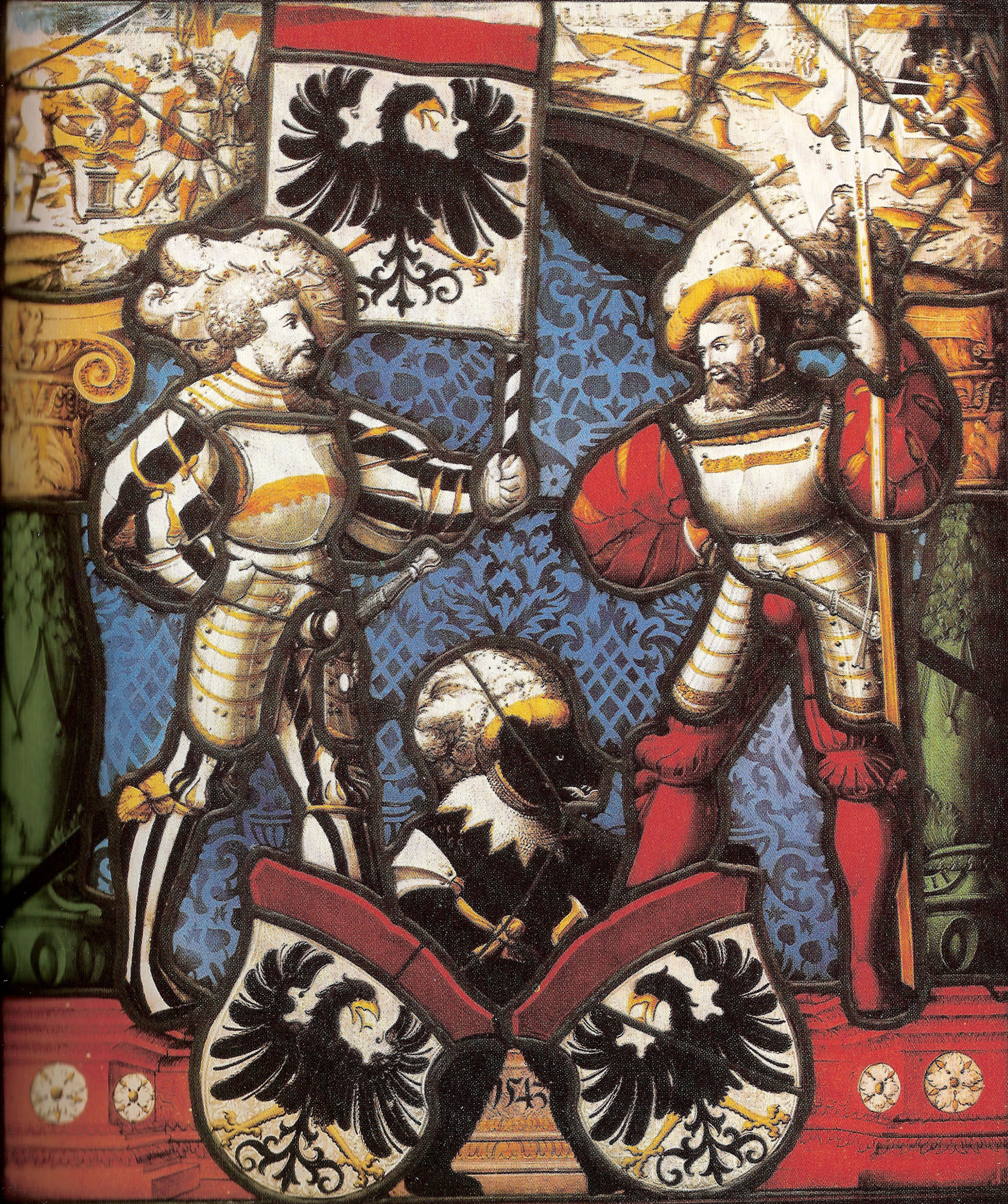
Wappenscheibe von 1543 im Rathaus von Stein am Rhein.

## Wappen und Fahne
Die Blasonierung des Stadtwappens lautet: «Unter rotem Schildhaupt in Weiss rot bewehrter und gezungter schwarzer Adler.» Das städtische Siegel von 1270 zeigte einen Adler und eine dreiblättrige Linde mit Blüten. Eine Abbildung des Wappens in der Tschachtlanchronik von 1470 zeigt dagegen keine Linde, dafür ist erstmals ein rotes Schildhaupt über dem Adler zu sehen. Der Adler verdankt seine Verwendung als Wappentier der Stadt Aarau einer volksetymologischen Umdeutung des Namens als «Au des Aars».

## Bevölkerung
Die Einwohnerzahlen entwickelten sich wie folgt (bis und mit 2000 ohne Rohr):
| Jahr      | 1558     | 1764 | 1798 | 1850 | 1900 | 1930   | 1950   | 1960   | 1970   | 1980   | 1990   | 2000   | 2010   | 2020   |
| Einwohner | ca. 1200 | 1868 | 2458 | 4657 | 7831 | 11'666 | 14'280 | 17'045 | 16'881 | 15'788 | 16'481 | 15'470 | 19'652 | 21'726 |

Die folgenden Angaben beziehen sich jeweils auf die Summe der Gemeinden Aarau und Rohr.
Am 31. Dezember 2023 lebten 22'290 Menschen in Aarau, der Ausländeranteil betrug 22,8 % und lag damit unter dem kantonalen Durchschnitt von 27,3 %. Gemäss der Volkszählung von 2015 stammten von den damals 4142 Einwohnern mit ausländischer Staatsbürgerschaft 19,9 % aus Deutschland, 12,5 % aus Italien, 8,8 % aus Kosovo, 5,9 % aus der Türkei, 5,4 % aus Serbien, je 3,5 % aus Kroatien und Spanien, je 3,2 % aus Portugal, Sri Lanka und Bosnien und Herzegowina, 2,5 % aus Österreich sowie 2,0 % aus Mazedonien. 84,5 % der Befragten gaben bei der Volkszählung 2000 Deutsch als ihre Hauptsprache an. Es folgten 3,3 % Italienisch, 2,9 % Serbokroatisch, 1,4 % Spanisch, 1,1 % Französisch, je 1,0 % Albanisch und Türkisch sowie je 0,5 % Englisch und Portugiesisch.
Die Entwicklung der Einwohnerzahl verlief seit 1800 kontinuierlich; innerhalb von 150 Jahren wuchs die Bevölkerung um mehr als das Sechsfache. 1960 wurde mit 17'045 der vorläufige Höchststand erreicht, bis 2000 nahm die Einwohnerzahl jedoch wieder um über 8 % ab. Drei Gründe waren dafür ausschlaggebend: Erstens hatte die Stadt mit der Fertigstellung der Grosswohnsiedlung Telli keine nennenswerten Baulandreserven mehr. Zweitens sank die Anzahl der Personen pro Haushalt, wodurch der vorhandene Wohnraum weniger stark genutzt wurde. Drittens absorbierten die angrenzenden Agglomerationsgemeinden das Bevölkerungswachstum, und zahlreiche Aarauer zogen aus der Stadt «ins Grüne». Nach der Jahrtausendwende konnte dieser Negativtrend gestoppt werden. Durch die vermehrte Umnutzung brachliegender Industriegebäude für Wohnzwecke wird die vorhandene Bebauung besser ausgenutzt, ausserdem kamen durch die Eingemeindung von Rohr mehr als 3000 Einwohner hinzu.
Die Bevölkerung Aaraus war nach Einführung der Reformation im Jahr 1528 fast ausschliesslich reformiert. Durch die Einwanderung aus der übrigen Schweiz und vor allem aus dem Ausland nahm der Anteil der Menschen römisch-katholischer Konfession ab dem 19. Jahrhundert kontinuierlich zu. Bedingt durch die Einwanderung aus Südosteuropa und der Türkei sind sunnitische Muslime im letzten Viertel des 20. Jahrhunderts zur drittgrössten Glaubensgemeinschaft angewachsen. Bei der Volkszählung 2015 bezeichneten sich 31,6 % als reformiert und 23,0 % als römisch-katholisch; 45,4 % waren konfessionslos oder gehörten anderen Glaubensrichtungen an.

## Politik und Recht
Die politische Gemeinde (im Kanton Aargau Einwohnergemeinde genannt) nimmt sämtliche kommunalen Aufgaben wahr, die nicht durch übergeordnetes Recht zum Wirkungskreis eines anderen Gemeindetyps (beispielsweise der Kirchgemeinden der Landeskirchen) erklärt worden sind.

### Legislative
- Grüne: 8
- SP: 14
- Pro Aarau: 3
- GLP: 5
- EVP: 2
- Mitte: 2
- FDP: 9
- SVP: 7

Anstelle einer in kleineren Gemeinden üblichen Gemeindeversammlung vertritt seit 1970 das von den Aarauer Stimmberechtigten gewählte Gemeindeparlament, der Einwohnerrat, die Anliegen der Bevölkerung. Er besteht aus 50 Mitgliedern, die für jeweils vier Jahre im Proporzwahlverfahren gewählt werden. Ihm obliegt das Genehmigen des Steuerfusses, des Voranschlages, der Jahresrechnung, des Geschäftsberichts und der Kredite. Ebenso erlässt er Reglemente, kontrolliert die Amtsführung der Exekutive und entscheidet über Einbürgerungen. Die Einwohnerräte können parlamentarische Vorstösse (Motion, Postulat, kleine Anfrage) einreichen. Tagungsort ist der Saal des Grossratsgebäudes.
Die rechts stehende Grafik zeigt die Sitzverteilung nach der Wahl vom 28. November 2021. Bei den letzten sechs Wahlen erzielten die Parteien folgende Sitzzahlen:
| Partei                   | 2001 | 2005 | 2009 | 2013 | 2017 | 2021 |
| ------------------------ | ---- | ---- | ---- | ---- | ---- | ---- |
| SP                       | 12   | 12   | 11   | 12   | 14   | 14   |
| FDP                      | 13   | 12   | 10   | 10   | 11   | 09   |
| Grüne                    | 02   | 04   | 06   | 05   | 05   | 08   |
| SVP                      | 11   | 09   | 12   | 11   | 10   | 07   |
| glp                      | 0–   | 0–   | 02   | 03   | 02   | 05   |
| Pro Aarau                | 04   | 04   | 03   | 04   | 03   | 03   |
| Die Mitte (bis 2020 CVP) | 04   | 04   | 03   | 03   | 03   | 02   |
| EVP                      | 03   | 03   | 02   | 02   | 02   | 02   |
| JETZT!                   | 01   | 02   | 01   | 0–   | 0–   | 0–   |

Auch auf der Ebene der Einwohnergemeinde finden sich verschiedene Elemente der direkten Demokratie. So stehen der Bevölkerung fakultative und obligatorische Referenden sowie die Volksinitiative zu.

### Exekutive

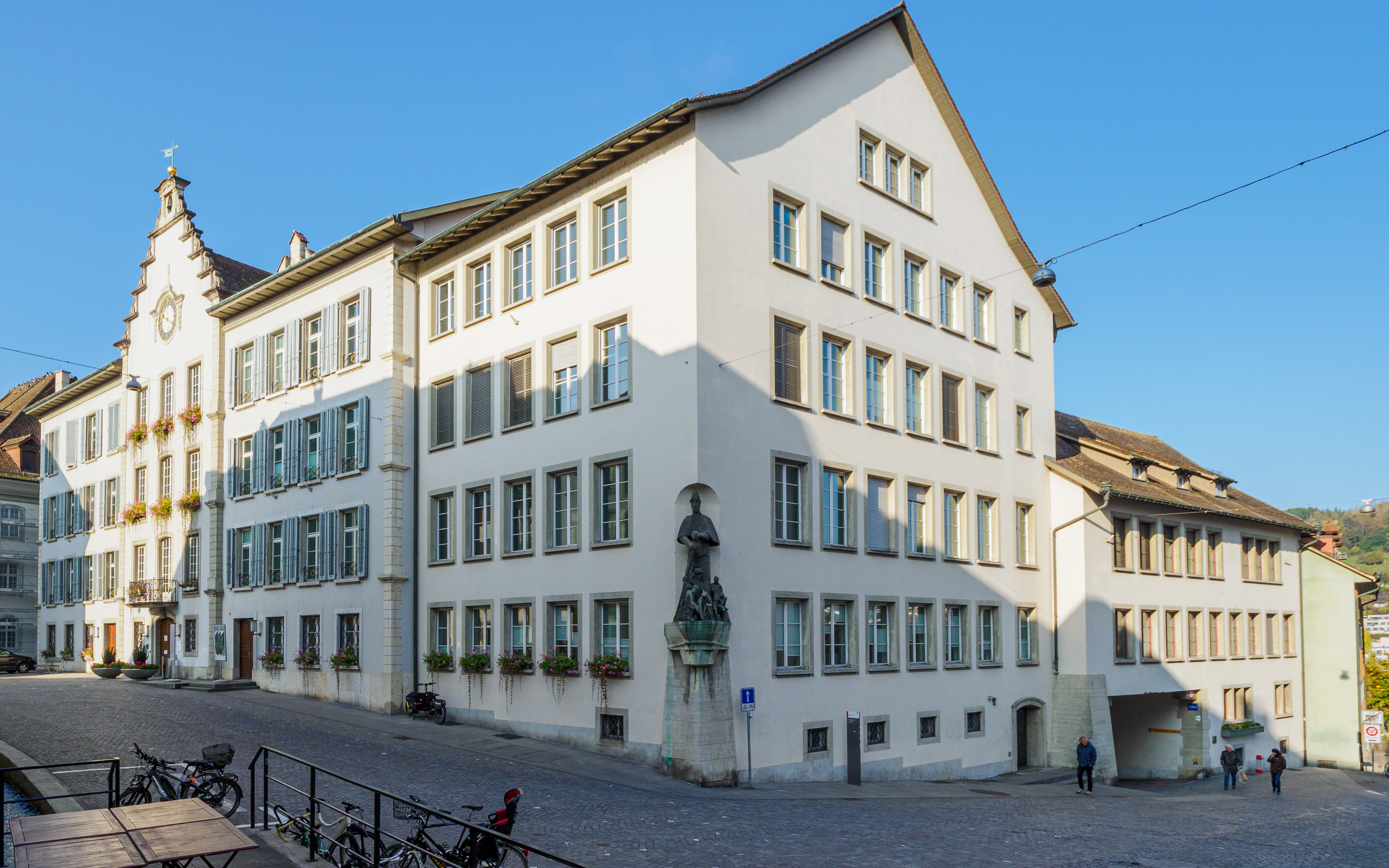
Rathaus

Ausführende Behörde ist der siebenköpfige Stadtrat. Er wird vom Volk für jeweils vier Jahre im Majorzverfahren gewählt. Der Stadtrat führt und repräsentiert die Einwohnergemeinde. Dazu vollzieht er die Beschlüsse des Einwohnerrates und die Aufgaben, die ihm vom Kanton zugeteilt wurden. Die Sitzungen finden im Rathaus statt. Als Vorsteher der Exekutive übt der Stadtpräsident seine Tätigkeiten im Vollamt aus, die übrigen Stadträte im Nebenamt.
Die sieben Stadträte der Amtsperiode 2022–2025 sind:
- Hanspeter Hilfiker (FDP), Stadtpräsident
- Werner Schib (Die Mitte), Vize-Stadtpräsident
- Angelica Cavegn Leitner (Pro Aarau)
- Franziska Graf (SP)
- Suzanne Marclay (FDP)
- Silvia Dell'Aquila (SP)
- Hanspeter Thür (GPS)

### Judikative
Für Rechtsstreitigkeiten ist in erster Instanz das Bezirksgericht Aarau zuständig. Aarau ist Sitz des Friedensrichterkreises I, der fünf Gemeinden im Norden des Bezirks umfasst.

### Nationale Wahlen
Bei den Schweizer Parlamentswahlen 2023 betrugen die Wähleranteile in Aarau: SP 28,4 %, SVP 18,2 %, FDP 14,8 %, Grüne 12,8 %, glp 11,1 %, Die Mitte 7,5 %, EVP 3,6 %, EDU 0,5 %, PdA 0,3 %.

### Ortsbürger
Der Ortsbürgergemeinde gehören jene Einwohner an, die das Bürgerrecht von Aarau besitzen. Ihre Hauptaufgabe ist die Verwaltung des Ortsbürgervermögens, dessen Ursprung in den Bürgergütern liegt, die aus der Zeit des Ancien Régime übernommen wurden. Beispielsweise ist die Ortsbürgergemeinde im Besitz von 623 Hektaren Wald in Aarau und angrenzenden Gemeinden, der durch ein eigenes Forstamt bewirtschaftet wird. Zu ihrem Eigentum gehören auch eine Kiesgrube in Staufen, ein Rebberg in Herznach sowie diverse Grundstücke und Liegenschaften. Legislative ist die Ortsbürgerversammlung, Exekutive der Stadtrat der Einwohnergemeinde (dem auch Nicht-Ortsbürger angehören).

### Partnerschaften
Partnerstädte Aaraus sind Neuenburg, das niederländische Delft und das deutsche Reutlingen. Die Partnerschaft mit Delft begann 1969 mit gegenseitigen Austauschbesuchen. Kontakte zu Reutlingen bestanden schon kurz nach dem Ersten Weltkrieg, wurden 1970 vorerst auf technischer Ebene reaktiviert und 1986 formell besiegelt. Nach ersten Kontakten im Jahr 1984 begann 1997 offiziell die Partnerschaft mit Neuchâtel.
Aarau trägt seit September 2017 das Label «Energiestadt GOLD», das vom Forum «Association European Energy Award» verliehen wird.

## Wirtschaft

### Struktur

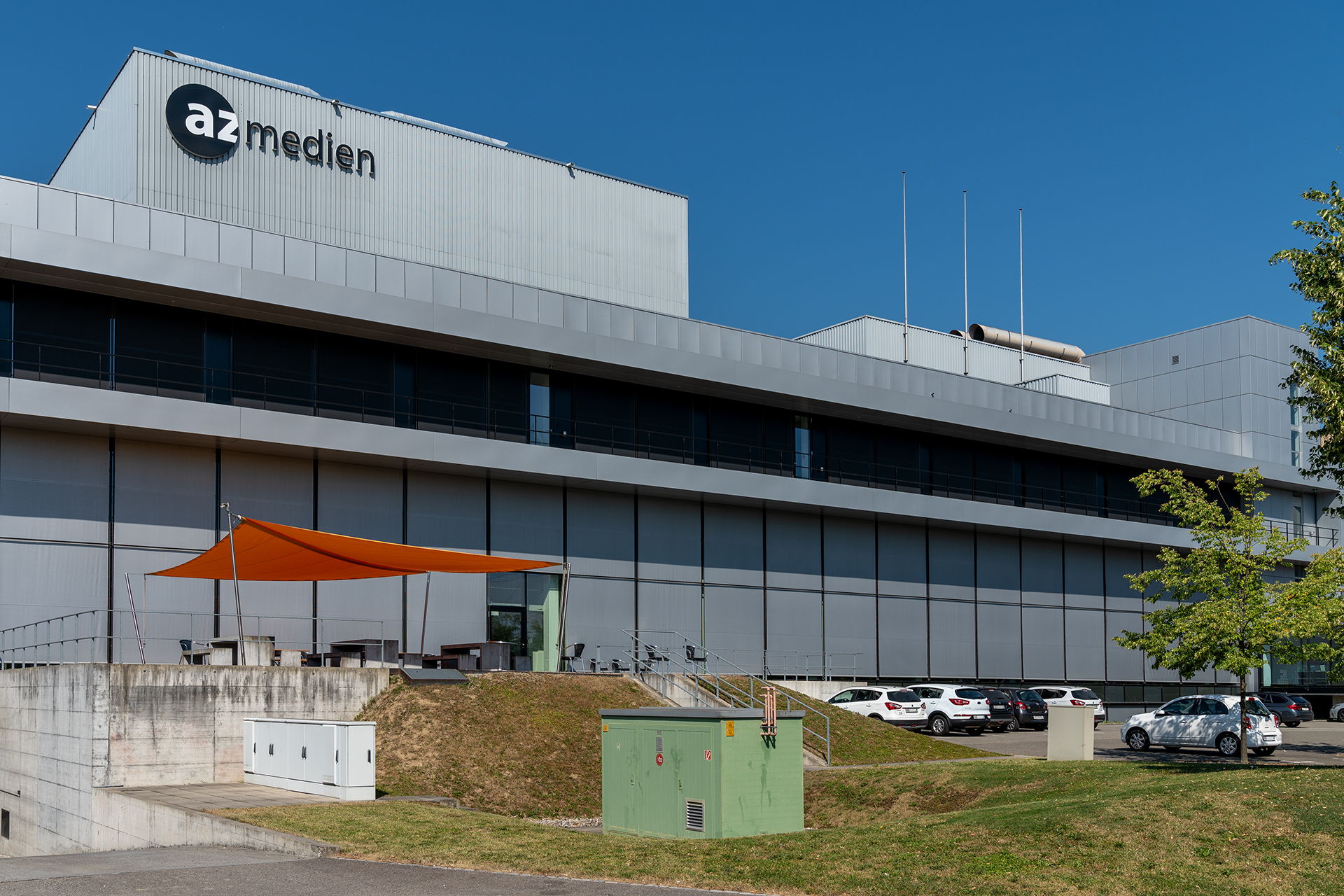
az-Medienzentrum

Aarau, einst ein bedeutendes industrielles Zentrum, wird seit der zweiten Hälfte des 20. Jahrhunderts vom Dienstleistungssektor dominiert. Die wirtschaftlichen Tätigkeiten konzentrieren sich auf das Stadtzentrum sowie auf die Industrie- und Gewerbezonen Torfeld und Telli. Gemäss der im Jahr 2015 erhobenen Statistik der Unternehmensstruktur (STATENT) werden in mehr als 2400 Betrieben über 33'000 Arbeitsplätze angeboten, davon 0,1 % in der Landwirtschaft, 9,2 % in der Industrie und 90,7 % im Dienstleistungssektor. Dies bedeutet, dass Aarau bedeutend mehr Arbeitsstellen als Einwohner zählt.
Mehr als die Hälfte der in Aarau arbeitenden Menschen lebt in den Agglomerationsgemeinden oder in der weiteren Umgebung. Dadurch entstehen an Werktagen grosse Pendlerströme, die regelmässig zu Verkehrsstaus führen. Keine Schweizer Stadt besitzt mehr Arbeitsplätze im Verhältnis zur Einwohnerzahl als Aarau. Aufgrund ihrer Kleinräumigkeit stösst die Stadt zunehmend an Wachstumsgrenzen. Die Agglomeration liegt in der Mitte des so genannten «goldenen Dreiecks» zwischen Zürich, Bern und Basel und bekundet Mühe, sich zwischen diesen Grossstädten als eigenständiges Wirtschaftszentrum zu behaupten.

### Ansässige Unternehmen
Mit Abstand grösster Arbeitgeber ist die kantonale Verwaltung. Sie zählt mehrere Tausend Beschäftigte, deren Arbeitsplätze überwiegend auf die Verwaltungszentren Behmen, Buchenhof und Telli-Hochhaus konzentriert sind. Das zweite Standbein der städtischen Wirtschaft ist das Gesundheitswesen. Es gibt zwei Krankenhäuser, das staatliche Kantonsspital Aarau und die Hirslanden Klinik Aarau.

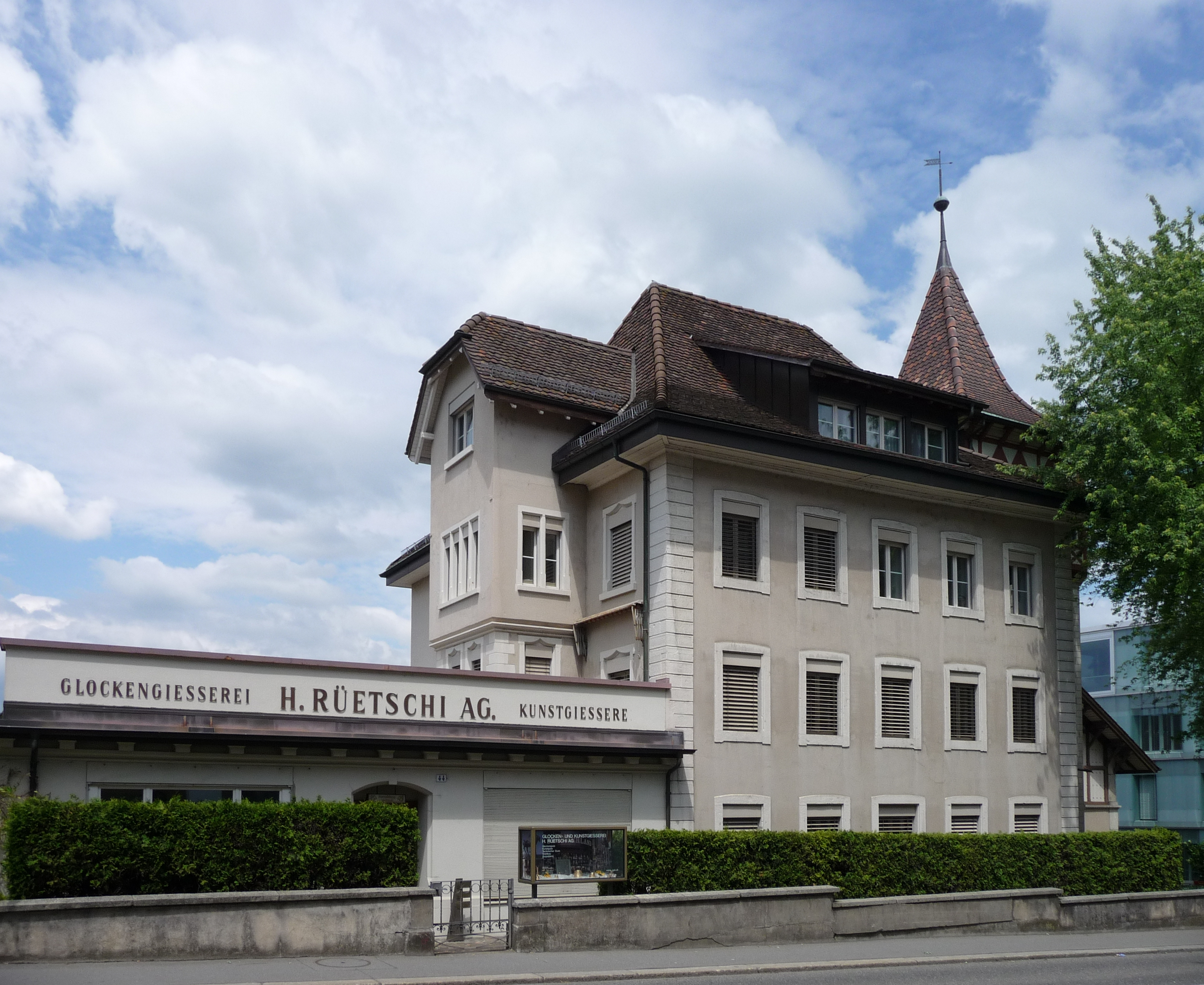
Glockengiesserei H. Rüetschi

Bedeutendster in Aarau verbliebener Industriebetrieb ist die Schweizer Niederlassung von Rockwell Automation, die auf Automatisierungstechnik spezialisiert ist. Aarau besitzt eine über 600-jährige Tradition im Bereich des Kirchenglockengiessens, die heute von der Firma H. Rüetschi fortgeführt wird.
In Aarau befindet sich der Hauptsitz des Verlags- und Medienunternehmens AZ Medien. Zu diesem gehören die Aargauer Zeitung, Radio Argovia, Tele M1 und der AT Verlag. Ein weiterer bedeutender Verlag ist der Verlag Sauerländer. Mit Sendestudios vertreten sind auch das Schweizer Fernsehen und das Schweizer Radio DRS sowie der nichtkommerzielle Radiosender Kanal K. Ihren Hauptsitz in Aarau haben auch die Aargauische Kantonalbank, die Vorsorgeeinrichtungen GastroSocial und Aargauische Pensionskasse sowie weitere Unternehmen wie AEW Energie, Jura-Holding, Pneu Egger und DB SCHENKERhangartner.
Der Breuninger Theaterverlag wurde 1922 gegründet.

### Märkte und Messen
Jeden Samstagmorgen findet im Graben am Rande der Altstadt ein Gemüsemarkt mit regionalen Produkten statt. Ebenfalls dort wird in der letzten Septemberwoche der MAG (Markt Aarauer Gewerbetreibender) veranstaltet, an dem regionale und überregionale Firmen ihre Produkte feilbieten. Am gleichen Ort jeweils am ersten Mittwoch im November bietet der «Rüeblimärt» alle Spielarten und Produkte von und aus Rüebli an. Im Schachen findet jeweils im Frühjahr die AMA (Aargauer Messe Aarau) statt, die grösste Aargauer Publikums- und Erlebnismesse.

## Verkehr und Infrastruktur

### Strassen
Aarau ist ein bedeutender Verkehrsknotenpunkt. Südlich der Stadt verläuft die A1, die wichtigste Autobahn der Schweiz. Die Anschlussstelle Aarau-West befindet sich rund fünf Kilometer südlich bei Oberentfelden. Der sechs Kilometer östlich gelegene Anschluss Aarau-Ost bei Hunzenschwil ist über eine vierspurige Schnellstrasse (T5) erreichbar.

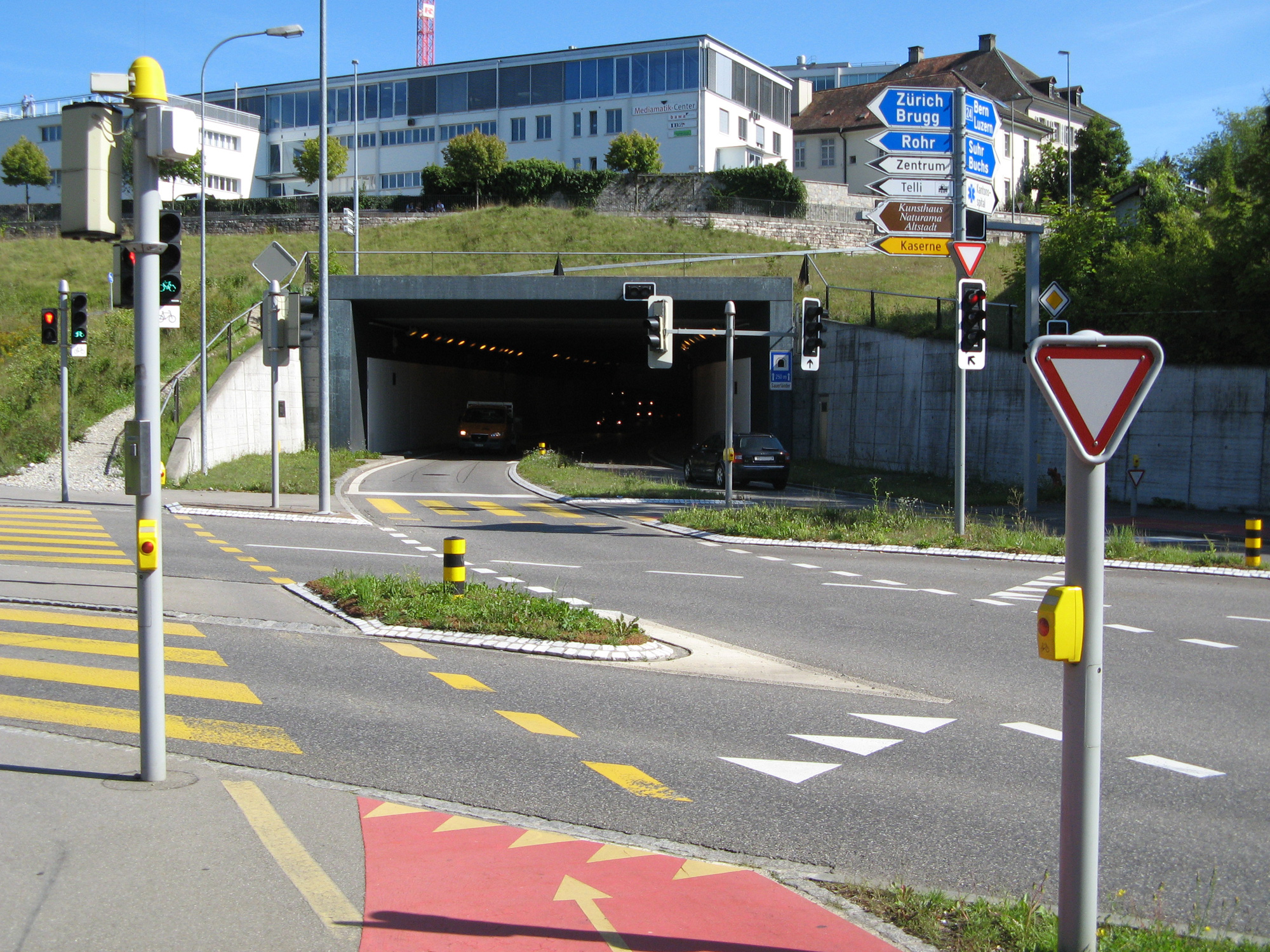
Sauerländertunnel

Die Stadt ist Schnittpunkt mehrerer wichtiger Hauptstrassen. Die wichtigste ist die Hauptstrasse 5 von Lausanne über Neuenburg, Solothurn und Aarau nach Koblenz. Sie kreuzt sich mit der Hauptstrasse 23 von Aarau über Beromünster und Sumiswald nach Kirchberg sowie mit der Hauptstrasse 24 von Frick über die Staffelegg und Aarau nach Sursee. Letztere führte bis Dezember 2010 über die Kettenbrücke; seit der Eröffnung der Umfahrung von Küttigen und einer neuen Aarebrücke bei Rohr wird der Nord-Süd-Verkehr grossräumig umgeleitet. Bereits im März 2003 wurde die Ostumfahrung der Altstadt mit dem Sauerländertunnel eröffnet; die Altstadt selbst ist seit März 2006 weitgehend vom Durchgangsverkehr befreit. Neben der Staffelegg können von Aarau aus zwei weitere Jurapässe erreicht werden, das Benkerjoch und die Salhöhe.

### Öffentlicher Verkehr

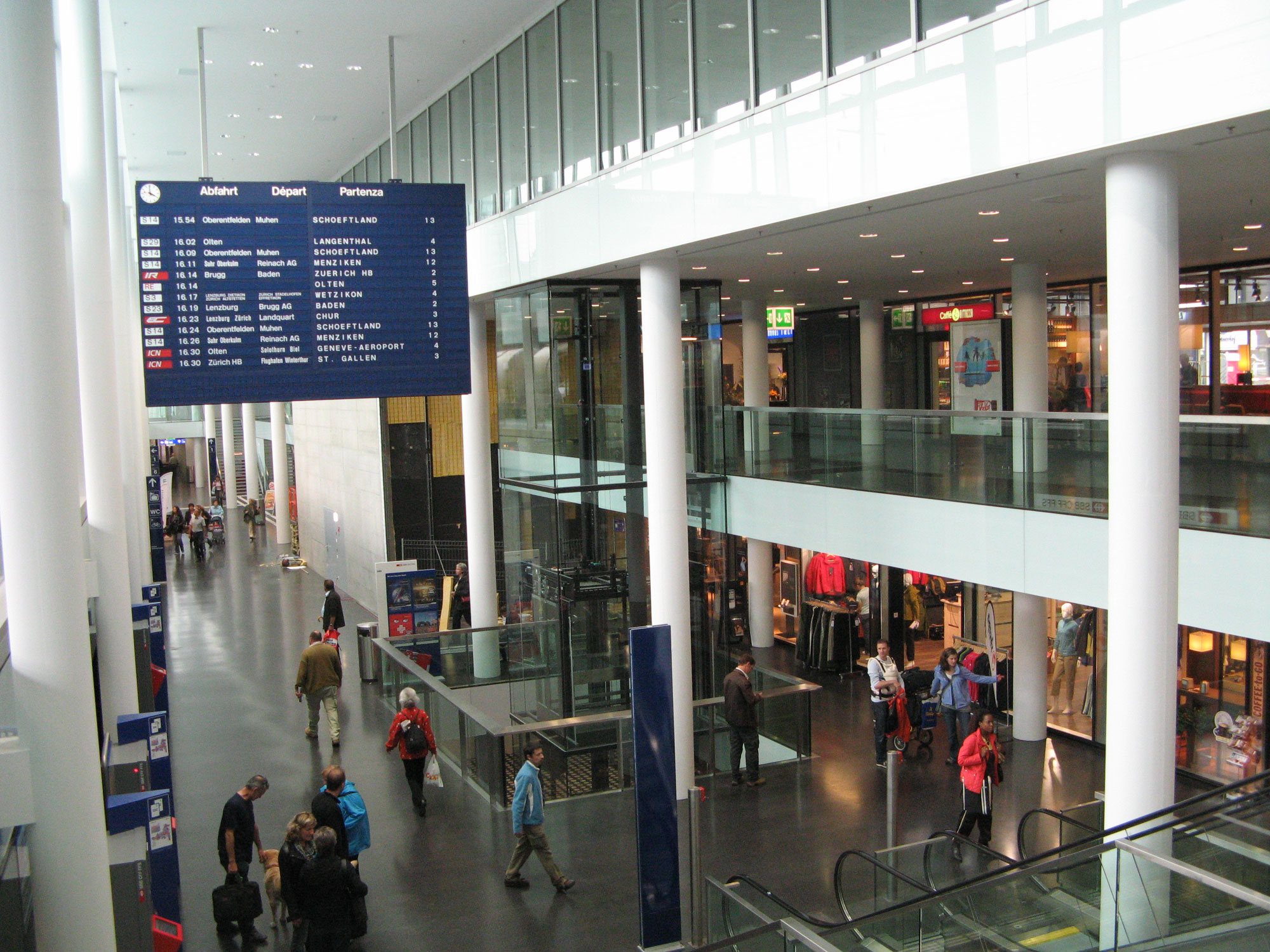
Im Innern des Bahnhofs Aarau

Knotenpunkt des öffentlichen Verkehrs ist der 1858 eröffnete Bahnhof Aarau der Schweizerischen Bundesbahnen. Er gehört zu den meistfrequentierten des Landes, wurde 2010 komplett neu erbaut und liegt an der wichtigen Ost-West-Hauptlinie zwischen Zürich und Bern. Diese Eisenbahnlinie unterquert in zwei parallel verlaufenden, knapp 700 Meter langen Tunnels den Schanzhügel mit dem Regierungsviertel. Es verkehren direkte Schnellzüge u. a. nach Zürich, Bern, Basel und Genf. Eine weitere SBB-Linie, die Aargauische Südbahn, führt über Lenzburg nach Rotkreuz. Aarau ist der Ausgangspunkt zweier schmalspuriger Strecken der Wynental- und Suhrentalbahn (WSB). Diese strassenbahnähnlichen Vorortsbahnen verkehren nach Menziken im Wynental und Schöftland im Suhrental. Die SBB-Bahnstrecke Aarau–Suhr wurde 2004 stillgelegt und umgespurt, seit 2010 wird sie von WSB-Zügen in Richtung Menziken befahren.
Die Verkehrsgesellschaft Aargau Verkehr, Eigentümerin der WSB, betreibt die Wynental- und Suhrentalbahn nach Menziken sowie Schöftland. Der Busbetrieb Aarau betreibt sieben Stadtbuslinien sowie vier Nachtbuslinien, welche auch die Vororte erschliessen. Zusätzlich führen zwei Postautolinien über die Jurahöhen nach Frick, eine über das Benkerjoch, die andere über die Staffelegg. An Wochenenden verkehren zwei Nacht-S-Bahnen (Winterthur–Zürich HB–Baden–Wildegg–Aarau) sowie (Zürich HB–Mellingen Heitersberg–Lenzburg–Aarau—Schönenwerd–Däniken—Dulliken—Olten) und Nachtbusse vom Bahnhof aus in verschiedene Gemeinden in der Umgebung. In Aarau kreuzen sich drei Radwanderwege: die Nord-Süd-Route, die Aare-Route und die Mittelland-Route.

### Versorgung

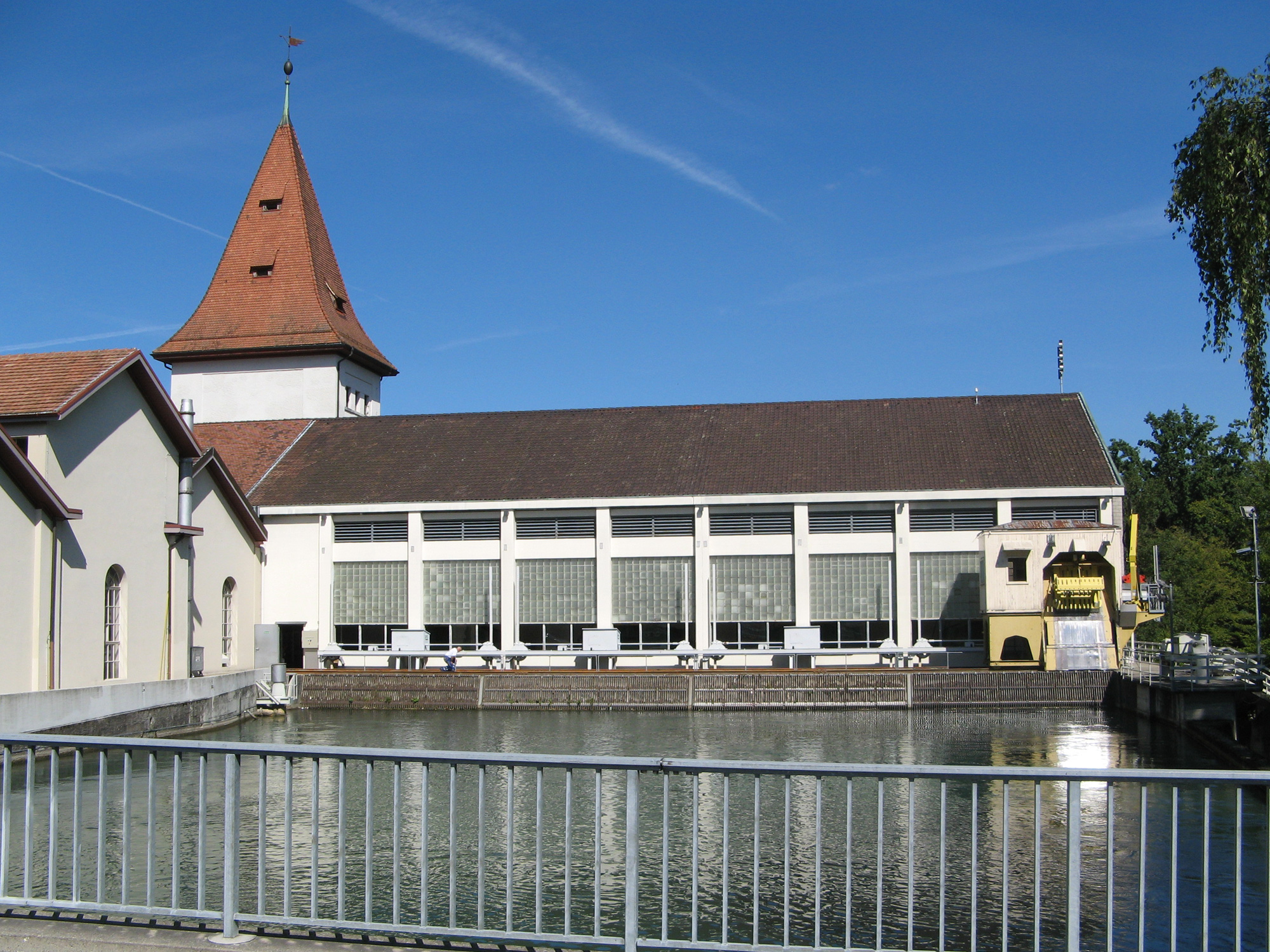
Kraftwerk Aarau

Die Eniwa AG (bis 2018: Industrielle Betriebe Aarau) versorgt die Stadt mit Elektrizität, Erdgas und Trinkwasser. Das Unternehmen mit über 300 Mitarbeitern ist eine Aktiengesellschaft mit Holdingstruktur, an der die Stadt Aarau und 21 weitere Gemeinden beteiligt sind. Sie entstand 1947 durch die Zusammenlegung der gemeindeeigenen Elektrizitäts- und Wasserwerke sowie des bisher privaten Gaswerks.
Jahrhundertelang versorgte der Stadtbach Aarau mit Trinkwasser. Er diente aber auch zum Antreiben von Wasserrädern und zur Versorgung von Gewerbebetrieben, was eine schlechte Wasserqualität zur Folge hatte. 1854 starben 81 Menschen an der Cholera, bei damals rund 4'000 Einwohnern. Erst als der Regierungsrat 1855 mit dem Wegzug der Kantonsbehörden nach Brugg drohte, nahm die Stadt die Planung einer modernen Wasserversorgung in Angriff. 1857 begann der Bau eines Stollens, der die Stadtbachquelle direkt anzapfen sollte. Die Arbeiter stiessen dabei aber auf eine weitaus ergiebigere Quelle, den Grundwasserstrom der Suhre. Somit verfügte Aarau ab 1860 über die erste Grundwasserfassung der Schweiz. Ab 1900 stand nach dem Bau eines Reservoirs eine Hochdruckwasserversorgung zur Verfügung, mit der auch die höher gelegenen Quartiere erschlossen werden konnten. 1943, 1955 und 1962 wurde die Wasserversorgung mit dem Bau dreier weiterer Grundwasser-Pumpwerke nahe der Aare ausgebaut.
Zwar war Ende der 1850er Jahre die Müllabfuhr eingeführt worden, doch die zahlreichen Ehgräben und Sickergruben in der Altstadt blieben vorerst bestehen, so dass immer noch die Gefahr von Epidemien bestand. 1910 war das Kanalisationsnetz in seinen Grundzügen fertiggestellt, doch die Abwässer wurden ungeklärt in die Aare geleitet. 1966 nahm die Abwasserreinigungsanlage nahe der Suhremündung in der Telli ihren Betrieb auf; heute reinigt sie die Abwässer von zwölf Gemeinden.
1858 begann die Gasbeleuchtungsgesellschaft mit der Produktion von Stadtgas, hauptsächlich zu Beleuchtungszwecken, im geringen Umfang auch für den Antrieb von Maschinen. 1870 erfolgte die Umstellung von Holz- auf Steinkohlevergasung. Ab 1893 verlagerte das Gaswerk seine Tätigkeit zunehmend von der Beleuchtung zur Wärmeproduktion. Grund dafür war die Konkurrenz durch die im selben Jahr in der Oberen Mühle eröffnete «Kraftstation». Im darauf folgenden Jahr wurde das städtische Kraftwerk Aarau, eines der ältesten Laufwasserkraftwerke der Schweiz, in Betrieb genommen (heutiger Betreiber: Eniwa AG). Bereits 1883 war das Kraftwerk Rüchlig erbaut worden, das aber jahrzehntelang ausschliesslich für die Jura-Cement-Fabriken Strom produzierte. 1965 wurde Aarau an das Erdgasnetz des Gasverbundes Mittelland angeschlossen, zwei Jahre später stellte das unwirtschaftlich gewordene Gaswerk seinen Betrieb ein.

### Smart City
2020 beschloss der Stadtrat eine Smart City-Strategie für die Jahre 2020–2025. Schwerpunkte wurden auf Aktivitäten bei den effizienten Dienstleistungen, der multimodalen Mobilität und der Kreislaufwirtschaft sowie der Innovationsfähigkeit des Wirtschaftsstandortes gelegt. 2025 wurde eine Weiterführung des Projektes bis in das Jahr 2034 beschlossen, das sich an den fünf Themen Gesellschaft, Wirtschaft, Umwelt, Stadtraum und Organisation orientiert.

## Bildung

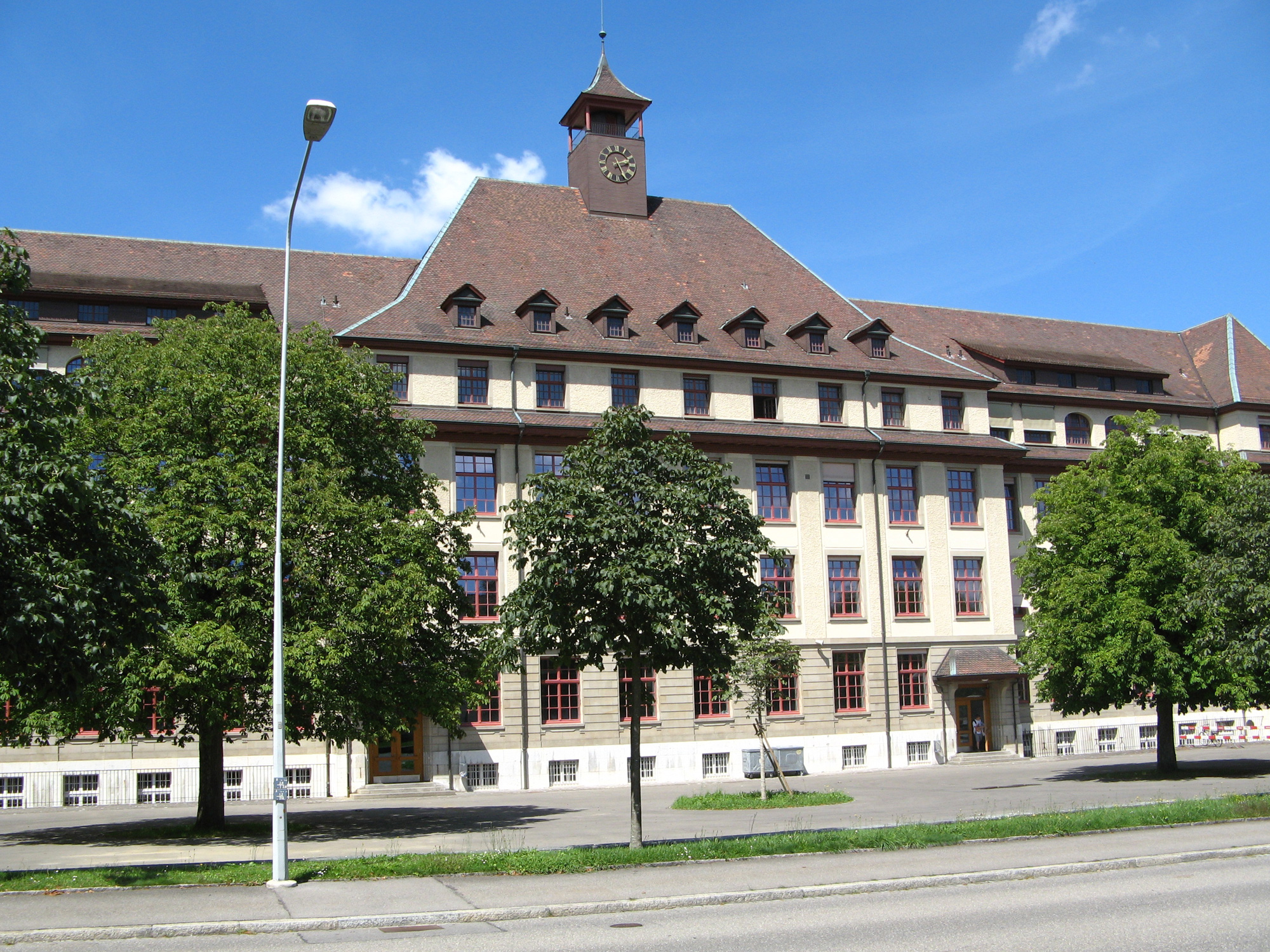
Zelglischulhaus

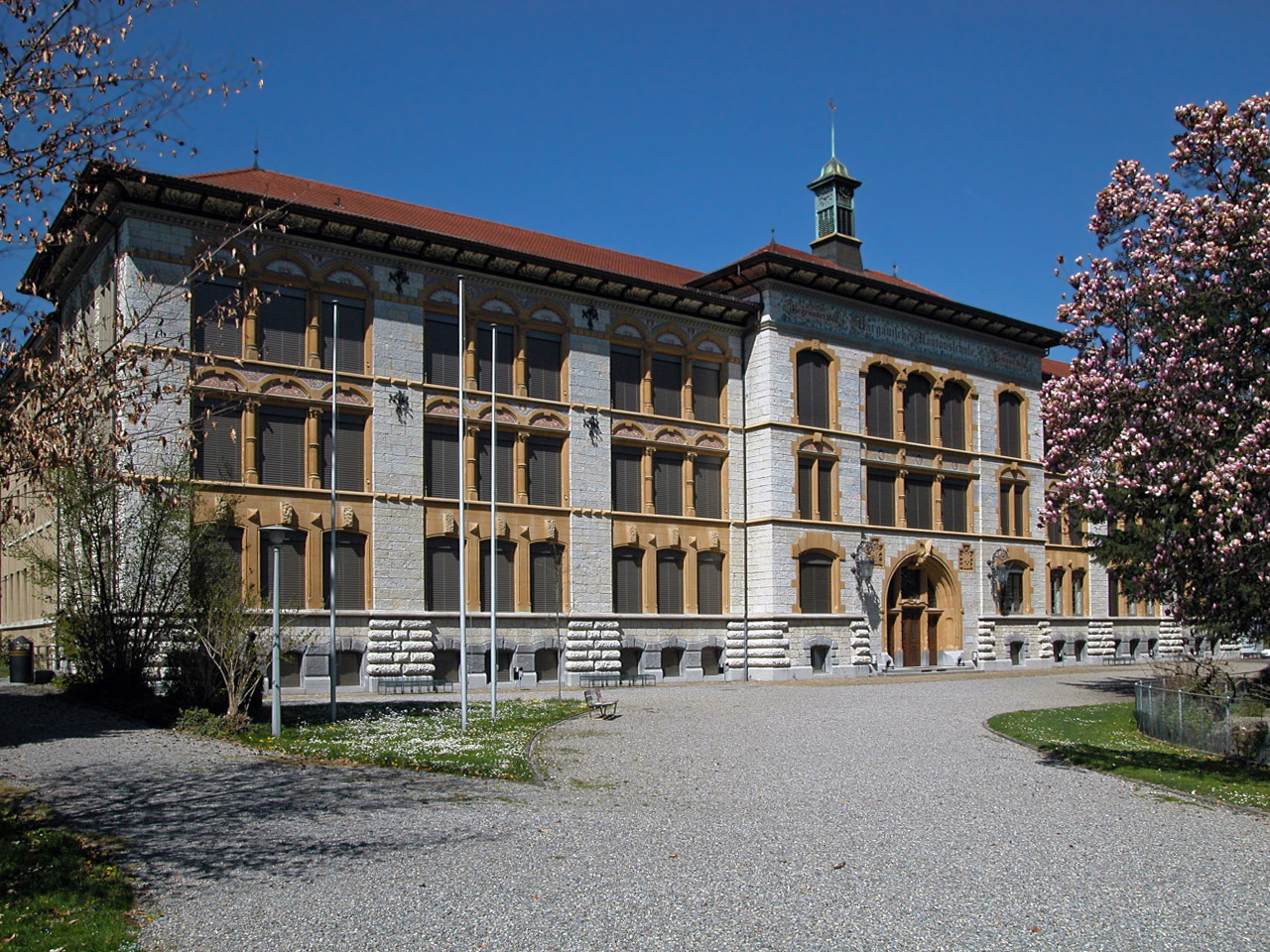
Alte Kantonsschule

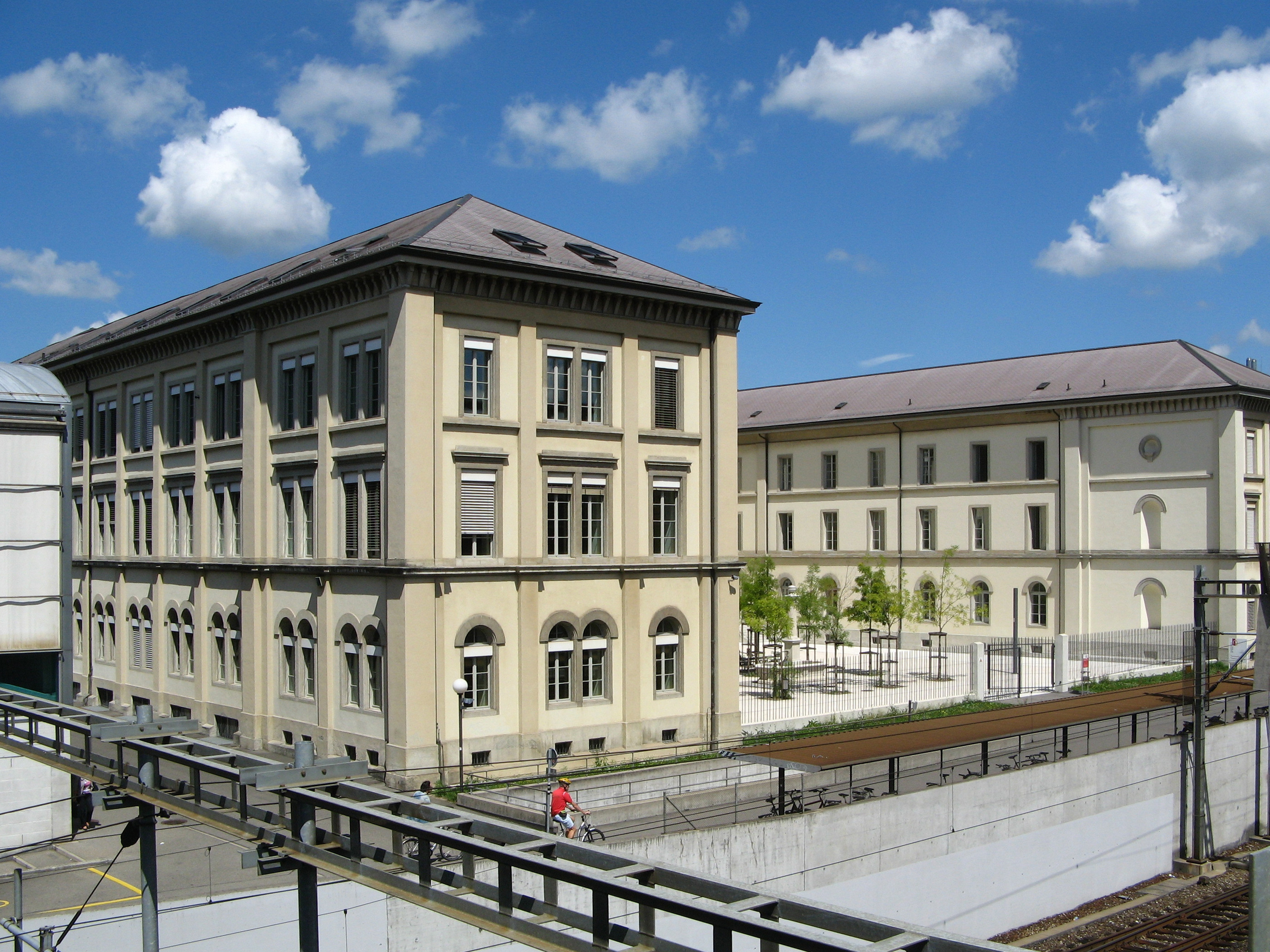
Pestalozzischulhaus

Aarau ist der bedeutendste Bildungsstandort des Kantons, so dass es den meisten Kindern und Jugendlichen möglich ist, ihre gesamte Schulzeit hier zu absolvieren. Die vom Volk gewählte siebenköpfige Schulpflege trägt die Verantwortung für die ordentliche Erfüllung sämtlicher Aufgaben der Volksschule und ist primär auf strategischer Ebene tätig. Für operative Aufgaben setzt sie Schulleitungen ein, welche die pädagogische, personelle und administrative Leitung im Rahmen der ihr übertragenen Kompetenzen übernehmen.
In Aarau gibt es sieben Kindergärten mit 14 Abteilungen und fünf Schulzentren (Aare, Gönhard, Schachen, Telli, Zelgli). Es werden sämtliche Stufen der obligatorischen Volksschule unterrichtet, bestehend aus der Primarschule bis zum 5. Schuljahr sowie – je nach Leistungsvermögen – der Realschule, der Sekundarschule und der Bezirksschule bis zum 9. Schuljahr. Ausserdem werden eine Heilpädagogische Sonderschule und eine Musikschule geführt. Der Stadtteil Rohr verfügt über vier Kindergärten und zwei Schulhäuser (Brunnbach, Stäpfli) mit Primar-, Real- und Sekundarschule.
Aarau ist Standort zweier Kantonsschulen (Gymnasien), deren Abschluss (Matura) zum Universitätsstudium berechtigt. Die 1802 eröffnete Alte Kantonsschule ist das älteste nichtkirchliche Gymnasium der Schweiz. Die Neue Kantonsschule besteht seit 1979 und ist aus dem Lehrerinnenseminar hervorgegangen. Weitere Schulen von Bedeutung sind die kantonale Berufsschule, die Grafische Fachschule, die Volkshochschule und die Maturitätsschule für Erwachsene. Weitere Fachhochschulen sind die TDS Aarau – Höhere Fachschule Theologie, Diakonie, Soziales und die Fachschule für Gesundheitsberufe H+. Hinzu kommen verschiedene Privatschulen und Angebote für Erwachsenenbildung. Das 2009 eröffnete Zentrum für Demokratie Aarau ist ein interdisziplinäres Institut der Universität Zürich zur Demokratieforschung.
Schon bald nach der Stadtgründung existierte in Aarau eine Lateinschule. 1270 wurde erstmals ein Schulmeister (scolasticus) urkundlich erwähnt. Nach Einführung der Reformation 1528 lag der Schwerpunkt des Lehrplans bei der Vorbereitung auf ein theologisches Studium in Bern. Im selben Jahr ist erstmals die Existenz einer «deutschen Schule» nachweisbar, die als Vorgängerin der heutigen Volksschule gilt. Ab 1622 wurden Knaben und Mädchen gewöhnlich getrennt unterrichtet. Als Schullokale dienten verschiedene Gebäude, darunter das ehemalige Kloster St. Ursula. Ab 1787 erhielten die Knaben im späteren Amthaus Unterricht, die Mädchen ab 1815 in der «Töchterschule» am Graben. Mit zunehmendem Wachstum der Stadt erwiesen sich diese Gebäude bald als zu klein. 1875 wurde das Pestalozzischulhaus eröffnet, 1911 das Zelglischulhaus. 1935 folgte der erste Kindergarten, 1952 das Gönhardschulhaus. In den 1970er Jahren entstanden schliesslich die Schulhäuser Aare, Schachen und Telli.

## Kultur

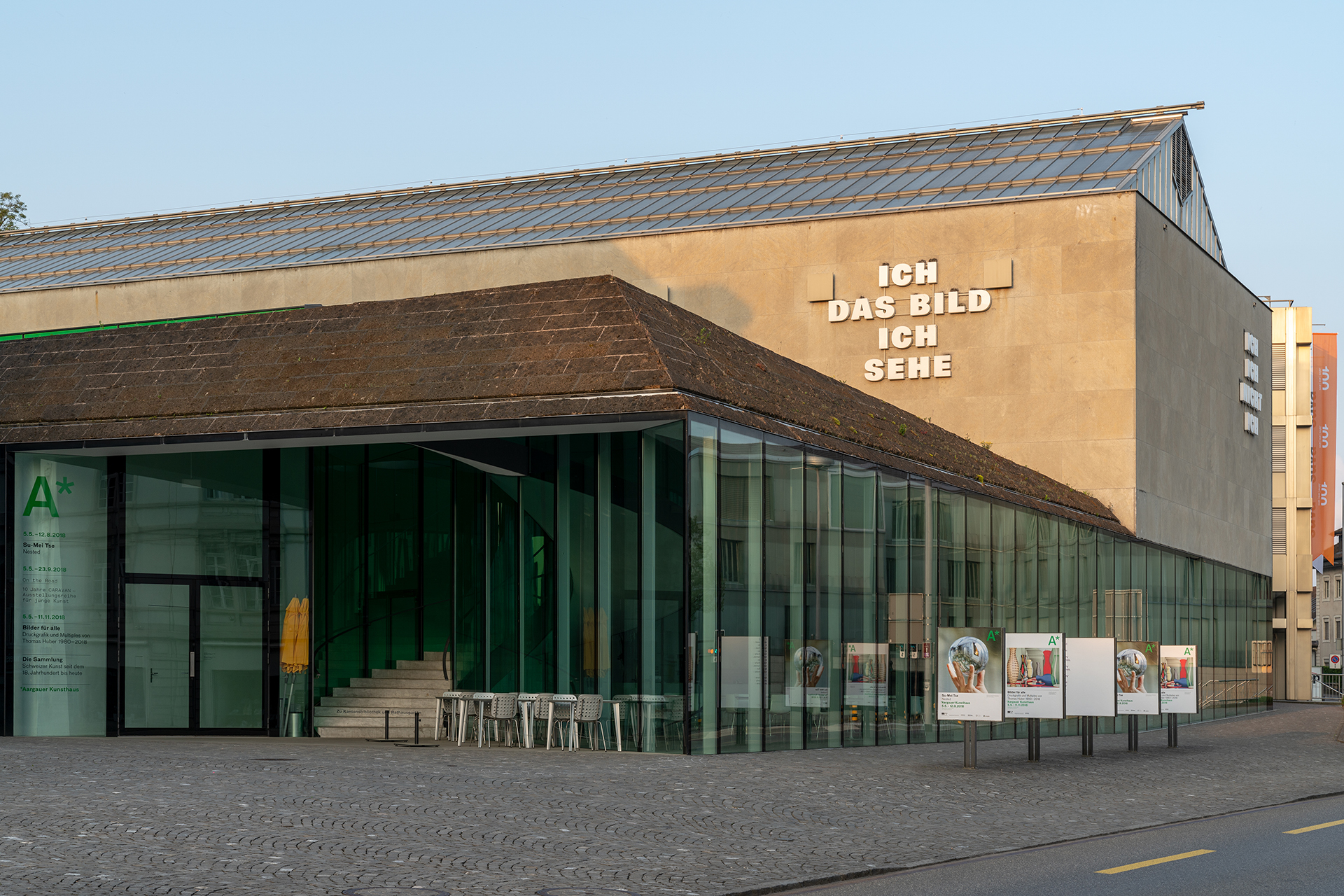
Aargauer Kunsthaus

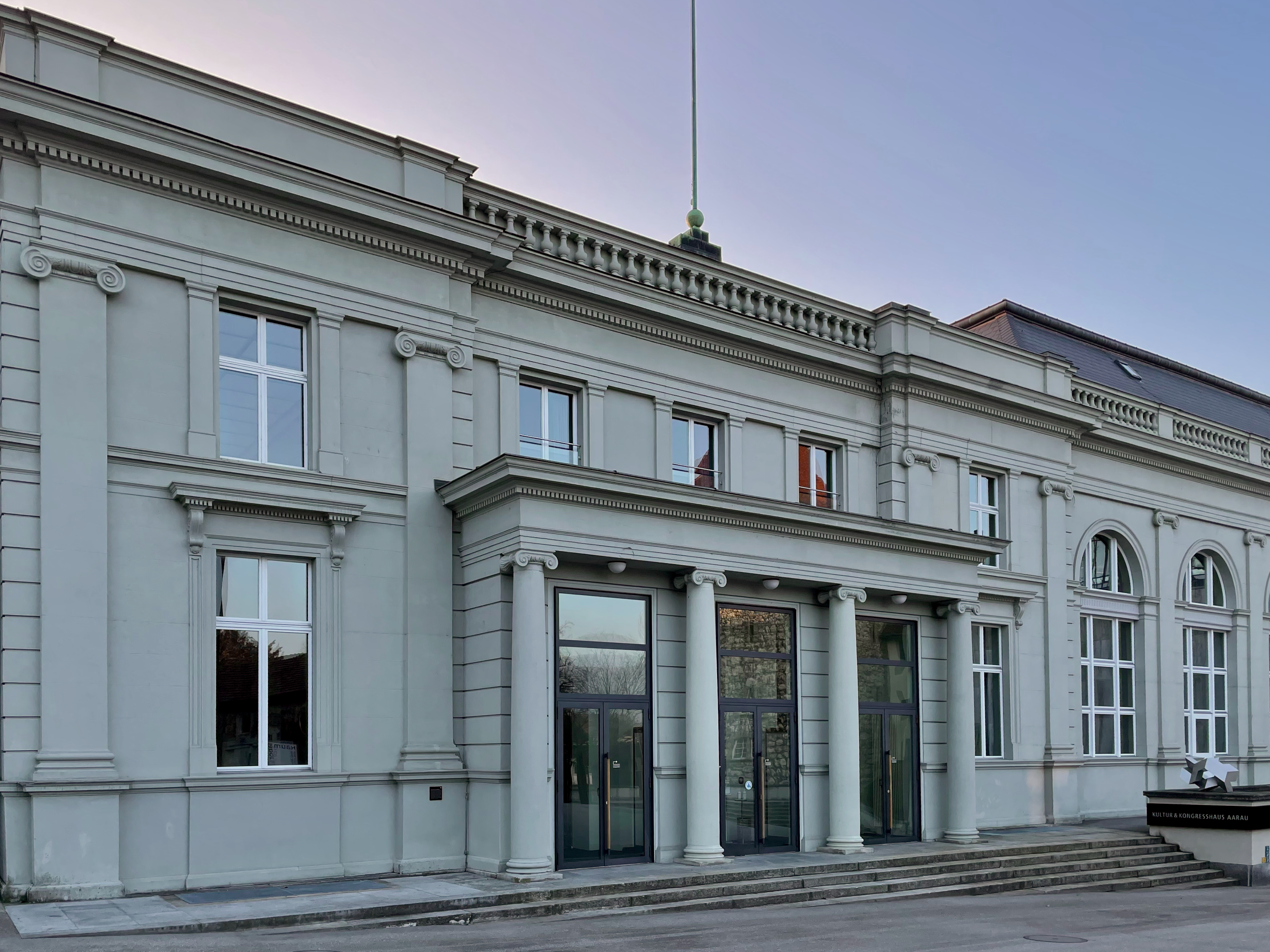
Kultur- und Krongresshaus Aarau

Das 1959 eröffnete Aargauer Kunsthaus besitzt eine der grössten und bedeutendsten Sammlungen Schweizer Malerei. Schwerpunkte bilden die Werke der Maler Caspar Wolf, Johann Heinrich Füssli, Ferdinand Hodler, Cuno Amiet und Giovanni Giacometti. Der moderne Anbau (2001–03) wurde vom renommierten Architekturbüro Herzog & de Meuron und dem Künstler Rémy Zaugg gestaltet. Ein weiteres Museum von nationaler Ausstrahlung ist das Naturama, das 1922 eröffnete Aargauische Naturmuseum. Es befasst sich mit der Tier- und Pflanzenwelt des Aargaus, mit Fossilien und Mineralien und mit Fragen der Ökologie. Den Grundstock bilden Sammlungen bekannter Persönlichkeiten wie Heinrich Zschokke und Friedrich Frey-Herosé, die dem Kanton vermacht wurden. Das Stadtmuseum im Schlössli befasst sich mit der Geschichte der Stadt Aarau und bietet zusätzlich eine Ausstellung über zeitaktuelle Themen, aber auch Vermessungsinstrumente und Fotografie.
Aarau besitzt zwei Bibliotheken, die Stadtbibliothek Aarau (seit 1776) und die Aargauer Kantonsbibliothek (seit 1803). Weitere kulturelle Institutionen sind die Bühne Aarau in der Tuchlaube und ab Herbst 2021 in der Alten Reithalle, der Kunstraum Aarau, das Forum Schlossplatz, der KUK von 1883 (Kultur- und Kongresshaus sowie Heimat des Aarauer Orchestervereins ab 1889), die Stadtkirche (klassische Konzerte), das Jugendkulturhaus Flösserplatz, das alternative Kulturzentrum KiFF (Kultur in der Futterfabrik), das Jugendkulturhaus Flösserplatz und der Jugendarbeit im Wenk.

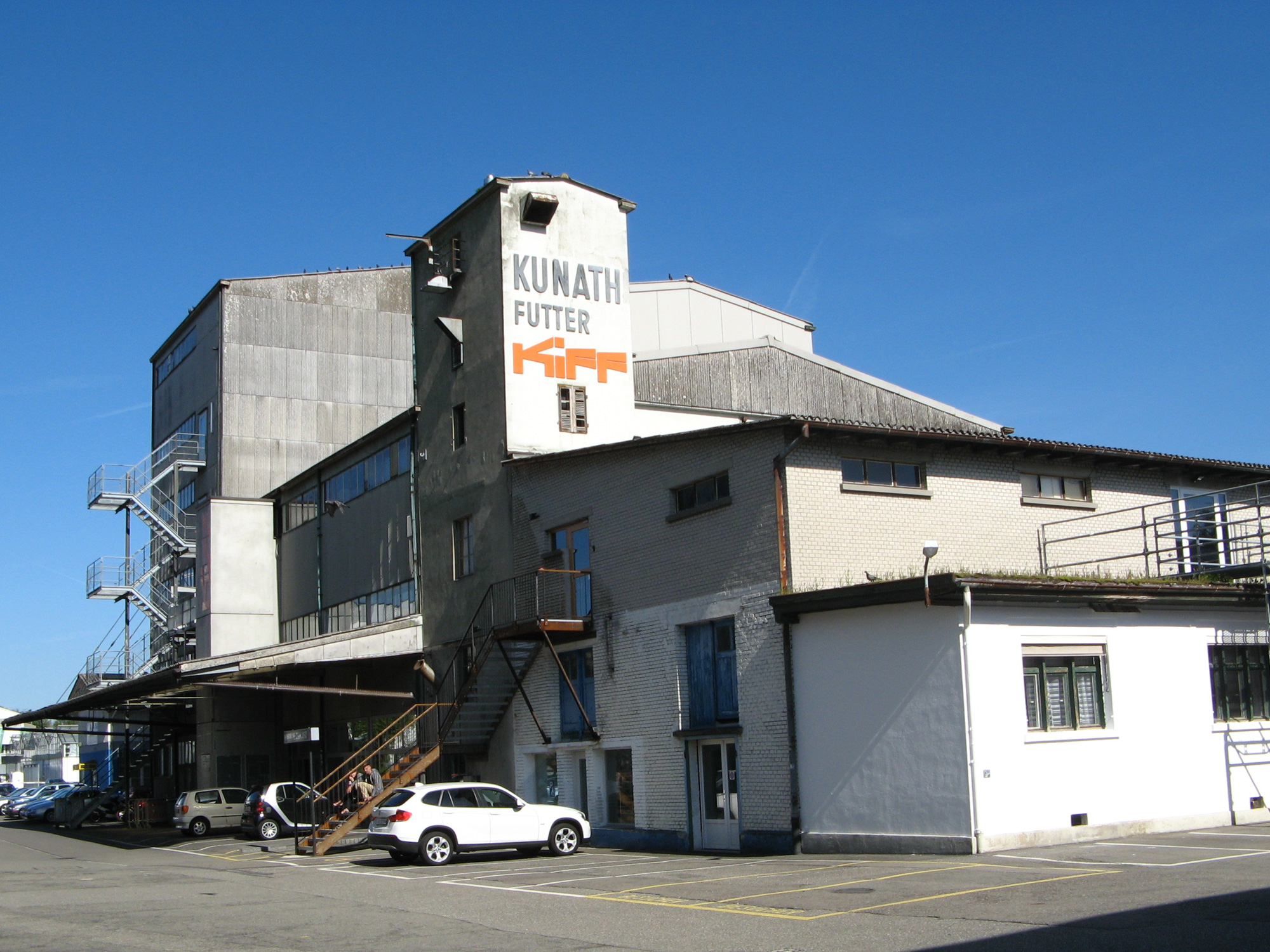
KiFF

In Aarau gibt es zwei kommerzielle Kinos, das Kino Ideal mit vier Sälen und das Kino Schloss mit zwei Sälen. Das Kino Freier Film ist ein auf alternative Filme spezialisiertes Programmkino und ist in der ehemaligen Druckerei Sauerländer untergebracht. Folgende Festivals finden regelmässig in Aarau statt: das CIRQU Aarau – ein Festival zum zeitgenössischen Zirkusschaffen, das fanfaluca als Jugendtheaterfestival, das jazzaar sowie das Musig in der Altstadt.
Als wichtigster Aarauer Festtag gilt das als Maienzug bezeichnete Kinder- und Jugendfest. Dieser Brauch hat eine über 400-jährige Tradition und findet jeweils am ersten Freitag im Juli statt. Höhepunkt ist der Umzug der Schulkinder. Der Maienzug-Vorabend am Tag davor hat sich in den letzten Jahrzehnten zu einem grossen Volksfest entwickelt. Fester Bestandteil des Maienzugs ist mittlerweile auch das Musikfestival Chrutwäje Openair.
Ein weiterer traditioneller Brauch ist der Bachfischet im September: Mit einem Räbenlicht-Umzug begleiten die Kinder den Stadtbach, der nach der alljährlichen Reinigung wieder geflutet wird. Weitere Veranstaltungen sind der Aargauer Rüeblimärt (seit 1982) sowie seit 2005 die Musig i de Altstadt, wobei vorwiegend Rock- und Bluesbands in verschiedenen Restaurants spielen.
Neben etablierter Kultur gab es in Aarau seit den 1980er-Jahren immer wieder Kämpfe für ein Autonomes Jugendzentrum. Mitte der 1980er-Jahre gab es einen selbstverwalteten Kulturbetrieb in der sogenannten Merzfabrik. 1995 sorgte die Besetzung der leerstehenden Elacor-Fabrik für Aufsehen sowie 2002 die Besetzung der ehemaligen Wirtschaft «zur Gais». Die Bestrebungen nach einem autonomen Zentrum blieben jedoch meist erfolglos. 2023 eröffnete im Torfeld Süd der KUBO (Kultur- und Begegnungsort). In Form einer Zwischennutzung wird seitdem ein Stockwerk vielseitig kulturell, künstlerisch und politisch genutzt.
Im März 2025 äusserte die Stadt Aarau mit einem Letter of Intent Interesse daran, 2030 die erste Deutschschweizer Kulturhauptstadt der Schweiz zu werden und dem Pilotprojekt in La-Chaux-de-Fonds 2027 nachzufolgen.

## Sport und Freizeit

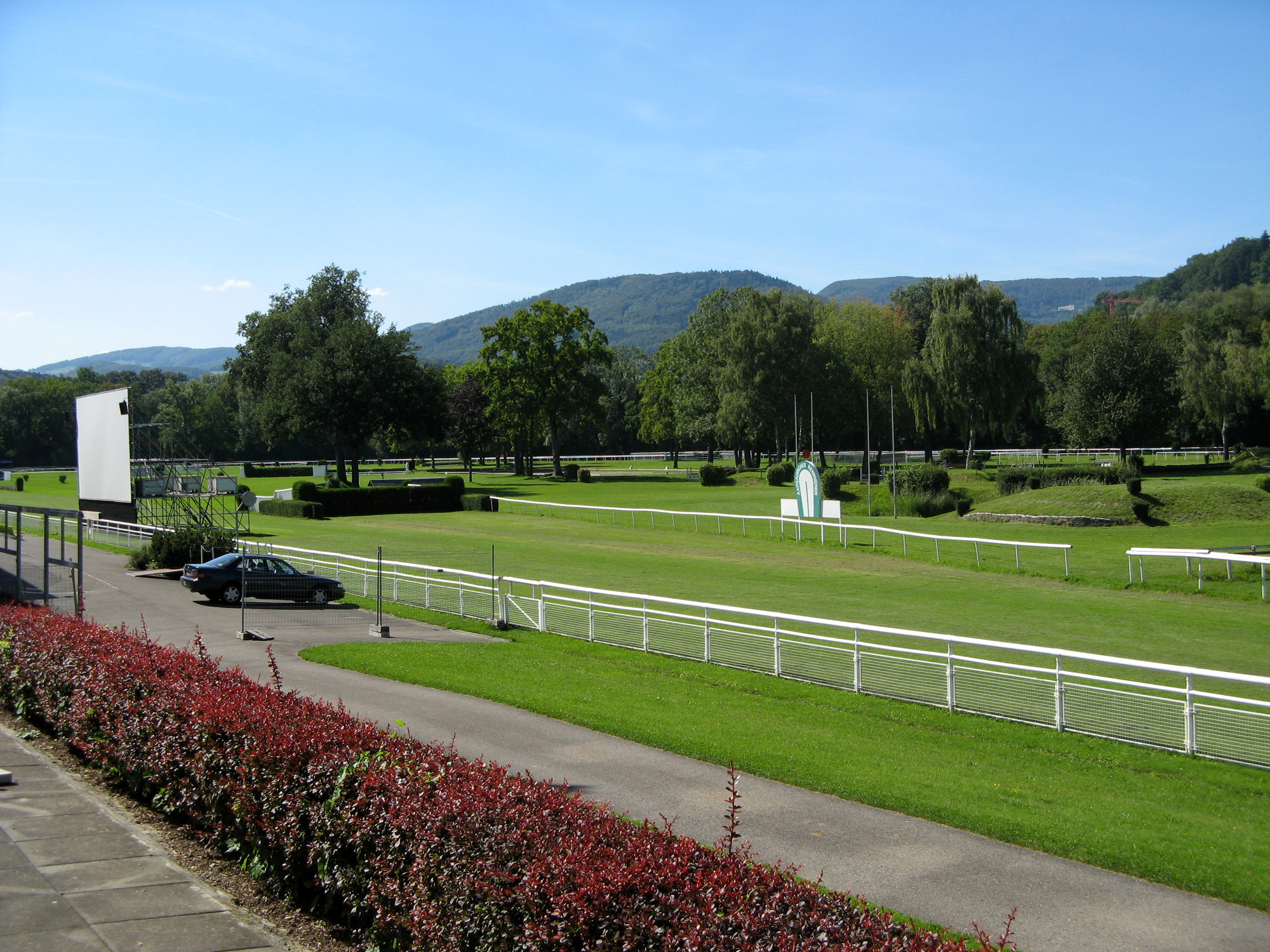
Pferderennbahn Schachen

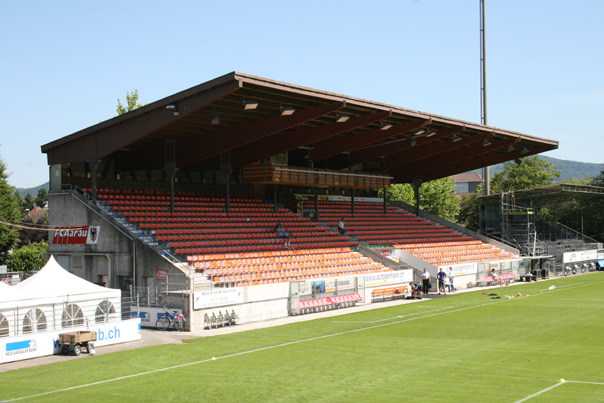
Stadion Brügglifeld

Das Schachenquartier am westlichen Stadtrand ist das sportliche Zentrum Aaraus. Es ist Standort der Pferderennbahn Schachen, auf der mehrmals jährlich vielbeachtete Rennen ausgetragen werden. Ebenfalls im Schachen befinden sich das Schwimmbad, eine Leichtathletikanlage mit Finnen- und Tartanbahn, eine Reithalle sowie die Schachenhalle für die Austragung verschiedener Hallensportarten. Ein zweiter Schwerpunkt ist die Sportanlage der Alten Kantonsschule im Telliquartier, die neben Turnhallen eine weitere Leichtathletikanlage sowie ein Hallenbad umfasst. In einer ehemaligen Fabrikhalle im Telliquartier ist das Rolling Rock domiziliert, eine Freizeitanlage mit Kletterwand, Skatepark und Hockeyfeld.
Das 1924 eröffnete Stadion Brügglifeld liegt knapp jenseits der südöstlichen Stadtgrenze auf Suhrer Gemeindegebiet. Es war Austragungsort einiger Spiele der U-16-Europameisterschaft 1991 und der U-19-Europameisterschaft 2004. Geplant ist der Ersatz des Stadions durch einen Neubau auf dem brachliegenden Industriegelände Torfeld Süd. Das erste Projekt scheiterte im September 2005 an der Urne; Hauptgrund der Ablehnung war die vorgesehene Mantelnutzung mit einem neuen Einkaufszentrum. Ein zweites Projekt mit einer deutlich verkleinerten Einkaufsfläche wurde im Februar 2008 hingegen angenommen. Das neue Stadion hätte 2015 eröffnet werden sollen, doch Einsprachen und Finanzierungsprobleme führten dazu, dass der Baubeginn bis heute nicht erfolgt ist (Stand: 2024). Neben dem Stadion Brügglifeld, ebenfalls auf Suhrer Boden, befindet sich eine überdachte Kunsteisbahn. Dieser Eishalle, in der mehrere Spiele der B-Gruppe der Eishockey-Weltmeisterschaft 1976 ausgetragen wurden, ist eine Curlinghalle angegliedert.

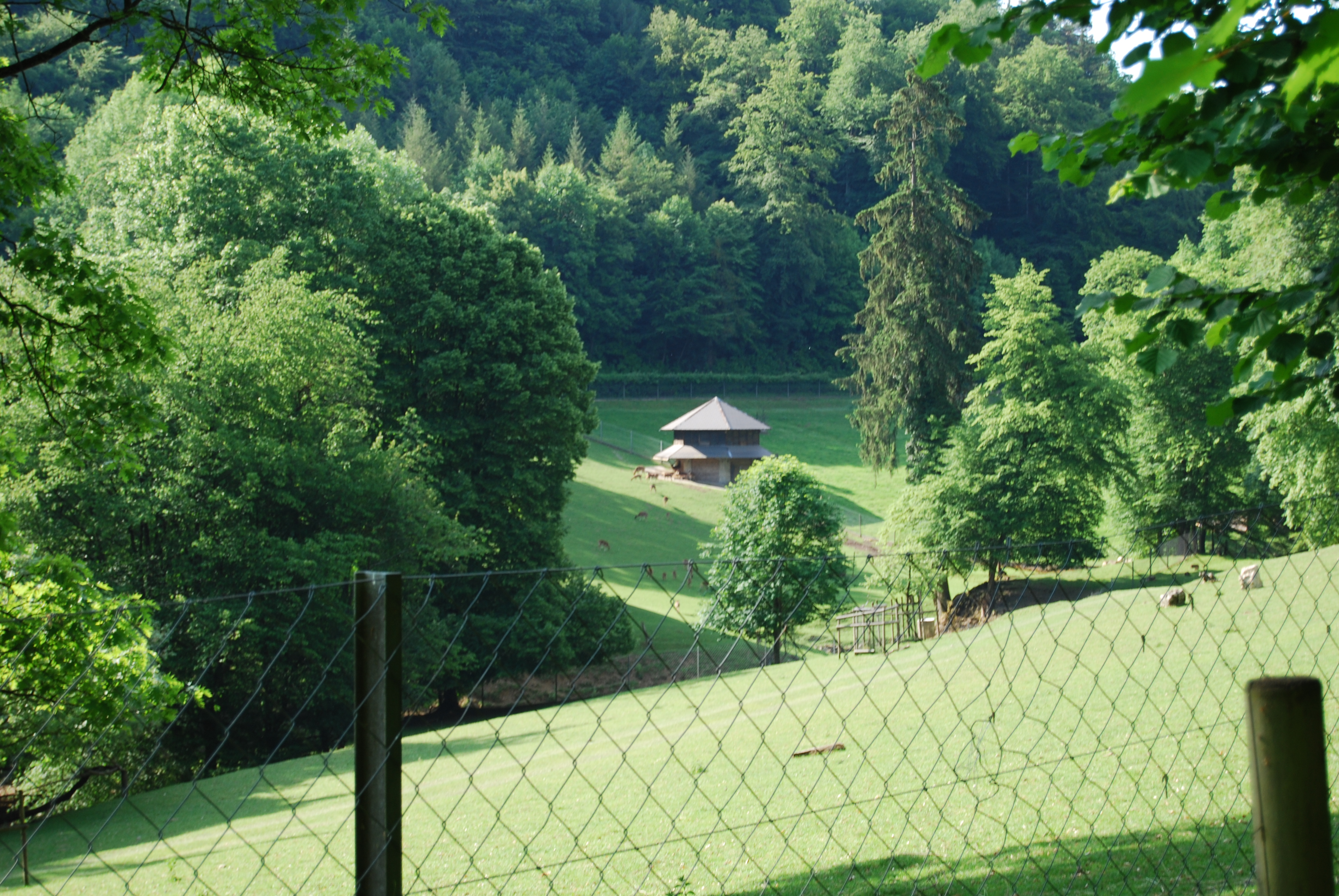
Wildpark Roggenhausen

Im Schachen fand 1964 und 2007 das Eidgenössische Schwing- und Älplerfest statt. Insbesondere letztere Ausgabe setzte neue Massstäbe, da eigens für diesen Zweck eine temporäre Arena errichtet wurde, die Platz für 47'000 Zuschauer bot. Der Telliring war 1832 Austragungsort des ersten Eidgenössischen Turnfestes. Weitere Turnfeste folgten in den Jahren 1843, 1857, 1882, 1932, 1972 und 2019. Der Schweizerische Turnverband hat in der Stadt seinen Hauptsitz.
Der Sportverein mit der weitaus grössten Bekanntheit ist der FC Aarau. Er wurde 1902 gegründet und spielt in der zweithöchsten Liga der Schweiz (Challenge League). Bisher wurde der FC Aarau dreimal Schweizer Meister (1912, 1914, 1993) und einmal Cupsieger (1985). Ein weiterer bekannter Verein ist der HSC Suhr Aarau in der Nationalliga A der Swiss Handball League. Der Vorgänger dieses Handballvereins, der TV Suhr, gewann 1999 und 2000 die Schweizer Meisterschaft. Der EHC Aarau spielt in der 1. Liga, der höchsten Eishockey-Amateurklasse des Landes.
Die ausgedehnten Wälder um Aarau sind beliebte Naherholungsgebiete. Drei Kilometer südwestlich des Stadtzentrums befindet sich der ganzjährig geöffnete Wildpark Roggenhausen. Die gemeinnützige Stiftung «Aarau eusi gsund Stadt» (Aarau unsere gesunde Stadt) betrieb auf lokaler und regionaler Ebene Gesundheitsförderung und Prävention, wobei sie vor allem sportliche Aktivitäten förderte. 2016 übernahm die Stadt ihre Aufgaben. 1990 richtete die Astronomische Vereinigung Aarau einen Planetenweg ein. Er ist sechs Kilometer lang, führt von der Echolinde aus durch den Wald nach Kölliken und stellt das Sonnensystem im «planetaren Massstab» von 1:1 Milliarde dar.

## Persönlichkeiten

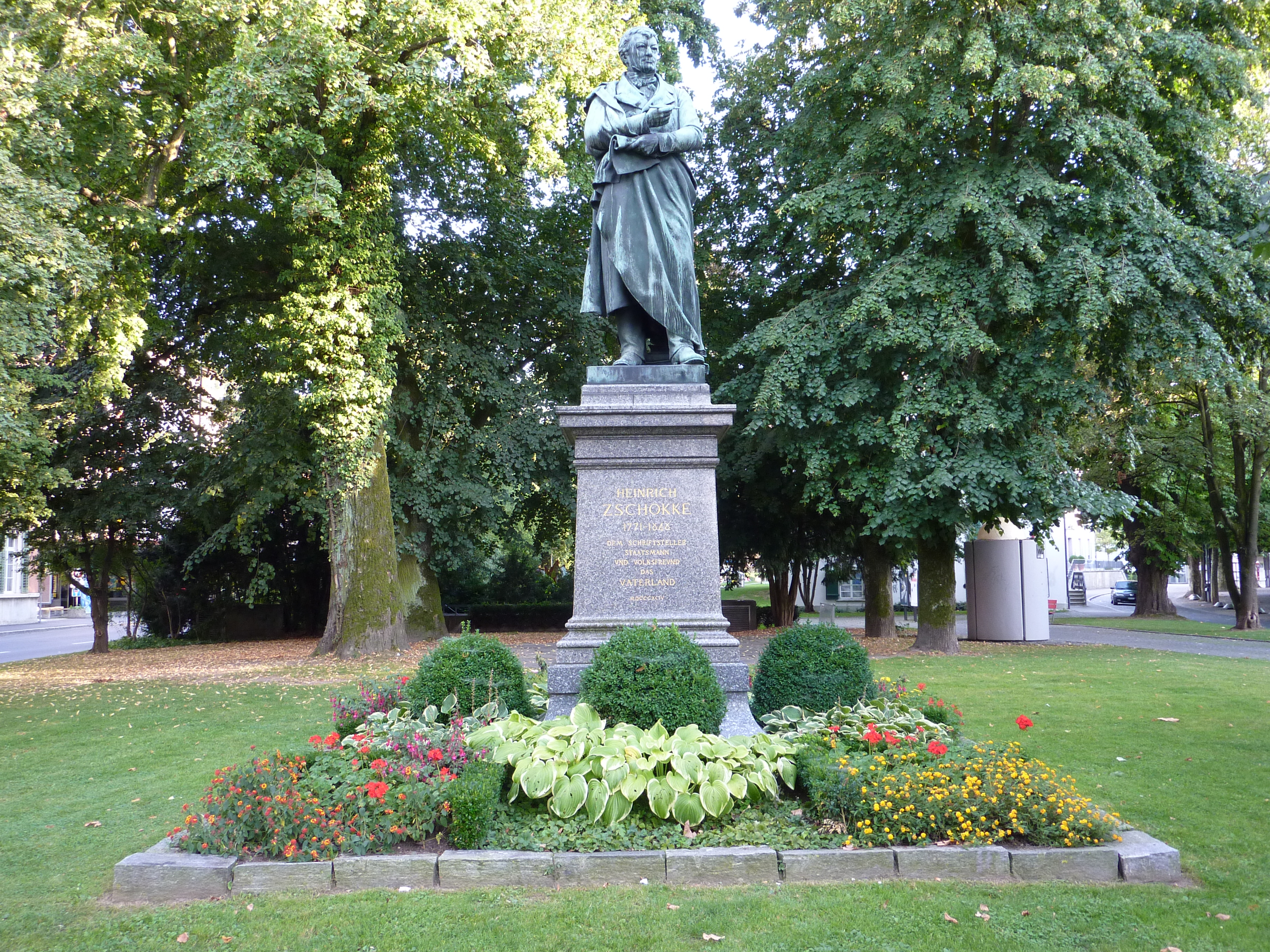
Denkmal für Heinrich Zschokke

Aarau ist der Geburts- und Wohnort zahlreicher bekannter Persönlichkeiten. Als weltweit bekannteste Personen, die in Aarau geboren wurden, gelten der Ernährungswissenschaftler Max Bircher-Benner, der Erfinder des Birchermüesli, sowie Hans Herzog, General der Schweizer Armee. Die bekanntesten Einwohner sind Nobelpreisträger Albert Einstein (der hier die Kantonsschule besuchte), Bundesrat Friedrich Frey-Herosé und Schriftsteller Heinrich Zschokke.